# Culinária das Filipinas

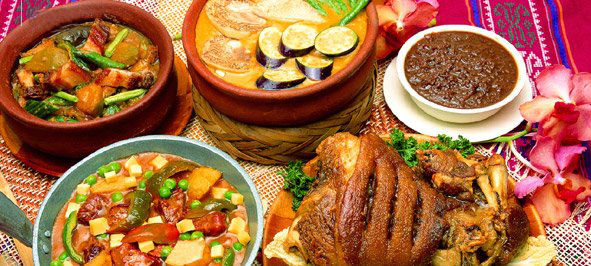
Uma variedade de pratos filipinos

A culinária das Filipinas (em filipino: lutong Pilipino ou pagkaing Pilipino) é composta pelas cozinhas de mais de cem grupos etnolinguísticos distintos encontrados em todo o arquipélago das Filipinas. A maioria dos pratos filipinos tradicionais que compõem a culinária filipina vem das tradições alimentares de grupos e tribos do arquipélago, incluindo os grupos etnolinguísticos llocano, pangasinan, kapampangan, tagalog, bicolano, vissaiano, chavacano e maranao. Os pratos associados a esses grupos evoluíram ao longo dos séculos a partir de uma base predominantemente indígena (em grande parte austronésica) compartilhada com o Sudeste Asiático marítimo, com influências variadas das culinárias chinesa, espanhola e americana, de acordo com as principais ondas de influência que enriqueceram as culturas do arquipélago e que foram adaptadas com o uso de ingredientes indígenas para atender às preferências locais.
Os pratos variam desde a refeição muito simples de peixe salgado frito e arroz até curries (ensopados), paelhas e cozidos de origem ibérica feitos para festas. Os pratos populares incluem lechón (porco assado inteiro), longganisa (linguiça filipina), tapa (carne bovina curada), torta (omelete), adobo (ensopado à base de vinagre e molho de soja), kaldereta (carne cozida em molho de tomate e pasta de fígado), mechado (carne bovina empanada em molho de soja e tomate), pochero (carne bovina e bananas em molho de tomate), afritada (frango ou carne bovina e legumes cozidos em molho de tomate), kare-kare (rabo de boi e legumes cozidos em molho de amendoim), pinakbet (abóbora cabotiá, berinjela, feijão, quiabo, melão-de-são-caetano e ensopado de tomate aromatizado com pasta de camarão), sinigang (carne ou frutos do mar com legumes em caldo azedo), pancit (macarrão) e lumpia (rolinhos primavera frescos ou fritos).

## História

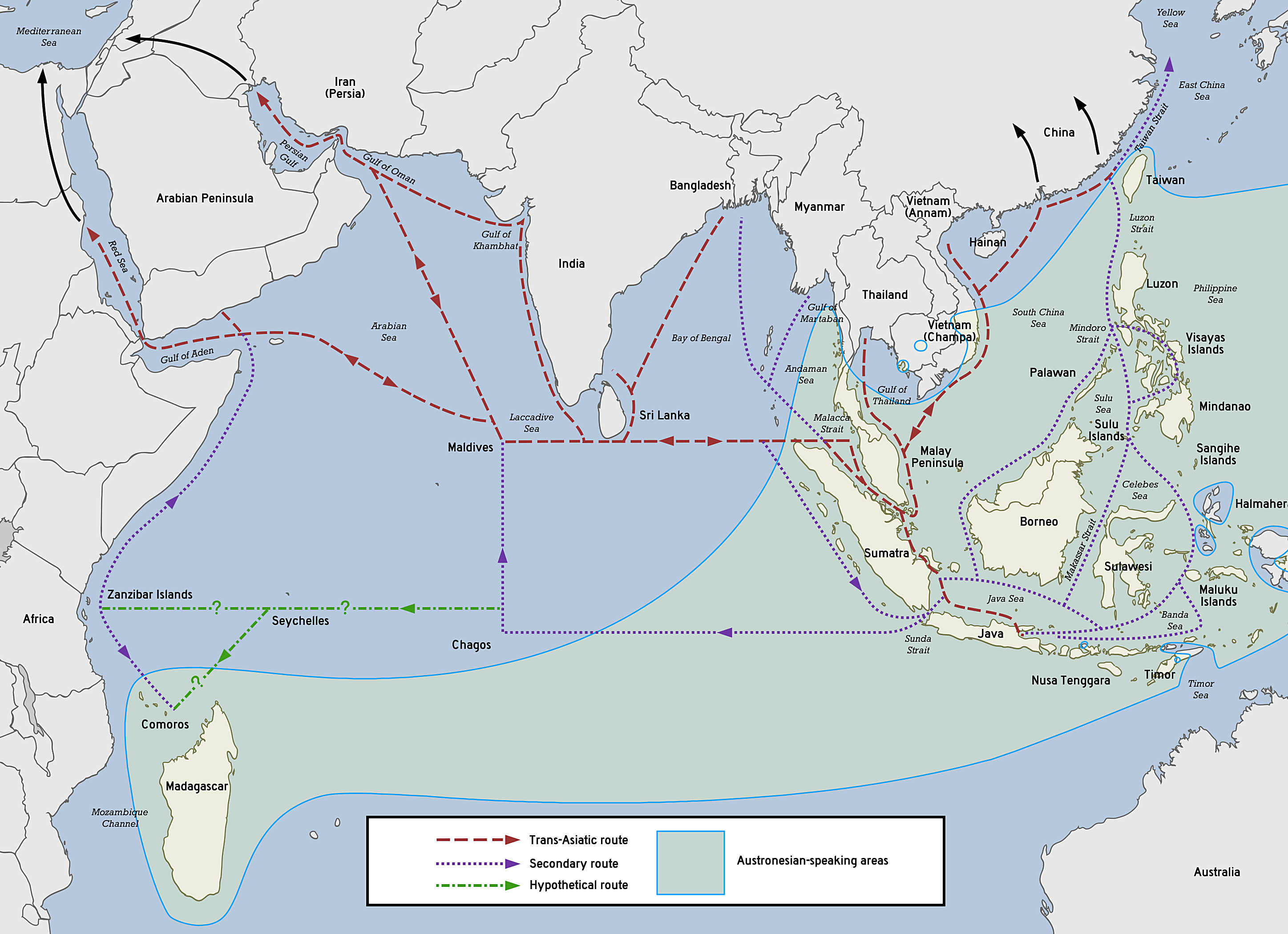
Rotas de comércio marítimo austronésico (incluindo a Rota das Especiarias e da Seda) que permitiram a troca de culinária e ingredientes entre as ilhas do Sudeste Asiático, o Sul da Ásia e a China.

Os negritos, os primeiros povos do arquipélago das Filipinas, eram caçadores-coletores nômades cuja dieta consistia em tubérculos selvagens forrageados, frutos do mar e carne de caça.
Por volta de 6000 BP, as migrações subsequentes de austronésios marítimos, dos quais a maioria dos filipinos contemporâneos descende, trouxeram novas técnicas de aquicultura e agricultura, além de vários alimentos e animais domesticados.
As planícies do centro e sudoeste de Luzon, a península de Bicol e o leste de Panay eram grandes produtores de arroz, exportando o excedente para o resto do arquipélago. O arroz era um símbolo de riqueza, com muitas iguarias à base de arroz usadas como oferendas em cerimônias importantes.

### Período pré-colonial
Antes de sua colonização pelos espanhóis, as Filipinas tinham comércio frequente com a China. O comércio com os chineses era tão frequente que havia postos avançados chineses ao longo de algumas das cidades costeiras das Filipinas. Os chineses introduziram o macarrão de arroz nas ilhas, o principal ingrediente do pancit, e os rolinhos de ovo (eggroll) - a versão filipina é conhecida como lumpia.
O início do cultivo do arroz foi um desenvolvimento importante na culinária filipina. No norte de Luzon, os famosos terraços de arroz de Banaue foram criados há mais de 2.000 anos pelo povo ifugao. Usando apenas ferramentas básicas, os ifugao construíram os terraços usando paredes de pedra e barro para criar superfícies planas nas encostas íngremes das montanhas, o que lhes permitiu cultivar arroz nas terras altas. Como em grande parte da Ásia, o arroz é um alimento básico da culinária filipina. Os pratos à base de arroz são comuns em todas as regiões, com influências de vários países, por exemplo, o arroz caldo sendo semelhante ao congee chinês.

### Período colonial espanhol
O domínio espanhol provocou várias mudanças significativas na culinária de grande parte do arquipélago, desde a formação da rede de comércio dos galeões de Manila até a reforma agrícola doméstica.
O comércio de galeões trouxe duas influências culinárias significativas para as ilhas: a chinesa e a mexicana.

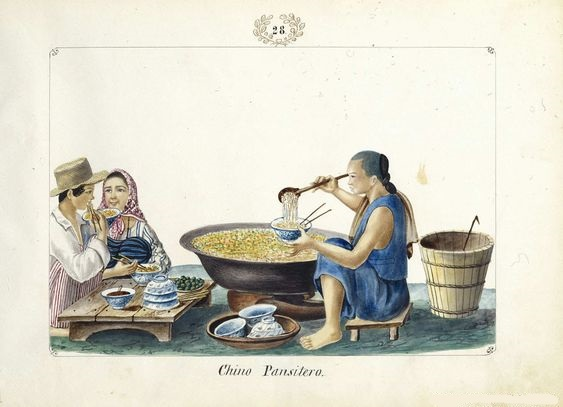
Pancitero chinês servindo pancit.

O intercâmbio de galeões se deu principalmente entre Manila e Acapulco, no Vice-Reino da Nova Espanha (atual México), portanto, a influência da culinária mexicana trouxe uma vasta gama de técnicas e gêneros alimentícios do Novo Mundo e da Espanha. Diretamente das Américas vieram principalmente as culturas: milho, pimentas, pimentões, tomates, batatas, amendoins, chocolate, abacaxis, grãos de café, jícama, várias abóboras, urucum, abacates, entre outros. Os mexicanos e outros latino-americanos também trouxeram várias técnicas da culinária espanhola, incluindo o sofrito, a fabricação de salsichas (longganisa, apesar de mais parecidas com chouriço), o preparo de pães, além de muitos pratos que deram origem a empanadas, paelhas, omeletes chamados tortas e tamales adaptados localmente.

### Período colonial americano
Os Estados Unidos saíram vitoriosos da Guerra Hispano-Americana em 1898, comprando as Filipinas da Espanha por US$ 20 milhões durante o Tratado de Paris. As Filipinas permaneceram como colônia até 1946. Os americanos apresentaram aos filipinos o fast food, incluindo cachorros-quentes, hambúrgueres, frango frito e sorvete. Eles também introduziram alimentos convenientes, como spam, carne enlatada, café solúvel e leite evaporado. Hoje, o spam é um item comum no café da manhã, geralmente servido com arroz frito com alho.

### Período contemporâneo
A culinária filipina continua a evoluir à medida que novas técnicas e estilos de culinária e ingredientes chegaram ao país. Pratos tradicionais simples e elaborados, indígenas e de influência estrangeira, são vistos, assim como pratos internacionais populares mais atuais e pratos de fast food. No entanto, a dieta filipina é mais rica em gordura total, gordura saturada e colesterol do que outras dietas asiáticas. Em 2013, o Presidente Noynoy Aquino assinou a Lei Republicana nº 10611, ou Lei de Segurança Alimentar, para estabelecer salvaguardas para a dieta e a saúde do povo filipino no que diz respeito à qualidade e ao consumo de alimentos. Em 2022, a TasteAtlas classificou a culinária filipina como a 23ª melhor do mundo, enquanto o inasal e o sisig de frango foram classificados como alguns dos melhores pratos do mundo.

## Características

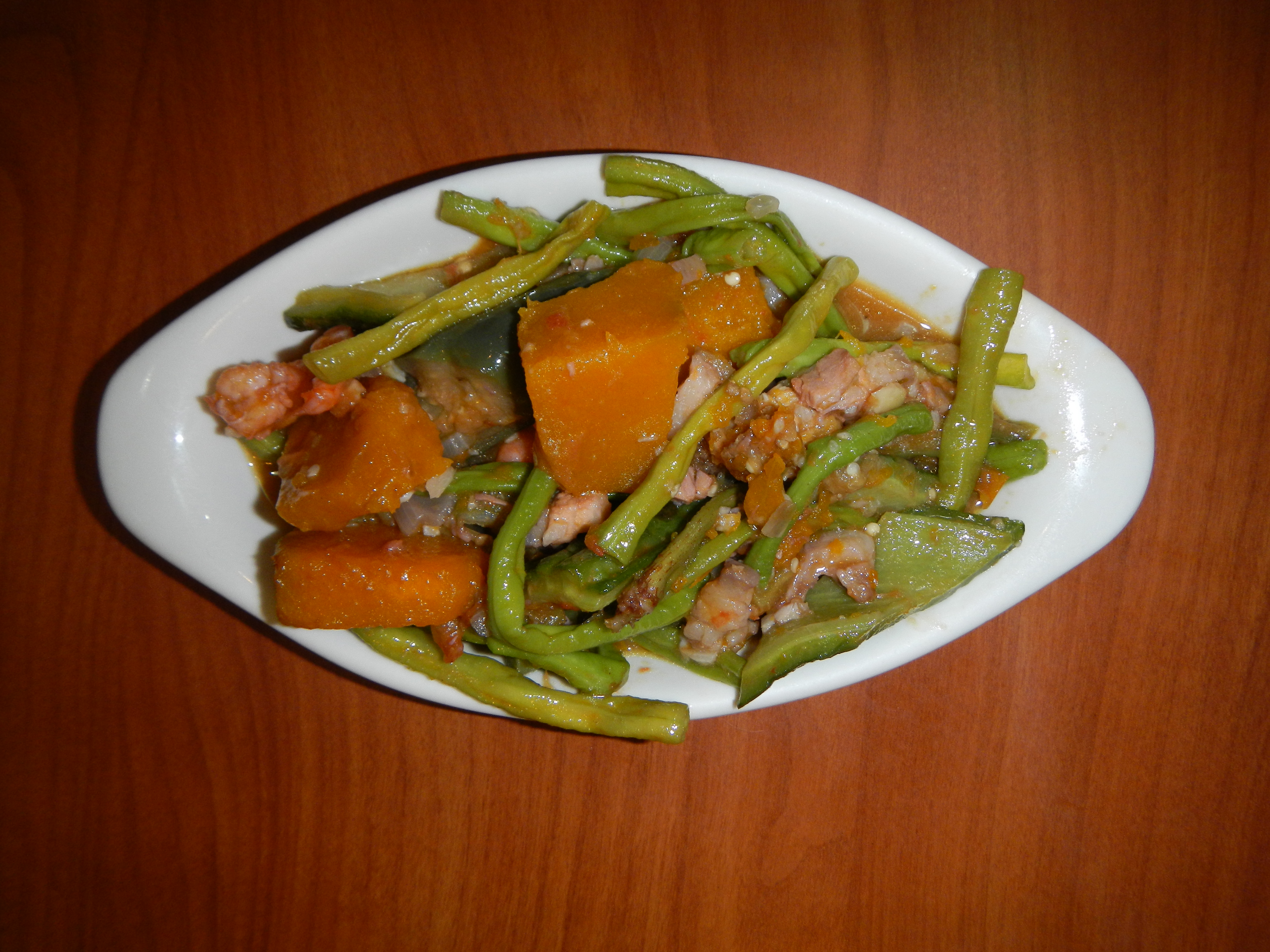
Pinakbet.

A culinária filipina gira em torno da combinação de doce (tamis), azedo (asim) e salgado (alat), embora em Bicol, nas Cordilleras e entre os filipinos muçulmanos, o picante (anghang) seja a base do sabor da culinária.
O contraponto é uma característica da culinária filipina que geralmennte ocorre por uma combinação de algo doce com algo salgado. Os exemplos incluem: champorado (um mingau de arroz com cacau doce), sendo combinado com tuyo (peixe salgado seco ao sol); dinuguan (um ensopado feito de sangue e vísceras de porco), combinado com puto (bolos de arroz doces cozidos no vapor); frutas verdes, como mangas verdes (que são apenas levemente doces, mas muito azedas), são consumidas mergulhadas em sal ou bagoong; o uso de queijo (que é salgado e doce) em bolos doces (como bibingka e puto), bem como aromatizante de sorvete.

### Ingredientes nativos

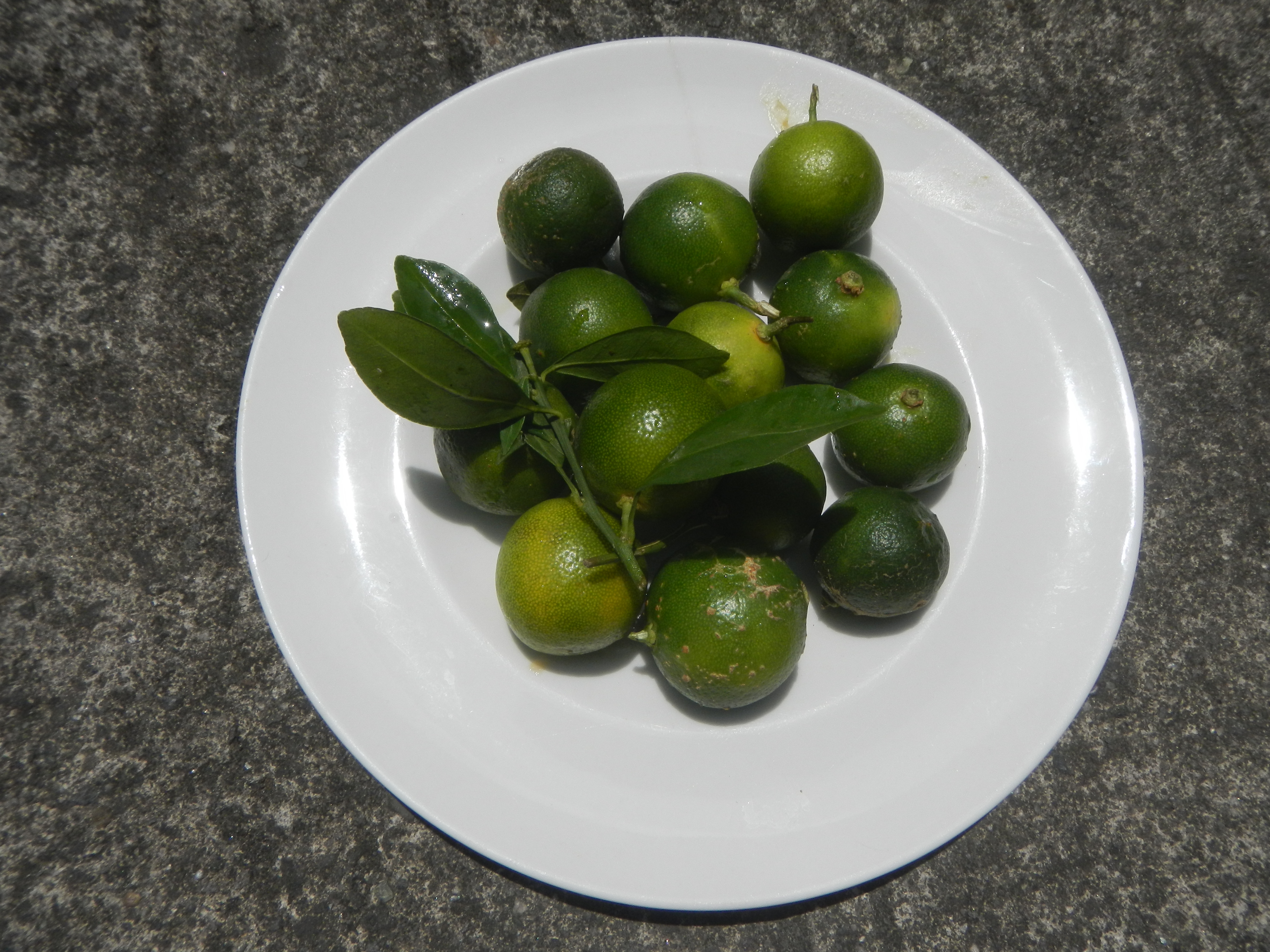
Calamansi

A culinária filipina utiliza uma variedade de ingredientes nativos. A biota que se desenvolveu produziu uma paisagem específica e, por sua vez, deu ao lugar ingredientes locais que realçaram os sabores dos pratos. O calamansi é o mais conhecido desses ingredientes, é uma fruta que pertence ao gênero citrus. É usada principalmente devido à acidez que confere ao prato. Outra é o tabon-tabon, uma fruta tropical que era usada pelos filipinos pré-coloniais como ingrediente antibacteriano, especialmente no kinilaw (uma espécie de ceviche filipino).

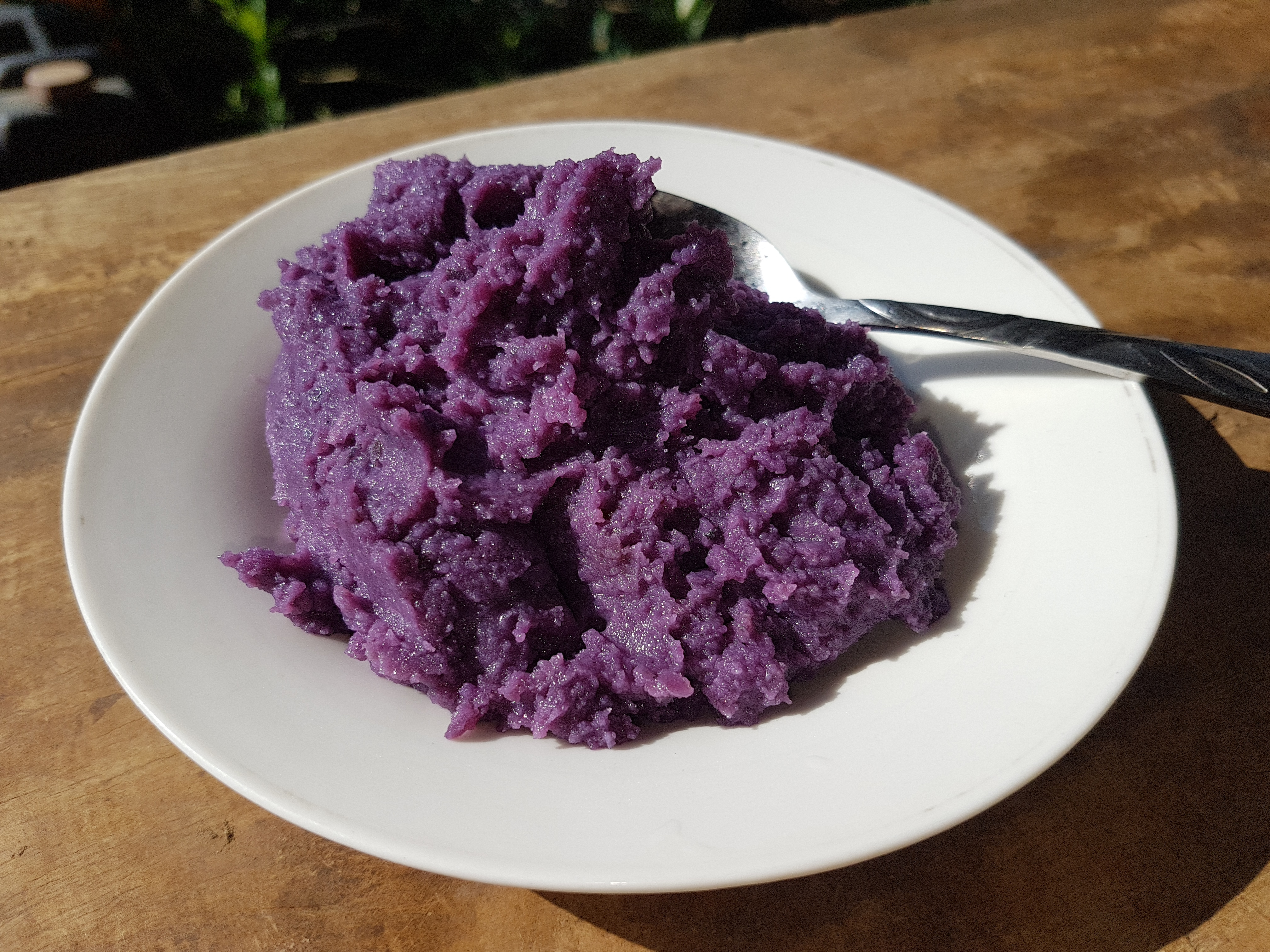
Ube halaya.

O país também cultiva diferentes tipos de nozes e uma delas é a noz pili, da qual as Filipinas são o único exportador conhecido de variedades comestíveis. Geralmente é preparada como merenda ou incorporada a outras sobremesas para realçar o sabor devido à textura leitosa que libera ao derreter na boca.
O vinagre é um ingrediente comum. O adobo (o qual recebe vinagre em sua preparação) é popular não apenas por sua simplicidade e facilidade de preparo, mas também por sua capacidade de ser armazenado por dias sem estragar e até mesmo melhorar o sabor com um ou dois dias de armazenamento. Tinapa é um peixe curado com fumaça, enquanto tuyo, daing e dangit são peixes secos ao sol em conserva, populares porque podem durar semanas sem estragar, mesmo sem refrigeração.

## Preparo e consumo
Cozinhar e comer nas Filipinas é tradicionalmente uma questão informal e de comunidade, centrado na cozinha da família. A comida tende a ser servida de uma só vez e não em etapas.
Como muitos de seus vizinhos do sudeste asiático, os filipinos não comem com pauzinhos. A maneira tradicional de comer é com as mãos, especialmente em pratos secos, como inihaw ou prito. O comensal dá uma mordida no prato principal e, em seguida, come o arroz pressionado com os dedos. Essa prática, conhecida como kamayan (usar a mão esquerda lavada para pegar o alimento centralizado e a mão direita para levar o alimento à boca), raramente é vista em áreas urbanizadas. No entanto, os filipinos tendem a sentir o espírito do kamayan quando comem em meio à natureza durante viagens para fora da cidade, férias na praia e festas urbanas.

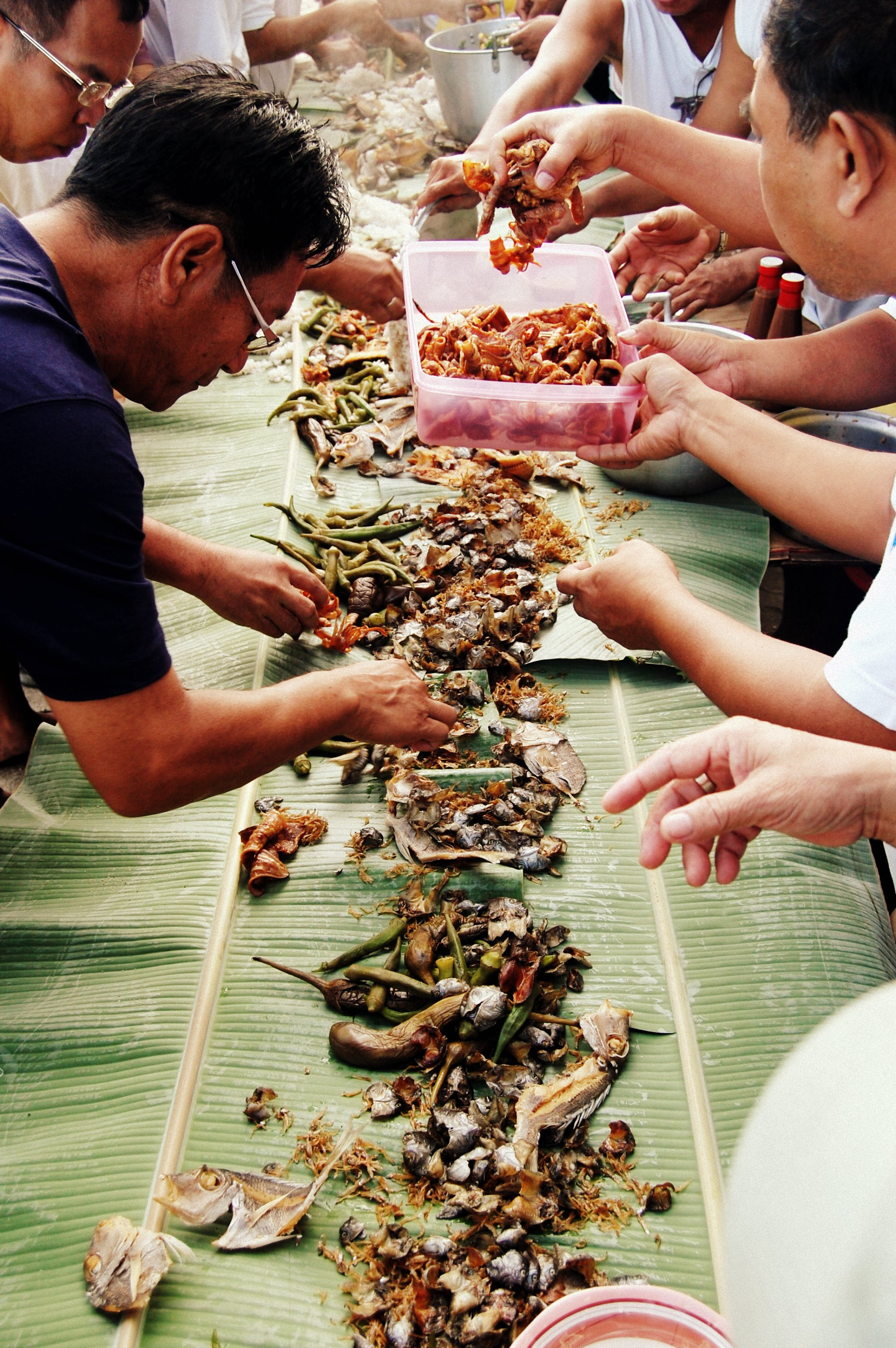
Boodle fight em Baler, Aurora

Durante a ocupação espanhola, que gerou influências ocidentais, os filipinos comiam com os utensílios de colher e garfo. A faca não era usada como em outros países, porque a Espanha proibiu que eles tivessem facas. Os filipinos usam a lateral da colher para "cortar" a comida. Devido à influência ocidental, os alimentos costumam ser consumidos com talheres, mas a principal combinação de utensílios usados em uma mesa de jantar filipina é a colher e o garfo, e não a faca e o garfo.
O kamayan também é usado no conceito de "boodle fight", um estilo de refeição popularizado pelo exército filipino que utiliza folhas de bananeira espalhadas sobre a mesa como o prato principal, sobre o qual são colocadas porções de arroz e uma variedade de pratos filipinos para um banquete amigável, filial ou comunitário. O uso de colheres e garfos, entretanto, ainda é a norma.

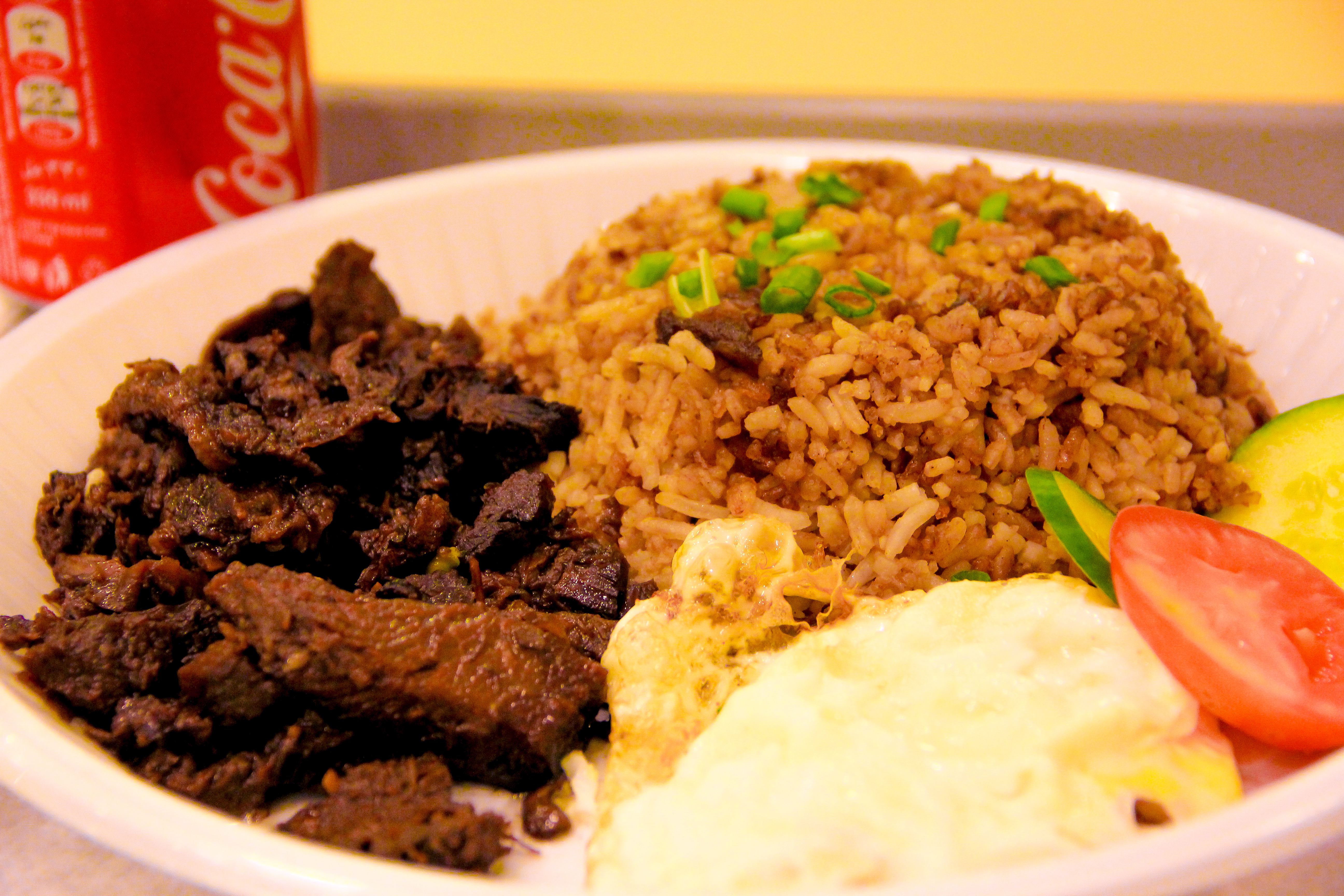
Tapsilog, um prato comum no café da manhã

### Refeições do dia
Tradicionalmente, os filipinos fazem três refeições principais por dia: almusal ou agahan (café da manhã), tanghalían (almoço) e hapunan (jantar), além de um lanche matinal e outro vespertino chamado meryenda (também chamado de merienda, minandál ou minindál).
Um café da manhã filipino tradicional (almusal) pode incluir pandesal (pequenos pãezinhos), kesong puti (queijo filipino branco, fresco e não maturado, tradicionalmente feito de leite de búfalo-do-pântano), champorado (mingau de arroz com chocolate), silog, que é o sinangag (arroz frito com alho) ou sinaing, com ovo frito e carne, como tapa, longganisa, tocino, karne norte (carne enlatada) ou peixe, como daing na bangus (peixe-leite salgado e seco) ou itlog na pula (ovos de pato salgados). O café também é comumente servido, especialmente o kapeng barako, uma variedade de café produzida nas montanhas de Batangas, conhecida por ter um sabor forte.

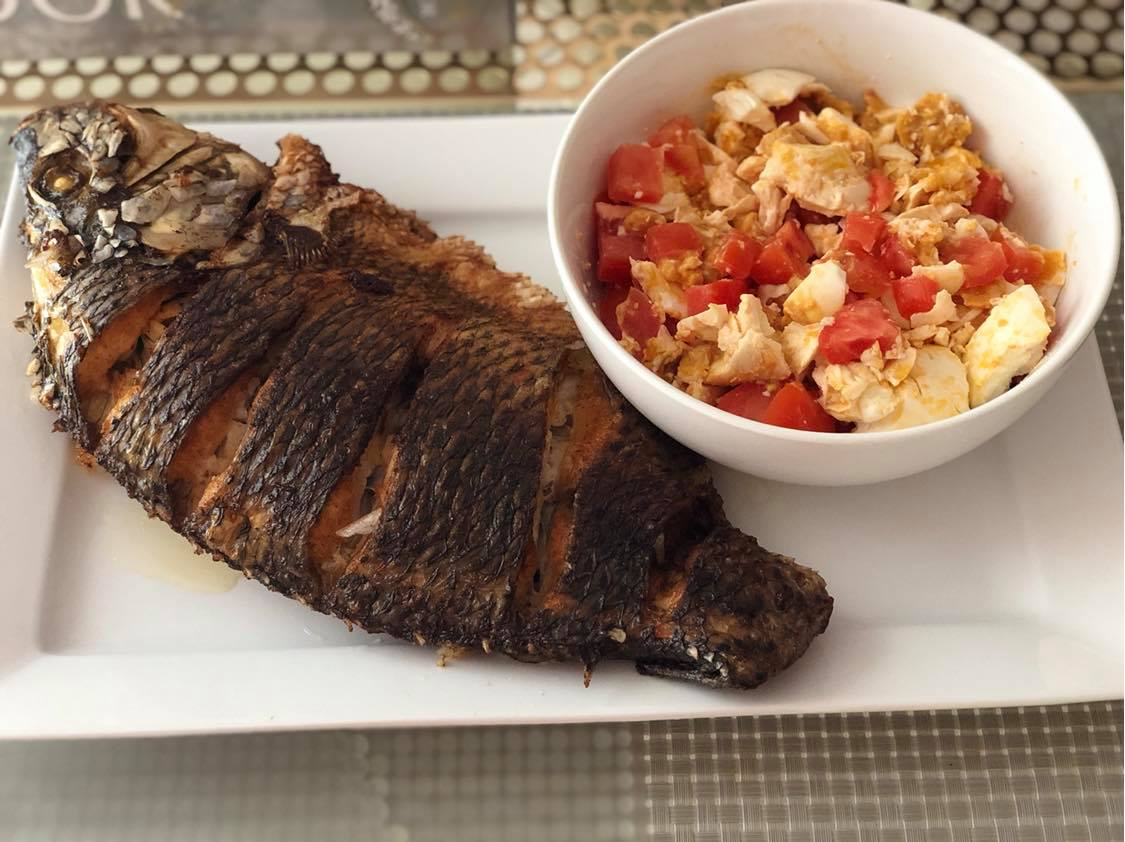
Tilápia frita

Algumas aglutinações em filipino passaram a ser usadas para descrever combinações populares de itens em um café da manhã filipino. Um exemplo dessa combinação é kankamtuy: um prato com kanin (arroz), kamatis (tomates) e tuyo (peixe seco). Outro é o tapsi: um prato com tapa e sinangág ou sinaing. Outros exemplos incluem variações que usam o sufixo "silog", geralmente algum tipo de carne servida com sinangág ou sinaing e itlog (ovo). Os três silogs mais comuns são tapsilog (com tapa como porção de carne), tocilog (com tocino como porção de carne) e longsilog (com longganisa como porção de carne). Outros silogs incluem hotsilog (com cachorro-quente), bangsilog (com bangus (peixe chano)), dangsilog (com danggit (peixe-coelho)), spamsilog (com spam), adosilog (com adobo), chosilog (com chouriço), chiksilog (com frango), cornsilog (com carne enlatada) e litsilog (com lechon/litson). Pankaplog é uma gíria para um café da manhã composto de pandesal, kape (café) e itlog (ovo), e também possui um duplo sentido que significa "acariciar os seios". Um estabelecimento especializado nessas refeições é chamado de tapsihan ou tapsilugan.
Um almoço típico filipino (tanghalian) é composto de uma variante de comida (ou duas, para alguns) e arroz, às vezes com sopa. Seja grelhado, cozido ou frito, o arroz é consumido com tudo. Devido ao clima tropical das Filipinas, a preferência é servir água gelada, sucos ou refrigerantes nas refeições.
O jantar, embora ainda seja a refeição principal, é menor do que em outros países. As refeições típicas em um jantar filipino geralmente são as sobras do almoço. O jantar filipino  é comumente servido no período entre 18h e 20h, embora seja servido muito mais cedo na zona rural.

### Merienda

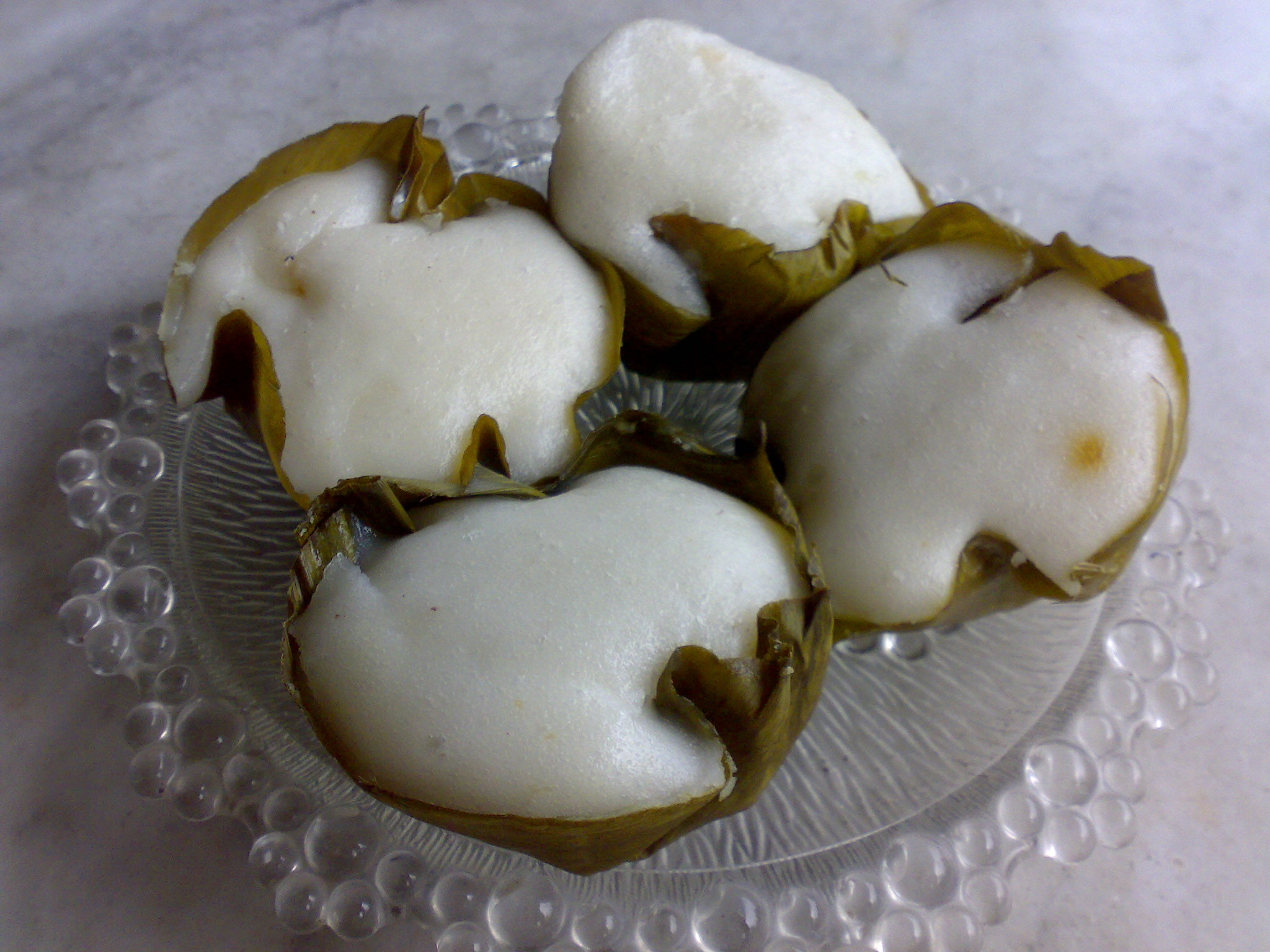
Puto em forros de folha de bananeira

Merienda vem do espanhol e é uma refeição ou lanche leve, especialmente à tarde, semelhante ao conceito de chá da tarde. Se a refeição for feita perto do jantar, é chamada de merienda cena e pode ser servida no lugar do jantar.
Os filipinos têm várias opções para acompanhar o kape (pronúncia filipina de café): pães e bolos como pandesal, ensaymada (brioche amanteigado coberto com queijo ralado e açúcar), hopia (bolos semelhantes a bolos lunares recheados com pasta de feijão-mungo) e empanada (pastéis salgados recheados com carne). Também são populares os kakanín, ou bolos tradicionais feitos de arroz glutinoso, como kutsinta, sapin-sapin (massa multicolorida em camadas), palitaw, biko, suman, bibingka e pitsi-pitsî (servido com coco ralado).

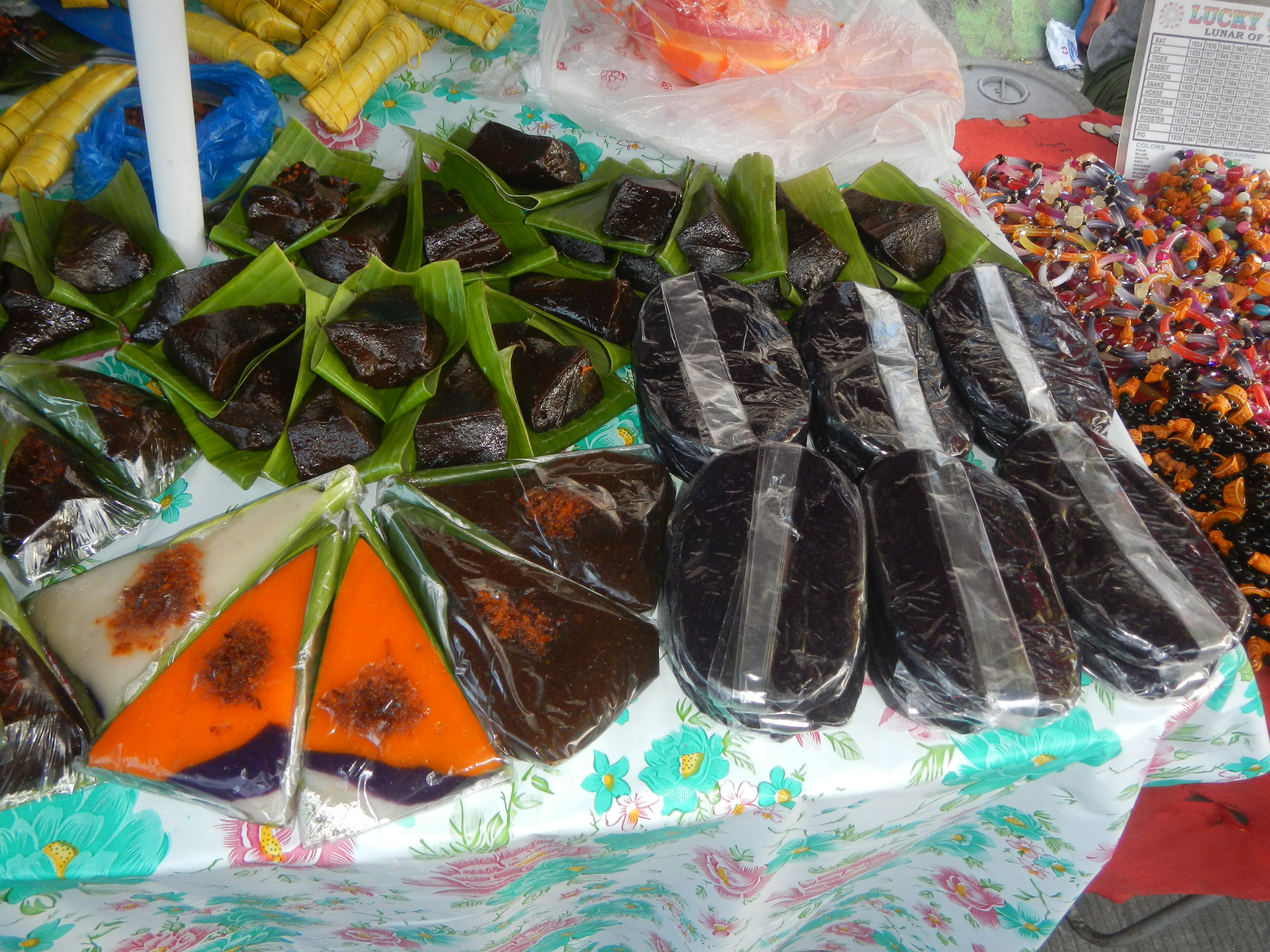
Ube halaya, sapin-sapin, kalamay, suman e vários outros bolinhos de arroz.

Os pratos salgados comumente consumidos durante a merienda incluem pancit canton (macarrão frito), palabok (macarrão de arroz com molho à base de camarão), tokwa't baboy (tofu frito com orelhas de porco cozidas em um molho de soja com sabor de alho e vinagre) e dinuguan (um ensopado apimentado feito de sangue de porco), que geralmente é servido com puto (bolinhos de farinha de arroz cozidos no vapor).
O dim sum e os bolinhos de massa, trazidos para as ilhas por imigrantes fujianeses, receberam um toque filipino e também são pratos populares da merienda. Comida de rua, como bolinhos de lula e bolinhos de peixe, geralmente são feitos em palitos de bambu e consumidos com molho de soja e o suco azedo do calamondin como condimentos.

### Pulutan

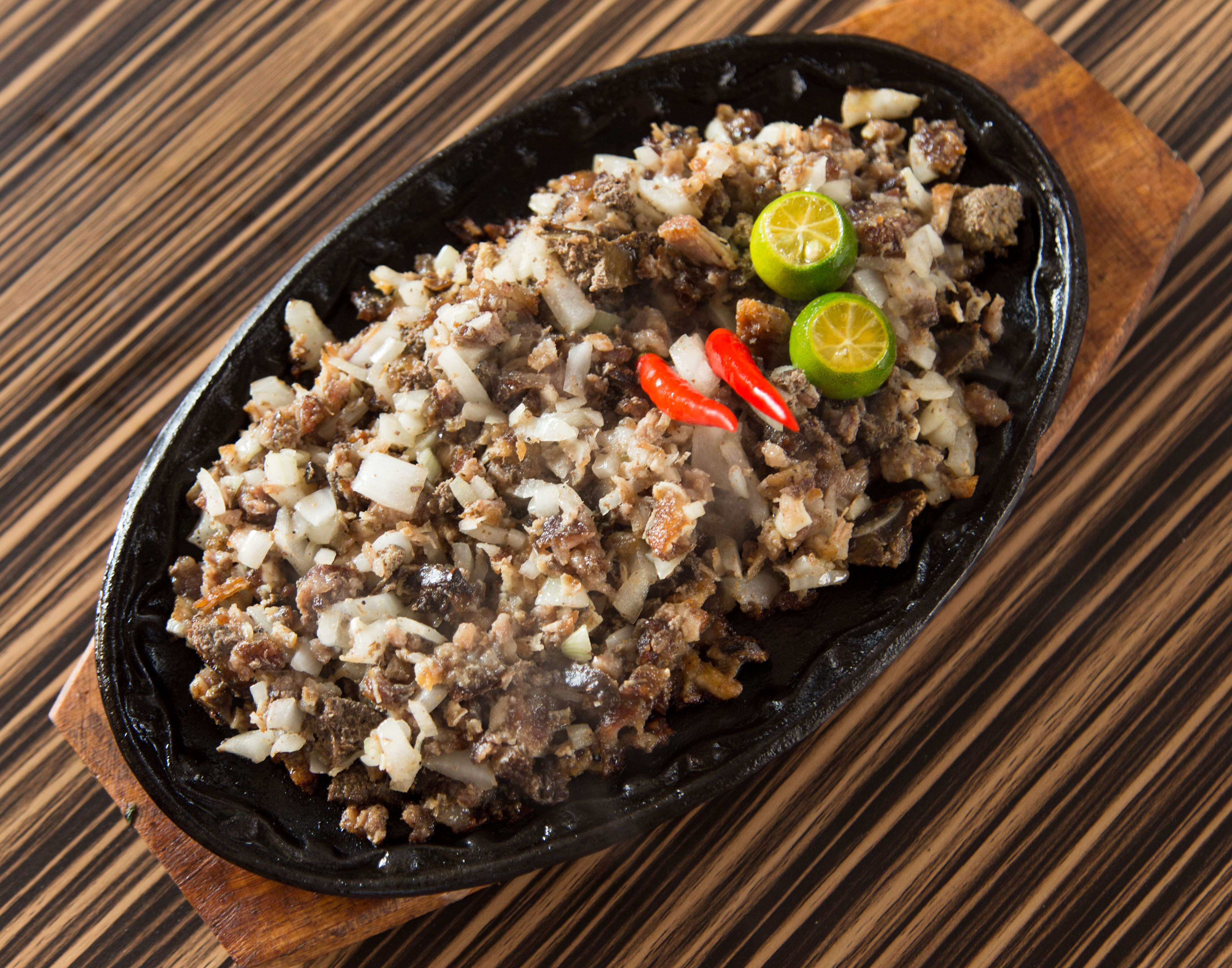
Sisig kapampangan

Pulutan (da palavra filipina pulot, que significa literalmente "pegar") é um termo mais ou menos análogo ao termo inglês "finger food" ou às tapas espanholas. Originalmente, era um lanche acompanhado de licor ou cerveja, mas acabou entrando na culinária filipina como aperitivo ou, em alguns casos, como prato principal, como no caso do sisig.
Os pulutan fritos incluem o chicharon (menos comumente escrito tsitsaron), torresmos, que foram cozidas e depois fritas duas vezes, a segunda fritura dá a crocância e a cor dourada; chicharong bituka, intestinos de porco que foram fritos até ficarem crocantes; chicharong bulaklak, semelhante ao chicharong bituka, é feito de mesentérios de intestinos de porco e tem uma aparência que lembra uma flor, daí o nome bulaklak; e chicharong manok, pele de frango que foi frita até ficar crocante. Outros exemplos de pulutan frito são caranguejos crocantes, pernas de rã crocantes, chicharong isda ou torresmo de pele de peixe e tugnas ou gordura de porco frita (também conhecida como pinaigi).

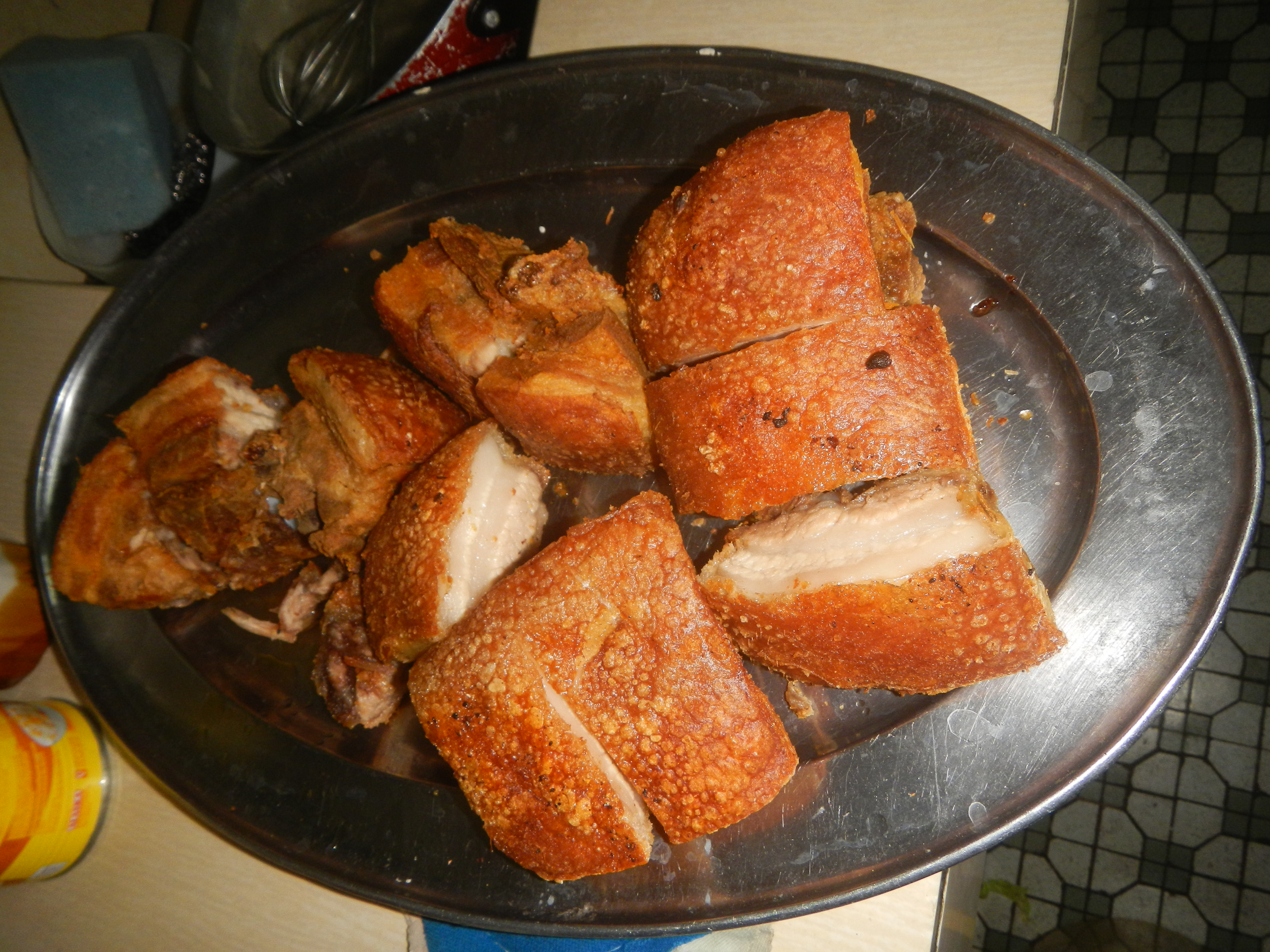
Bagnet de Ilocos Norte

Exemplos de alimentos grelhados incluem: isaw, ou intestinos de frango ou porco espetados e depois grelhados; inihaw na tenga, orelhas de porco que foram espetadas e depois grelhadas; churrasco de porco, carne de porco espetada marinada em uma mistura doce de soja e alho e depois grelhada; betamax, sangue de porco ou frango solidificado e salgado que depois é espetado e levemente grelhado; adidas, que são pés de frango grelhados ou salteados. Há também o sisig, um pulutan popular feito da pele da bochecha, orelhas e fígado do porco, que é inicialmente cozido, depois grelhado no carvão e, em seguida, picado e cozido com cebolas picadas, pimentões e temperos.
Lanches menores, como mani (amendoim), geralmente são vendidos cozidos no vapor com casca, salgados, temperados ou aromatizados com alho por vendedores ambulantes nas Filipinas. Outro petisco é o kropeck, que são bolachas de peixe.

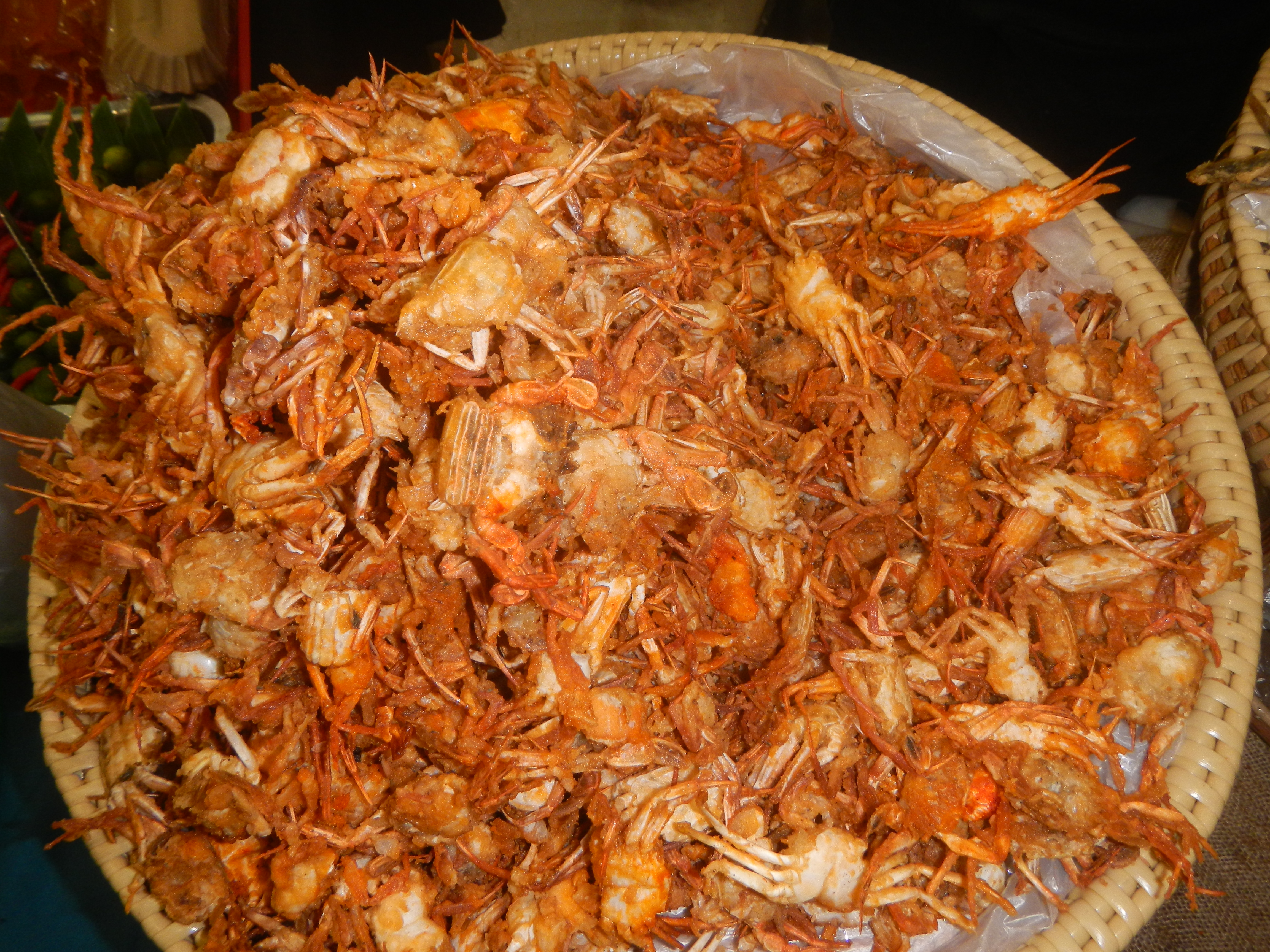
Caranguejos crocantes

Tokwa't baboy é tofu frito com carne de porco cozida marinada em molho de soja com sabor de alho ou vinagre. Também é servido como acompanhamento do pancit luglog ou do pancit palabok.
Além disso, o tuhog-tuhog é acompanhado de molho doce ou picante. Isso inclui bolinhos de peixe, kikiam, bolinhos de lula etc., que são comumente servidos durante pequenas reuniões ou em bares locais.

### Comida defiesta

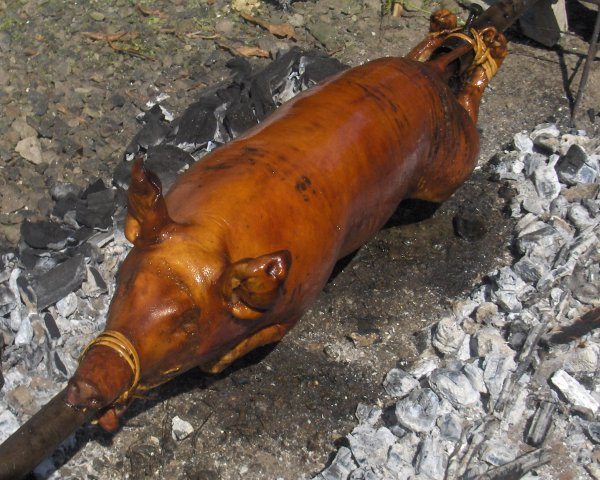
Lechón sendo assado em Cádis, Negros Ocidental

Em ocasiões festivas (fiestas), as pessoas se unem e preparam pratos mais sofisticados. As mesas geralmente estão repletas de iguarias caras e trabalhosas que exigem horas de preparação. Nas celebrações filipinas, o lechon (menos comumente soletrado como litson) é o prato principal da mesa de jantar. Geralmente é um porco assado inteiro, mas leitão (lechonillo, ou lechon de leche) ou bezerros (lechong baka) também podem ser preparados no lugar do popular porco adulto. Normalmente é servido com molho de lechon, que é tradicionalmente feito com o fígado do porco assado. Outros pratos incluem hamonado (carne bovina, suína ou de frango curada com mel), relleno (frango recheado ou peixe-leite), mechado, afritada, caldereta, puchero, paelha, menudo, morcon, embutido (referindo-se a um prato de bolo de carne, e não a uma salsicha, como se entende em outros lugares), suman (uma mistura saborosa de arroz e leite de coco cozida no vapor em folhas como a bananeira) e pancit canton. A mesa também pode ter vários doces e bolos, como leche flan, ube, sapin-sapin, sorvetes, totong ou sinukmani (um pudim de arroz, leite de coco e feijão-mungo), ginataan (um pudim de leite de coco com vários vegetais de raiz e pérolas de tapioca) e gulaman (um ingrediente ou sobremesa semelhante à gelatina de ágar-ágar).
A véspera de Natal, conhecida como Noche Buena, é a festa mais importante. Durante essa noite, a estrela da mesa é o presunto de Natal e o queijo Edam (queso de bola). Os supermercados ficam repletos dessas guloseimas durante a época de Natal e são brindes populares oferecidos por empresas filipinas, além de vinho tinto, conhaque, mantimentos ou doces. Disponível principalmente durante a época do Natal e vendido em frente às igrejas junto com a bibingka, o puto bumbong é um arroz glutinoso moído de cor roxa cozido no vapor verticalmente em pequenos tubos de bambu.
Mais comum em celebrações do que em refeições caseiras cotidianas, o lumpiang sariwa, ou lumpia fresco, é um rolinho primavera fresco que consiste em um crepe macio enrolado em um recheio que pode incluir tiras de kamote (batata-doce), singkamas (jícama), brotos de feijão, feijão verde, repolho, cenoura e carne (geralmente de porco). Pode ser servido quente ou frio e, normalmente, com um molho doce de amendoim e alho. Ukoy é um mamão papaia desfiado combinado com pequenos camarões (e ocasionalmente brotos de feijão) e frito para fazer bolinhos de camarão. Geralmente é consumido com vinagre temperado com alho, sal e pimenta. Tanto o lumpiang sariwa quanto o ukoy costumam ser servidos juntos em festas filipinas. O lumpiang sariwa tem origem chinesa, tendo sido derivado da popiah.

## Alimentos básicos

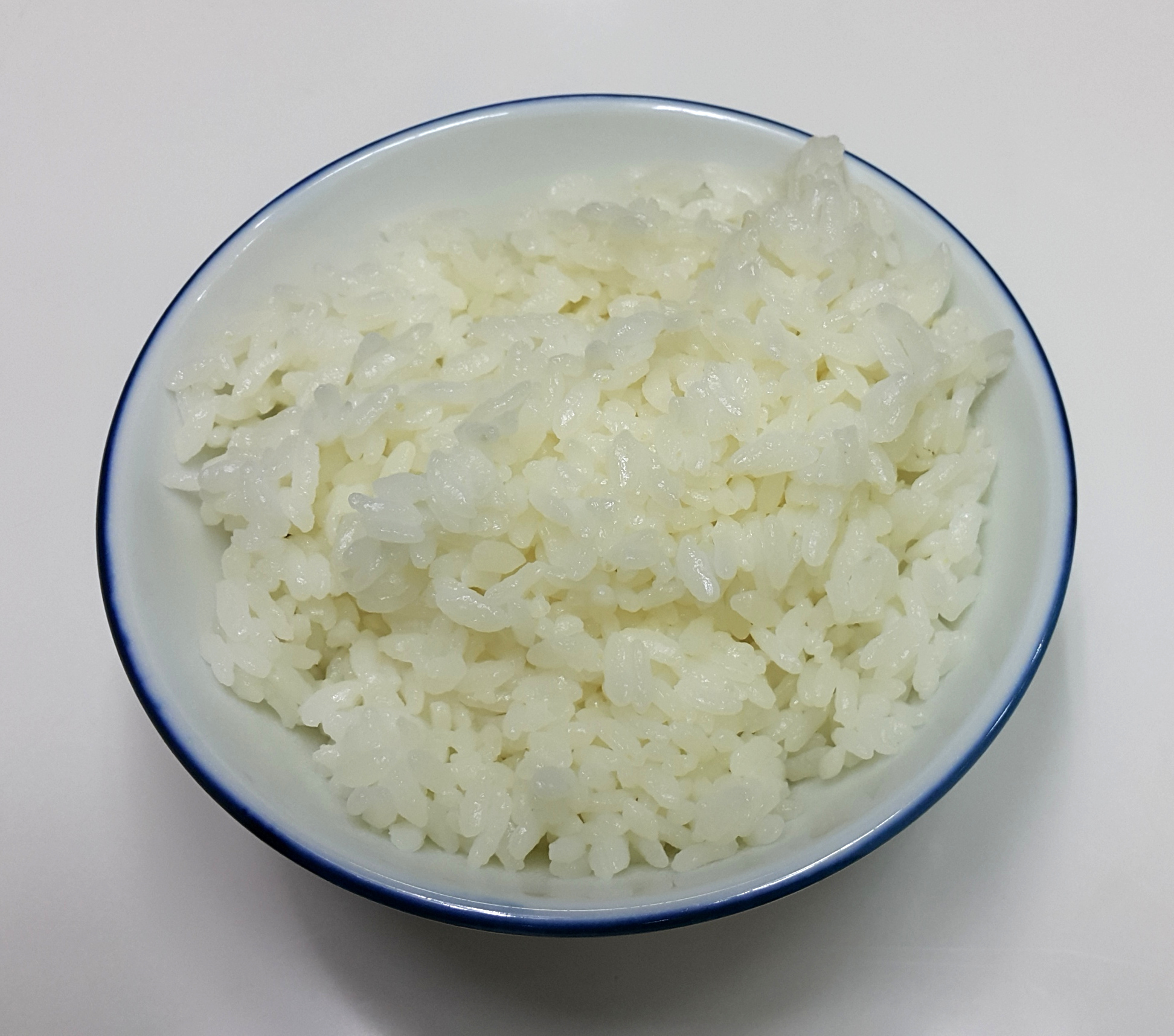
O arroz é um alimento básico na culinária filipina

Como na maioria dos países asiáticos, o alimento básico nas Filipinas é o arroz, geralmente cozido no vapor e sempre servido com pratos de carne, peixe e vegetais. As sobras de arroz costumam ser fritas com alho para fazer sinangag, que geralmente é servido no café da manhã junto com um ovo frito e carne curada ou linguiça. O arroz costuma ser apreciado com o molho ou o caldo dos pratos principais. Em algumas regiões, o arroz é misturado com sal, leite condensado, cacau ou café. A farinha de arroz é usada na fabricação de doces, bolos e outros doces. O arroz glutinoso com cacau, também chamado de champorado, é um prato comum servido com daing (arenque seco).
O arroz e o coco como alimentos básicos em todo o arquipélago, assim como no restante do Sudeste Asiático, resultaram em pratos e métodos semelhantes ou adotados com base nessas culturas. Alguns deles são evidentes na infusão de leite de coco, especialmente no famoso laing e sinilihan (popularizado como Bicol express) de bikol. Outras variantes regionais de ensopados ou sopas comumente rotuladas como ginataan(g) ou "com leite de coco" também abundam nas cozinhas e estabelecimentos gastronômicos filipinos. Um prato de Vissaias cozido em água de coco, de preferência em bambu, é o binakol, geralmente com frango como ingrediente principal.

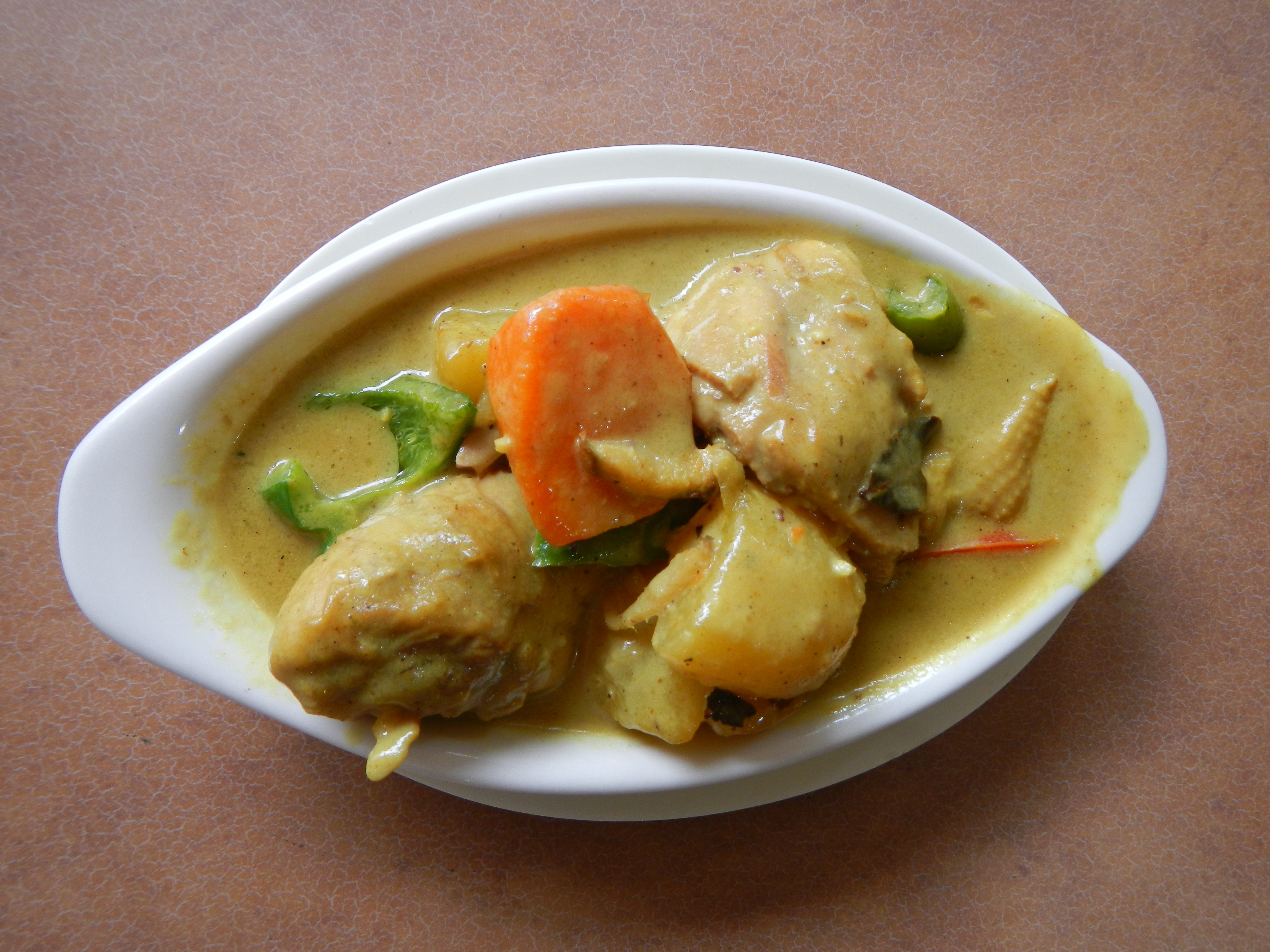
Curry (guisado) de frango das Filipinas com seu popular molho de leite de coco

Uma variedade de frutas e legumes é usada com frequência na culinária. A banana-da-terra (também chamada de saba em filipino), a calamansi, a goiaba (bayabas), a manga, o mamão e o abacaxi dão um toque tropical a muitos pratos, mas os principais vegetais de folhas verdes, como o espinafre (kangkong), o repolho chinês (petsay), o repolho de Napa (petsay wombok), o repolho (repolyo) e outros vegetais, como a berinjela (talong) e o feijão (sitaw), também são usados com frequência. Os cocos são onipresentes. A polpa de coco é frequentemente usada em sobremesas, o leite de coco (kakang gata) em molhos e o óleo de coco para frituras. As colheitas abundantes de tubérculos como batata, cenoura, taro (gabi), mandioca (kamoteng kahoy), inhame roxo (ube) e batata doce (kamote) os tornam prontamente disponíveis. A combinação de tomates (kamatis), alho (bawang) e cebolas (sibuyas) é encontrada em muitos pratos.

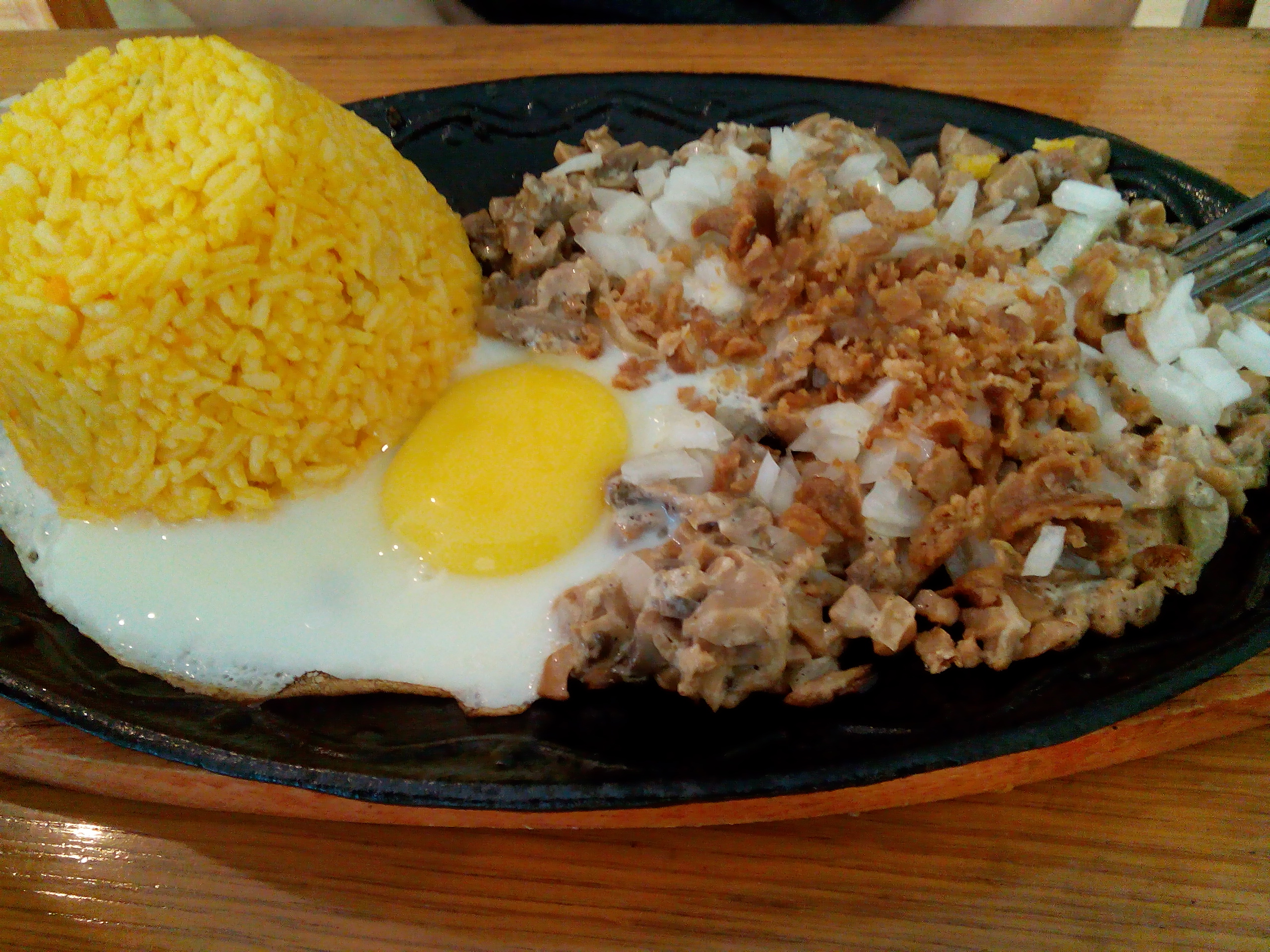
Sisig.

As carnes básicas incluem frango, porco, boi e peixe. Os frutos do mar são populares devido às massas de água que cercam o arquipélago. As capturas populares incluem tilápia, bagre (hito), peixe-leite (bangus), garoupa (lapu-lapu), camarão (hipon), camarão (sugpo), cavala (galunggong, hasa-hasa), peixe-espada (isdang-ispada), ostras (talaba), mexilhões (tahong), moluscos (halaan e tulya), caranguejos grandes e pequenos (alimango e alimasag, respectivamente), peixes de pesca desportiva, peixe-espada, atum, bacalhau (bakalaw), marlim-azul e lula/choco (ambos chamados de pusit). Também são populares as algas marinhas (damong dagat), o abalone e a enguia (igat).

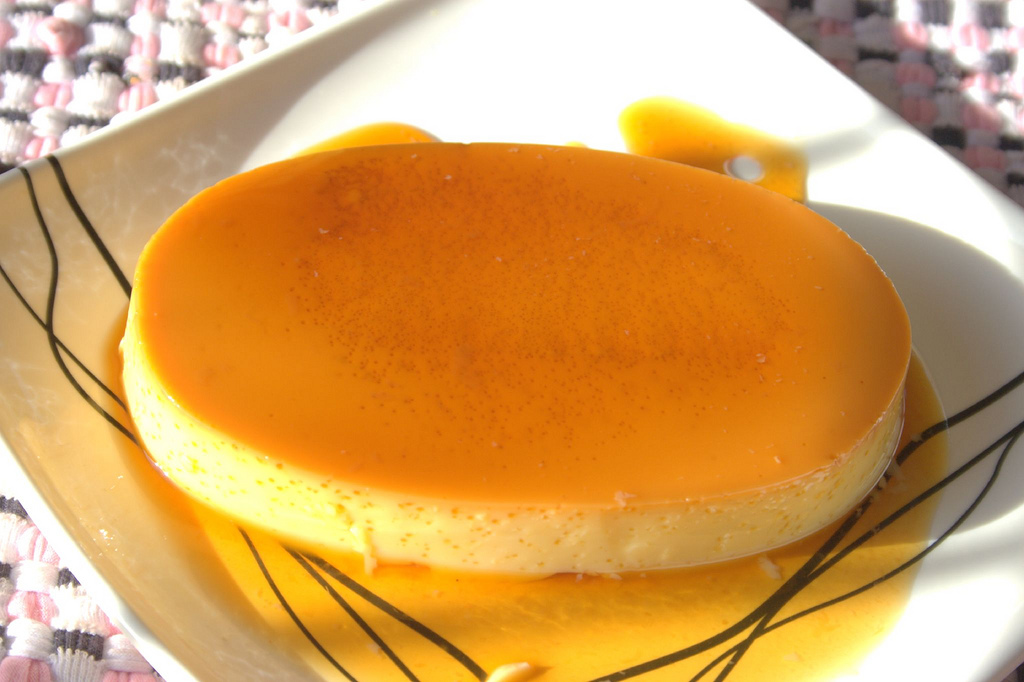
Leche flan.

A maneira mais comum de comer peixe é salgá-lo, fritá-lo em uma frigideira ou em uma panela e depois comê-lo como uma refeição simples com arroz e legumes. Ele também pode ser cozido em um caldo azedo de tomate ou tamarindo, como no pangat, preparado com legumes e um agente azedo para fazer sinigang, cozido em vinagre e pimentas para fazer paksiw ou assado em carvão ou madeira quente (inihaw). Outras preparações incluem escabeche (agridoce), relleno (desossado e recheado) ou kinilaw (semelhante ao ceviche; marinado em vinagre ou calamansi). Os peixes podem ser preservados por meio de defumação (tinapa) ou secagem ao sol (tuyo ou daing).
Os alimentos geralmente são servidos com vários molhos para mergulhar. Os alimentos fritos geralmente são mergulhados em vinagre com cebola, molho de soja com suco espremido de calamansi (limão filipino ou calamansi). O patis (molho de peixe) pode ser misturado com calamansi como molho para a maioria dos frutos do mar ou misturado com um ensopado chamado nilaga. O molho de peixe, a pasta de peixe (bagoong), a pasta de camarão (bagoong alamang) e a raiz de gengibre esmagada (luya) são condimentos frequentemente adicionados aos pratos durante o processo de cozimento ou quando servidos.

## Pratos principais

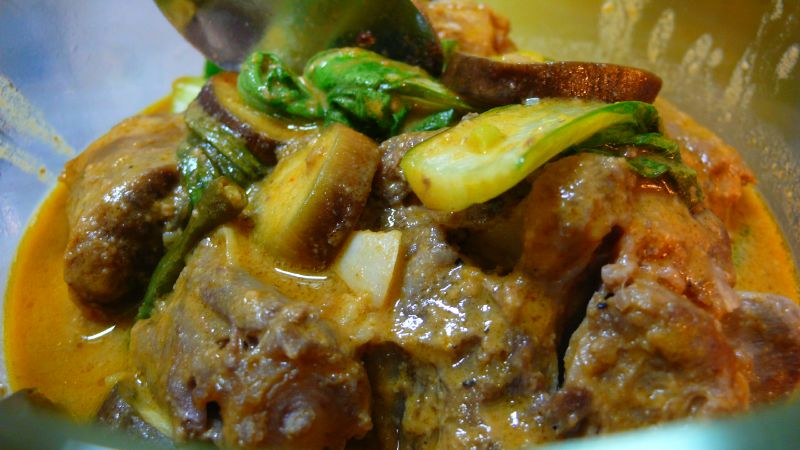
Kare-kare.

O adobo é um dos pratos filipinos mais populares e é considerado extraoficialmente por muitos como o prato nacional. Geralmente consiste em carne de porco ou frango, às vezes ambos, cozidos ou refogados em um molho geralmente feito de vinagre, óleo de cozinha, alho, folha de louro, grãos de pimenta e molho de soja. Também pode ser preparado "seco", cozinhando o líquido e concentrando o sabor. O bistek, um "bife filipino", consiste em carne bovina cortada em fatias finas marinada em molho de soja e calamansi e depois frita em uma frigideira, normalmente servida com cebolas.
Alguns ensopados bem conhecidos são o kare-kare e o dinuguan. No kare-kare, também conhecido como "ensopado de amendoim", o rabo de boi ou a tripa de boi é o ingrediente principal e é cozido com legumes em uma preparação à base de amendoim. Normalmente, é servido com bagoong (pasta de camarão fermentado). No dinuguan, o sangue, as entranhas e a carne de porco são cozidos com vinagre e temperados com pimentas, geralmente siling mahaba.

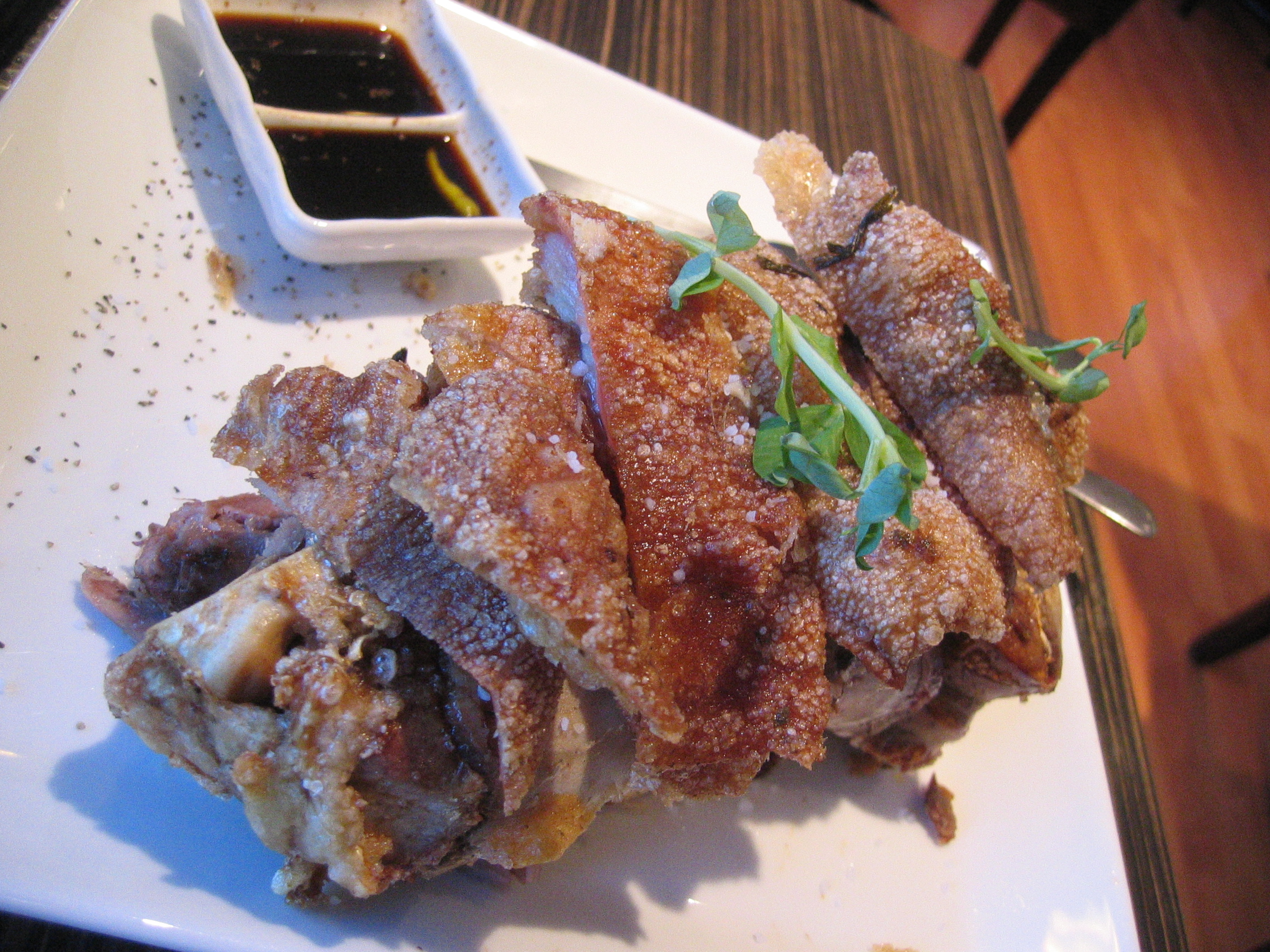
Crispy pata

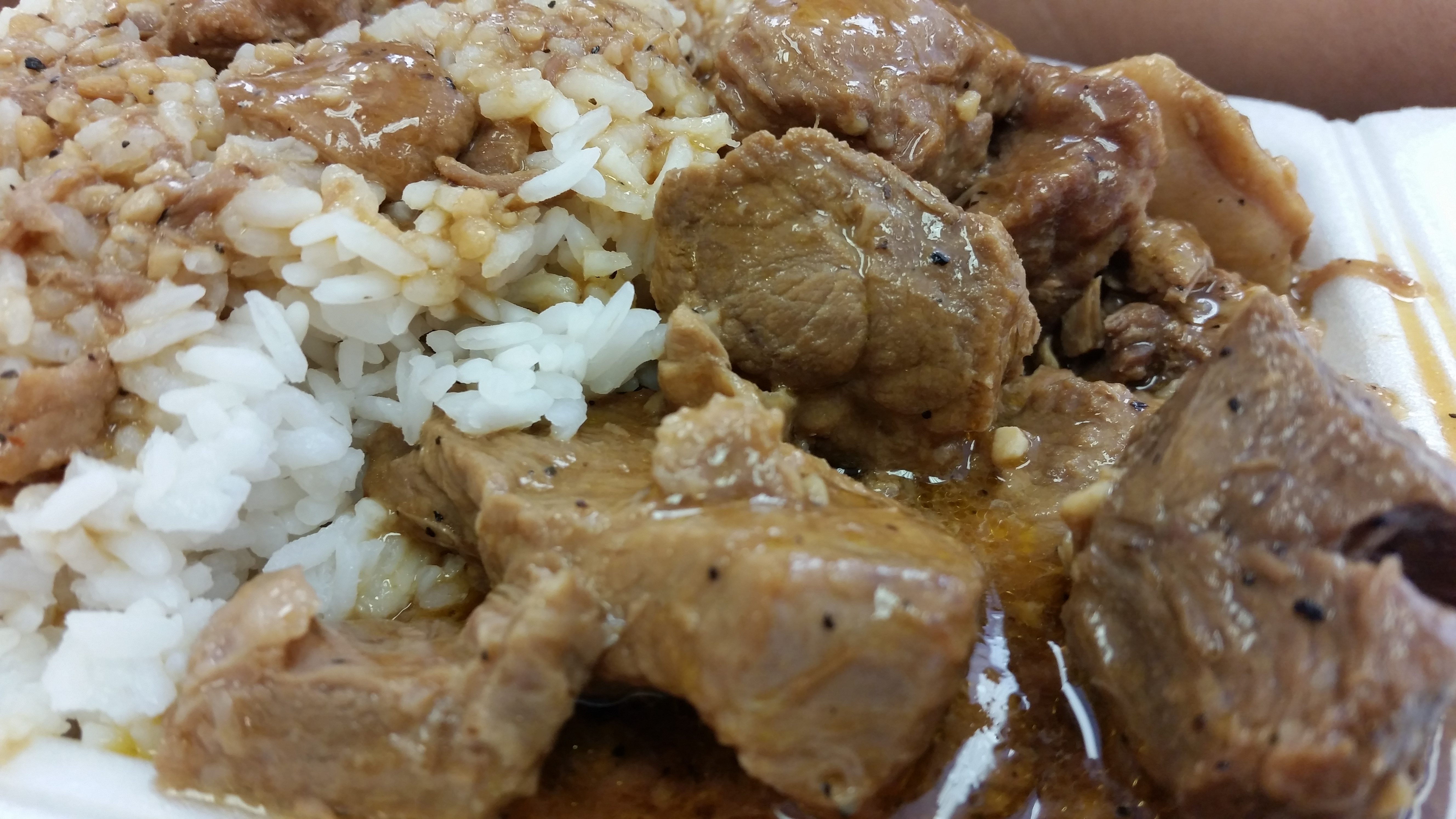
Adobo de porco

Paksiw refere-se a diferentes ensopados à base de vinagre que diferem muito uns dos outros com base no tipo de carne utilizada. O paksiw na isda usa peixe e geralmente inclui gengibre, molho de peixe e talvez siling mahaba e legumes. O paksiw na baboy é um paksiw que usa carne de porco, geralmente jarretes de porco, e muitas vezes é adicionado açúcar, flores de bananeira e água para que a carne seja cozida em um molho doce. Um prato vissaiano semelhante, chamado humba, acrescenta feijão preto fermentado. Ambos os pratos provavelmente estão relacionados ao pata tim, que é de origem chinesa. O paksiw na lechon é feito com carne de leitão e inclui a adição de fígado moído ou pasta de fígado. Isso acrescenta sabor e engrossa o molho, de modo que ele começa a caramelizar ao redor da carne quando o prato termina de cozinhar. Embora algumas versões de pratos de paksiw sejam feitas com os mesmos ingredientes básicos do adobo, elas são preparadas de forma diferente, com a adição de outros ingredientes e diferentes proporções de ingredientes e água.
No crispy pata, as juntas de porco (conhecidas como pata) são marinadas em vinagre saborizado com alho e depois fritas até ficarem crocantes e douradas, com outras partes da perna de porco preparadas da mesma forma. Lechon manok é a versão filipina do frango assado. Disponível em muitas barracas ou cadeias de restaurantes (por exemplo, Andok's, Baliwag, Toto's, Sr. Pedro's, G.S. Pagtakhan's), é geralmente um frango especialmente temperado, assado em fogo de carvão e servido com "sarsa" ou molho de lechon feito de purê de fígado de porco, amido, açúcar e temperos.

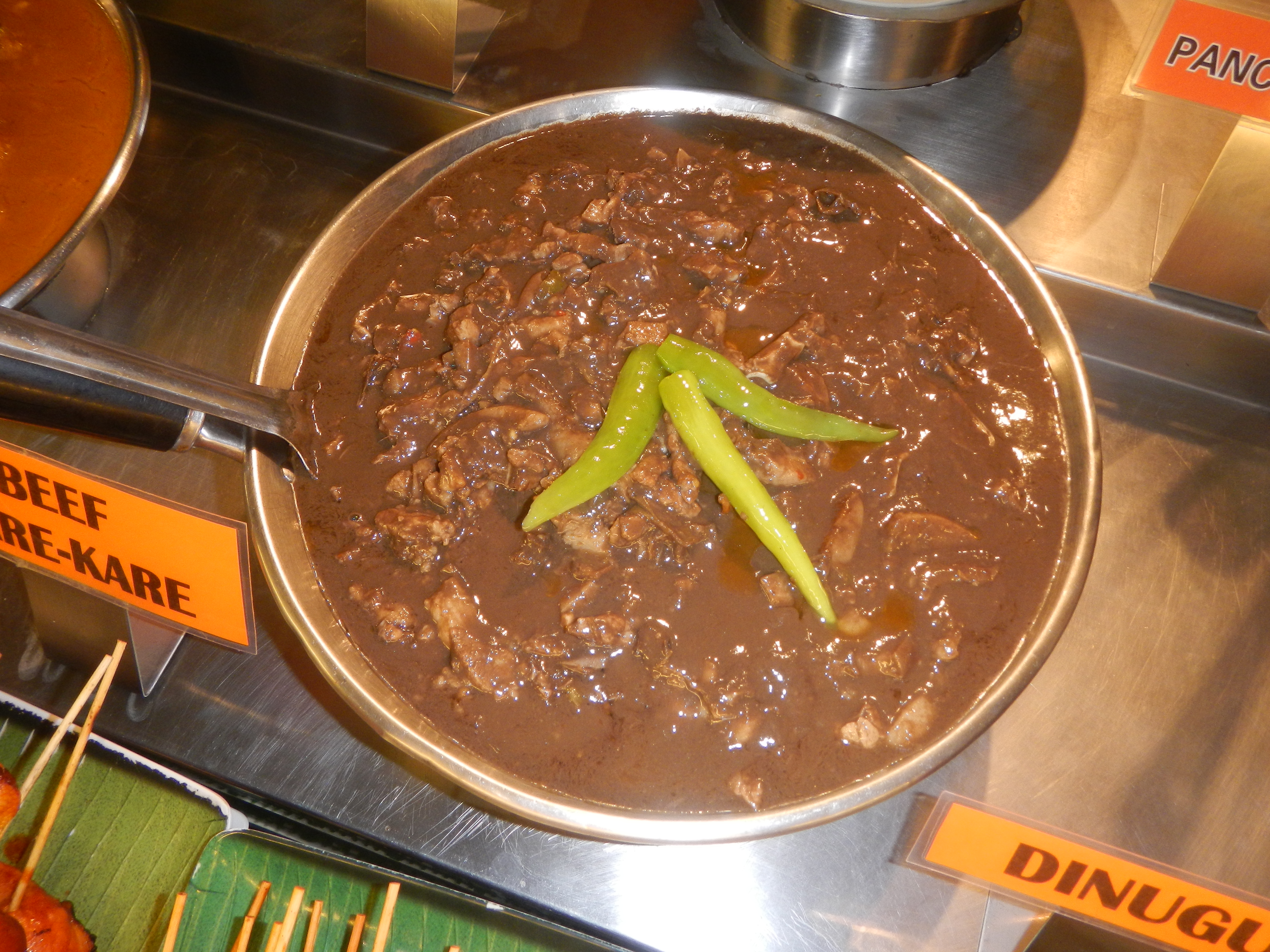
Dinuguan, um ensopado de sangue de porco com siling haba.

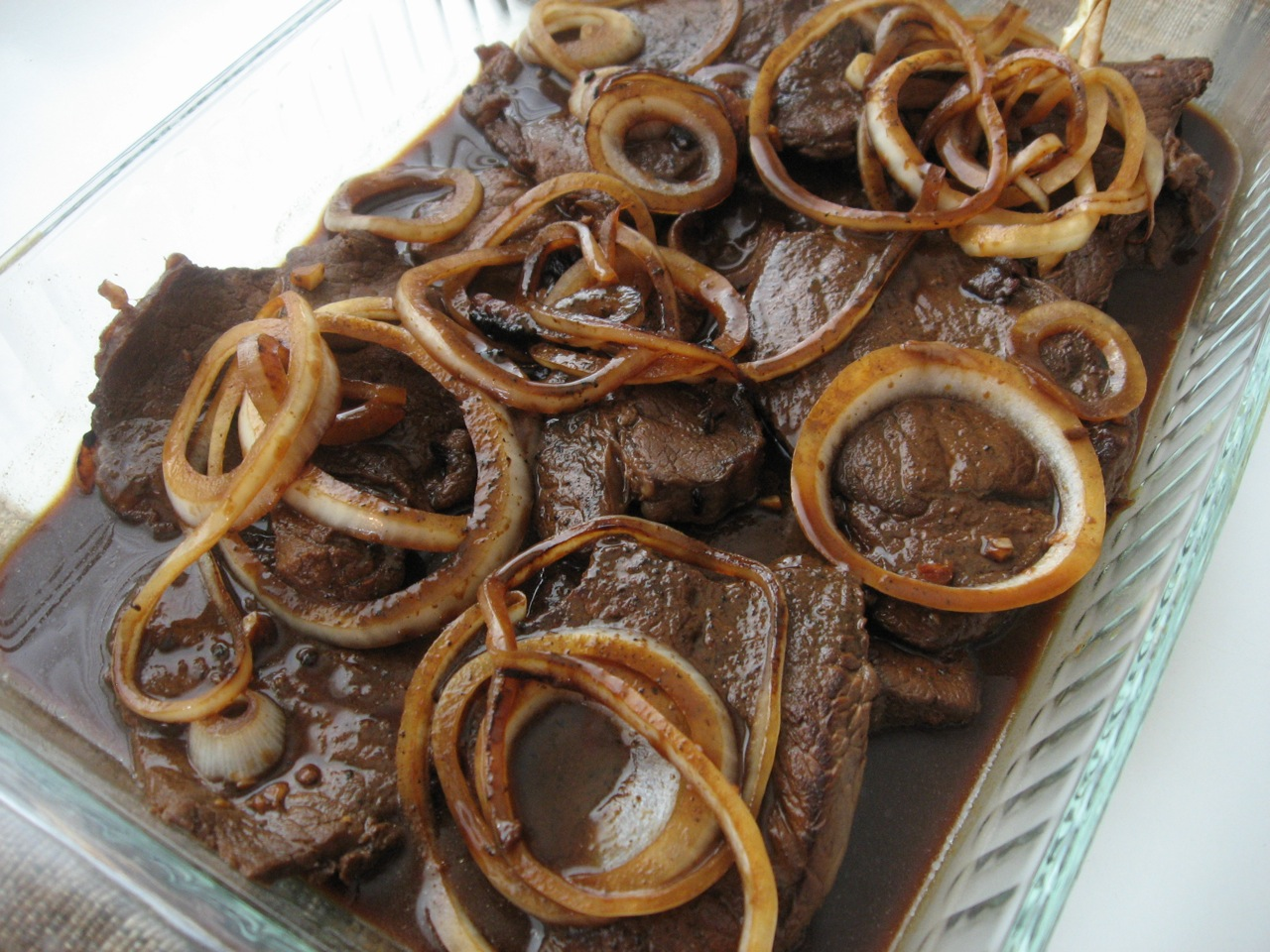
Bistek tagalog, tiras de filé mignon cozidas lentamente em molho de soja, suco de calamansi e cebola

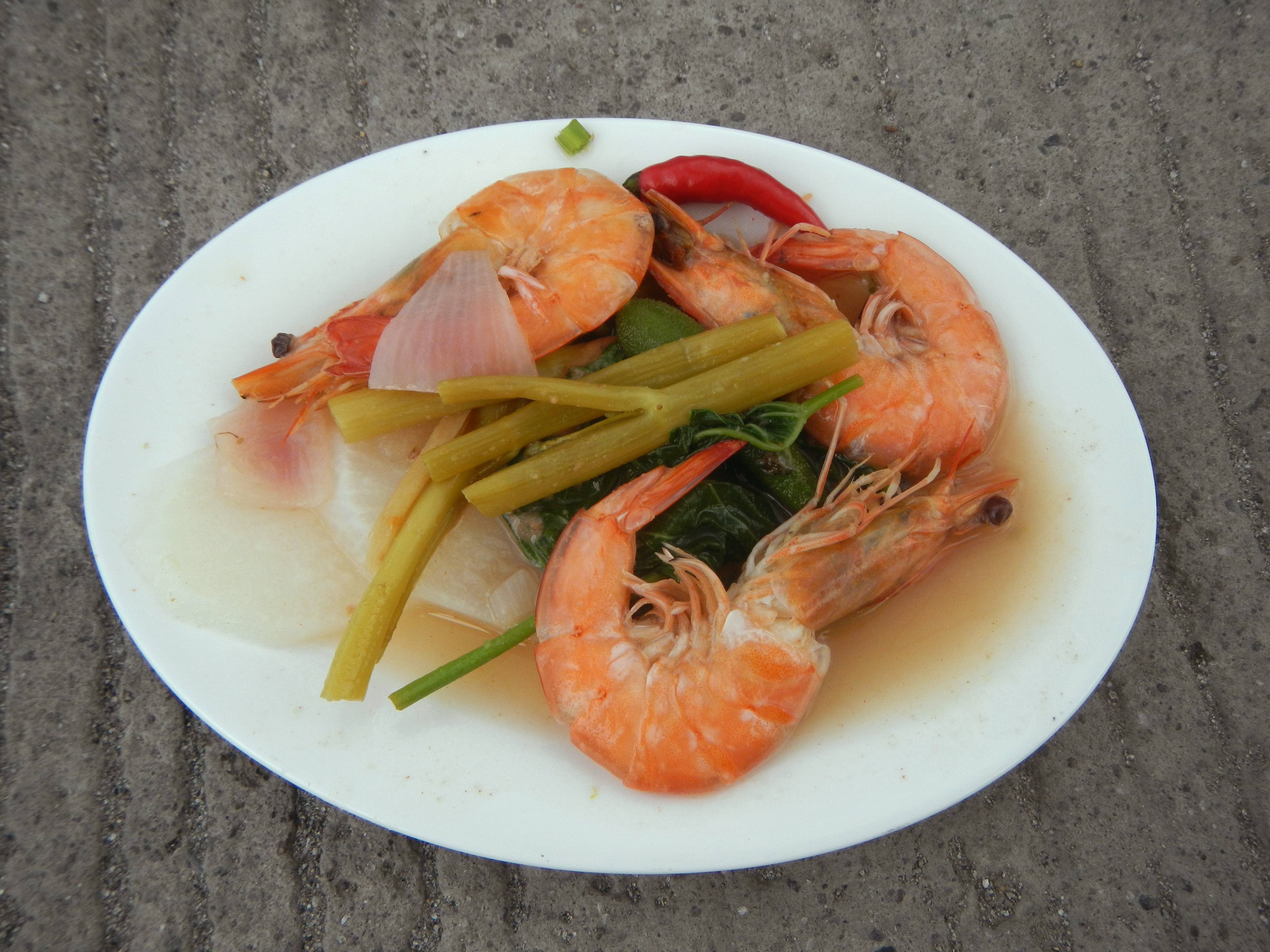
Sinigang na hipon com siling labuyo (pimentão selvagem)

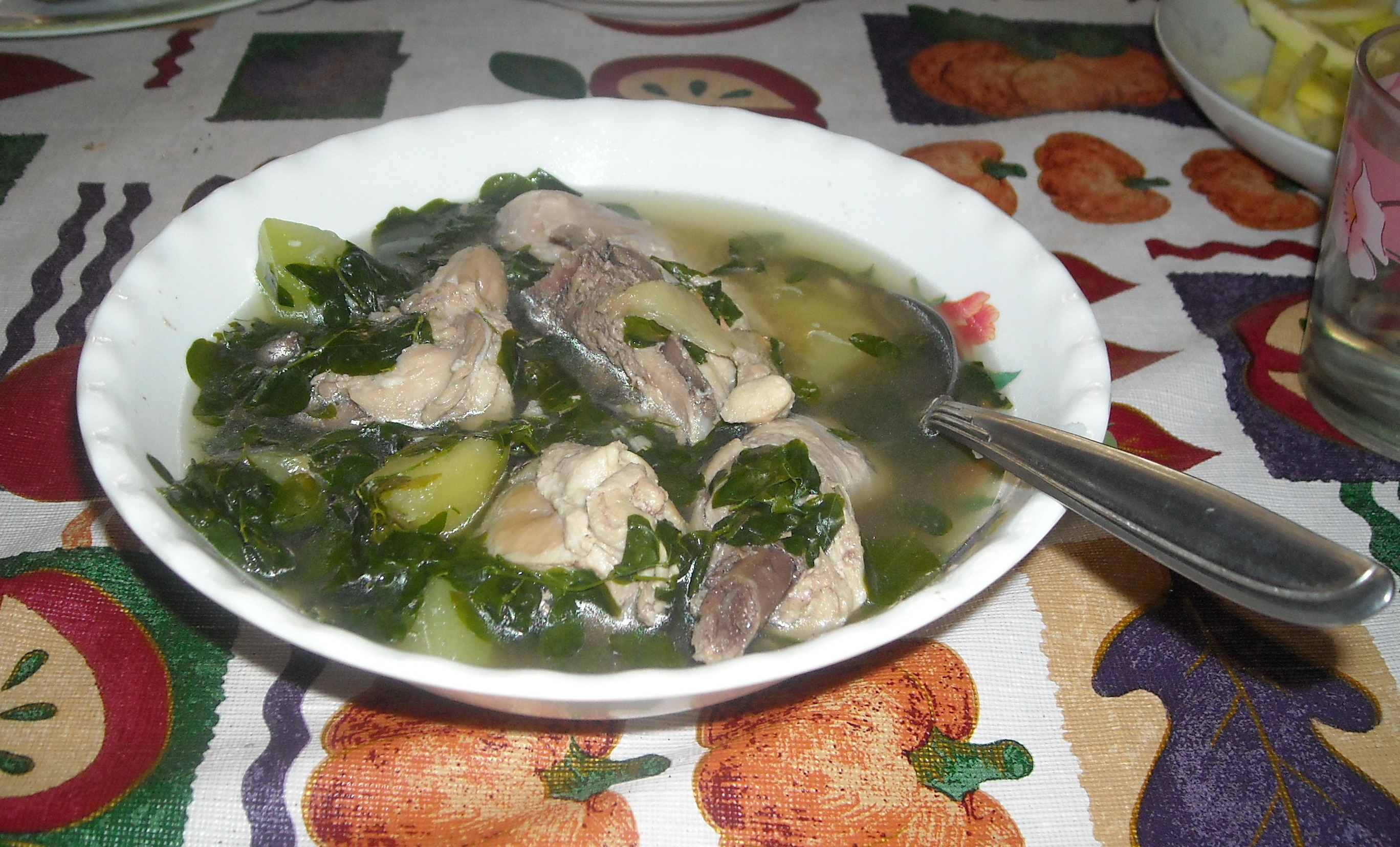
Tinola, uma sopa de galinha conhecida como o prato mencionado no romance Noli Me Tángere, de José Rizal

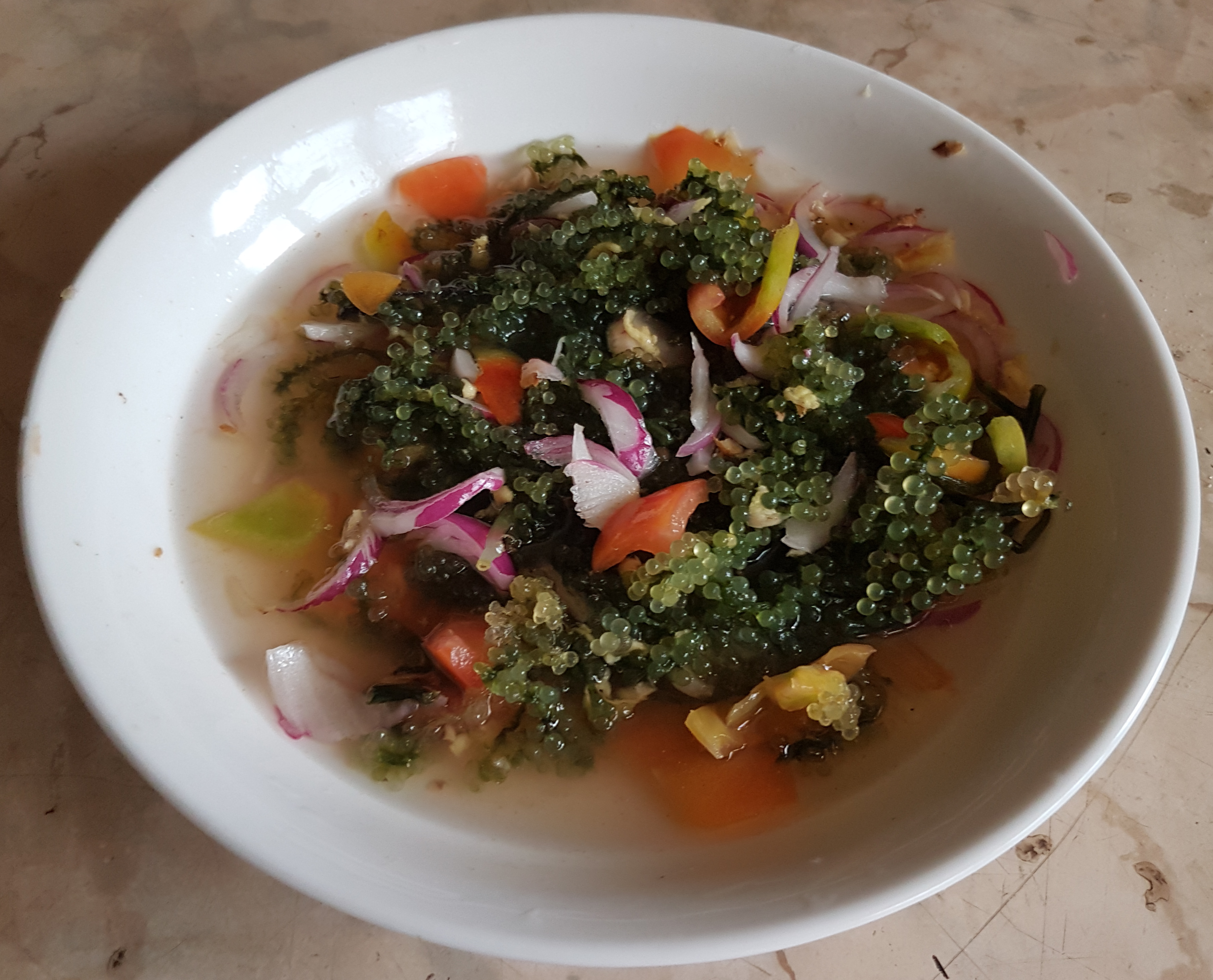
Ensaladang lato (também conhecida como kinilaw na guso em cebuano), uma salada filipina feita com a alga verde comestível Caulerpa lentillifera.

Mechado, kaldereta e afritada são pratos à base de molho de tomate de influência espanhola que são semelhantes entre si. Nesses pratos, a carne é cozida em molho de tomate, alho picado e cebola. O nome mechado vem da gordura de porco que é inserida em um pedaço de carne bovina, fazendo com que pareça um pavio (mitsa) saindo de uma "vela" de carne bovina. A carne com toucinho é então cozida em um molho de tomate temperado e depois fatiada e servida com o molho em que foi cozida. A kaldereta pode ser de carne bovina, mas também é associada à de cabra. Pedaços de carne são cozidos em molho de tomate, alho picado, cebola picada, ervilha, cenoura, pimentão e batata para fazer um ensopado, sendo que algumas receitas pedem a adição de molho de soja, molho de peixe, vinagre, pimentão, fígado moído ou alguma combinação desses ingredientes. Afritada tende a ser o nome dado ao prato quando se usa frango e carne de porco. Outro prato semelhante que se diz ser originário da região de Rizal é o waknatoy. O lombo de porco ou de boi é combinado com batatas e linguiças cortadas e cozido em um molho à base de tomate adoçado com picles. Puchero é derivado do espanhol "cocido"; é um ensopado mais doce com carne bovina e fatias de banana ou banana-da-terra cozidas em molho de tomate.
Os filipinos também comem tocino e longganisa. Tocino é uma carne curada adocicada feita com frango ou porco e é marinada e curada por vários dias antes de ser frita. Longganisa é uma salsicha doce ou apimentada, geralmente feita de carne de porco, embora outras carnes também possam ser usadas, e muitas vezes é colorida de vermelho, tradicionalmente com o uso da semente de urucum, mas também com corantes alimentícios artificiais.
As sopas filipinas tendem a ser muito fartas e semelhantes a ensopados, contendo grandes pedaços de carne e legumes ou macarrão. Em geral, elas têm a intenção de encher e não de ser uma introdução preparatória leve para o prato principal. Costumam ser servidas com o restante da refeição e comidas com arroz quando não são refeições em si. Em geral, são mencionadas nos cardápios locais sob o título sabaw ("caldo"). O sinigang é um prato popular nessa categoria, que se distingue por sua acidez e que, muitas vezes, disputa com o adobo a posição de prato nacional. Normalmente, é feito com carne de porco, boi, frango ou frutos do mar e azedado com tamarindo ou outros ingredientes azedos adequados. Algumas variantes de frutos do mar, por exemplo, podem ser azedadas com o uso de goiaba ou missô. Outro prato é o tinola. Ele tem pedaços grandes de frango e fatias de mamão verde/chuchu cozidos com pimenta, espinafre e folhas de moringa em um caldo com sabor de gengibre. Nilagang baka é um ensopado de carne bovina feito com repolho e outros vegetais. Binacol é uma sopa quente de frango cozida com água de coco e servida com tiras de carne de coco. La Paz batchoy é uma sopa de macarrão guarnecida com vísceras de porco, torresmo de porco triturado, legumes picados e coberta com um ovo cru. Outro prato com o mesmo nome usa misua (macarrão), coração de boi, rins e intestinos, mas não contém ovos ou vegetais. Mami é uma sopa de macarrão feita de frango, carne bovina, carne de porco, trouxinhas de wonton ou intestinos (chamados de laman-loob). Outra sopa de macarrão com frango é a sotanghon, que consiste de "macarrão de celofane" (também chamado de sotanghon e de onde deriva o nome do prato), frango e, às vezes, cogumelos.

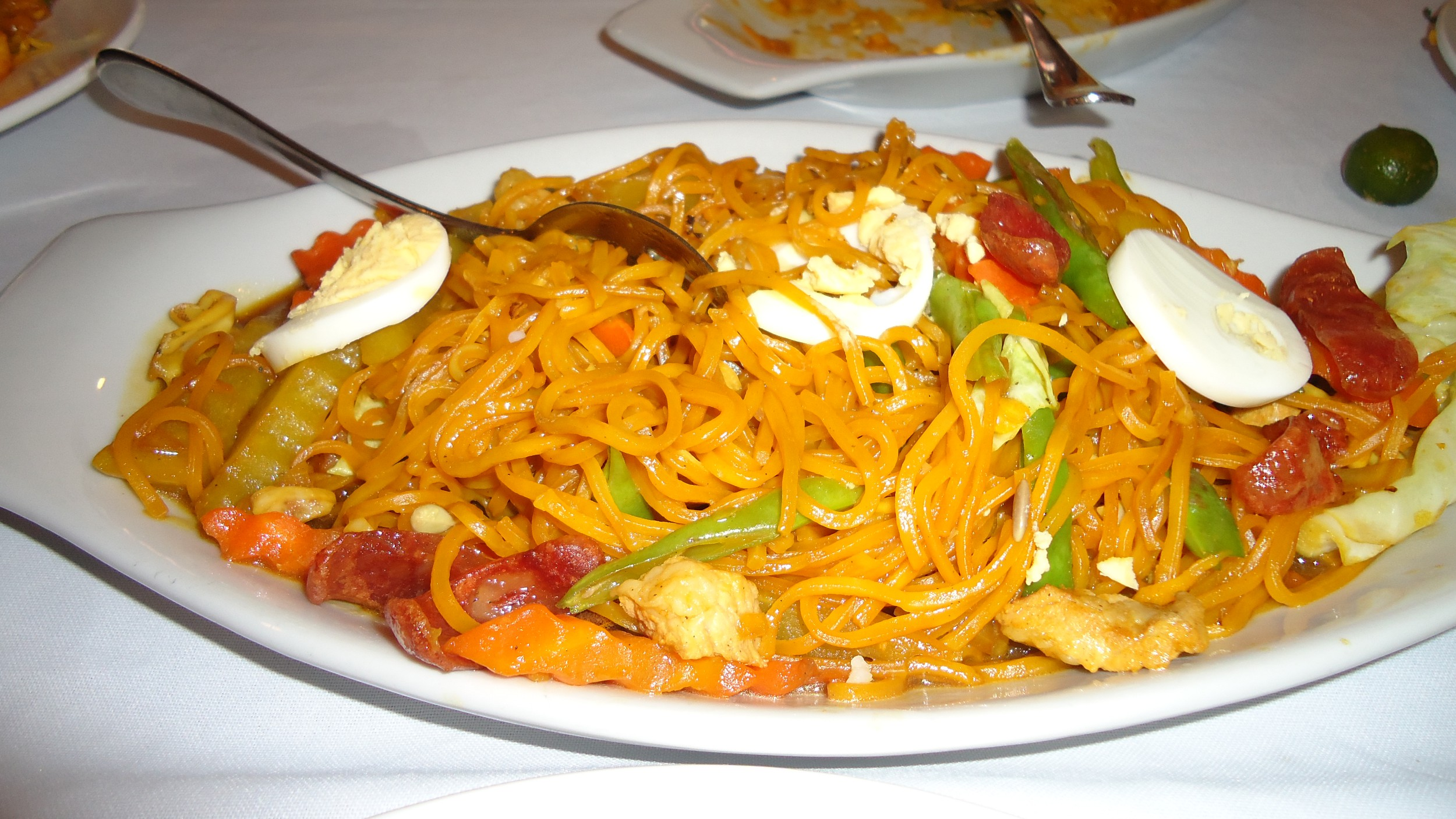
Pancit luglug coberto com ovos cozidos, camarão e chouriço

Os pratos de macarrão são geralmente chamados de pancit. As receitas de pancit consistem basicamente de macarrão, legumes e fatias de carne ou camarão, com variações que geralmente se distinguem pelo tipo de macarrão utilizado. Alguns pancit, como a mami e o batchoy ao estilo de La Paz, são sopas de macarrão, enquanto as variedades "secas" são comparáveis ao chow mein na preparação. Há também o espaguete ou ispageti, na linguagem local, que é uma versão modificada do espaguete à bolonhesa. Às vezes é feito com ketchup de banana em vez de molho de tomate, adoçado com açúcar e coberto com fatias de cachorro-quente.
Há vários mingaus de arroz que são populares nas Filipinas. Um deles é o arroz caldo, que é um mingau de arroz cozido com frango, gengibre e, às vezes, açafrão, guarnecido com cebolinha, alho torrado e leite de coco para fazer um tipo de mingau. Outra variante é o goto, que é um arroz caldo feito com tripa de boi. Há um outro mingau de arroz muito diferente, chamado champorado, que é doce e aromatizado com chocolate e geralmente servido no café da manhã, acompanhado de tuyo ou daing.
Outro prato à base de arroz é o arroz a la valenciana, uma paelha espanhola que leva o nome da região espanhola de Valência e que foi incorporada à culinária local. Bringhe é um prato de arroz local com algumas semelhanças com a paelha, mas que usa arroz glutinoso, leite de coco e cúrcuma. Kiampong é um tipo de arroz frito coberto com pedaços de carne de porco, cebolinha e amendoim. Pode ser encontrado em restaurantes chineses em Binondo e Manila. Camaron rebosado con jamon foi descrito como um prato clássico no distrito de Binondo, em Manila, a Chinatown da cidade.
Para os vegetarianos, há o dinengdeng, um prato composto de folhas de moringa (malunggay) e fatias de melão-de-são-caetano. Há também o pinakbet, legumes cozidos fortemente aromatizados com bagoong. Um tipo de salada de frutos do mar conhecida como kinilaw é composta de frutos do mar crus, como peixe ou camarão, cozidos apenas em vinagre, às vezes com leite de coco, cebola, temperos e outros ingredientes locais.

## Acompanhamentos

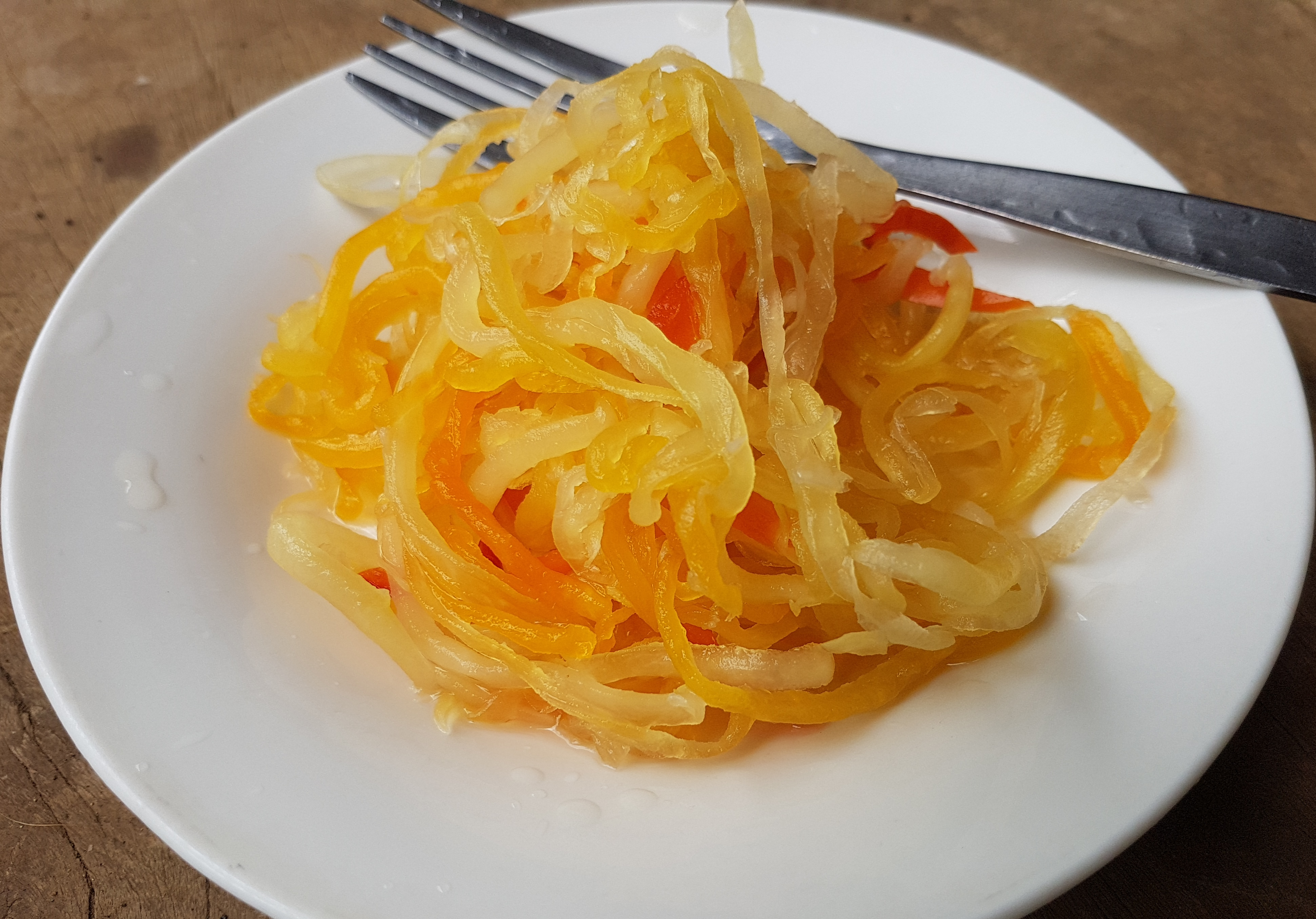
Atchara.

Itlog na pula ("ovos vermelhos") são ovos de pata que foram curados em salmoura ou em uma mistura de argila e sal por algumas semanas, o que os torna salgados. Posteriormente, eles são cozidos e tingidos com corante alimentício vermelho (daí o nome) para diferenciá-los dos ovos de galinha antes de serem vendidos nas prateleiras. Geralmente são servidos misturados com tomates em cubos. Atchara é um acompanhamento de tiras de mamão em conserva semelhante ao chucrute. É um acompanhamento frequente de pratos fritos como tapa ou daing.
Nata de coco é um produto alimentar mastigável, translúcido e gelatinoso produzido pela fermentação da água de coco que pode ser servido com pandesal. Kesong puti é um queijo branco macio feito de leite de búfalo-asiático (embora o leite de vaca também seja usado na maioria das variantes comerciais). O coco maduro ralado (niyog) é normalmente servido com sobremesas doces à base de arroz.

## Pães e doces

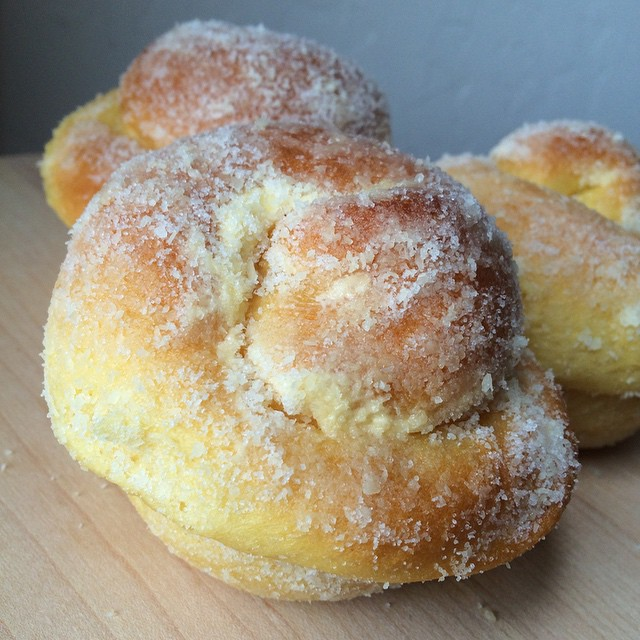
Ensaymada coberta de açúcar e recheada com queijo

Em uma padaria filipina típica, o pandesal, o monay e a ensaymada são vendidos com frequência. Pandesal vem do espanhol "pan de sal" (literalmente, "pão de sal") e é um alimento onipresente no café da manhã, normalmente consumido com (e às vezes até mergulhado em) café. Geralmente tem a forma de um pãozinho e é assado coberto com migalhas de pão. Ao contrário do que seu nome indica, o pandesal não é particularmente salgado, pois é usado muito pouco sal para assá-lo. O monay é um pão mais firme, ligeiramente mais denso e pesado. Ensaymada, do espanhol "ensaimada", é uma massa feita com manteiga e geralmente coberta com açúcar e queijo ralado, especialmente popular durante o Natal. Às vezes, é feita com recheios como ube (inhame roxo) e macapuno (uma variedade de coco cuja carne é frequentemente cortada em fios, adoçada, conservada e servida em sobremesas). Também é comumente vendido nas padarias filipinas o pan de coco, um pão doce recheado com coco ralado misturado com melaço. Putok (também conhecido em algumas localidades como "pão estrela" ou "pinagong"), que significa literalmente "explodir", refere-se a um pãozinho pequeno e duro cuja superfície craterada é coberta com açúcar. Kababayan (muffins filipinos) é um muffin pequeno e doce em forma de gongo que tem uma consistência úmida. Spanish bread (não relacionado ao pão espanhol da Espanha - pan de horno) refere-se a uma massa enrolada que se parece com um croissant antes de receber o formato de meia-lua e tem um recheio composto de açúcar e manteiga.
Há também rolos como o pianono, que é um rolo de chiffon aromatizado com diferentes recheios. O brazo de mercedes, um bolo enrolado ou rolo de geleia, é feito de uma cama de merengue enrolada em torno de um recheio de creme. Semelhante à sobremesa anterior, o sans rival tem uma apresentação em camadas em vez de ser enrolada e, normalmente, apresenta açúcar caramelizado e nozes. Silvañas são sobremesas grandes, ovais, do tamanho de um biscoito, com um merengue fino em ambos os lados de um recheio de creme de manteiga e polvilhado com biscoitos esfarelados. Não muito doces, são ricas, crocantes, mastigáveis e amanteigadas ao mesmo tempo. Os barquillos usam wafers crocantes finos e doces enrolados em tubos que podem ser vendidos vazios ou recheados com polvoron (farinha adocicada e torrada misturada com nozes moídas). Os merengues também estão presentes nas Filipinas, devido à influência espanhola. Leche flan é um tipo de creme de caramelo feito com ovos e leite, semelhante ao creme de caramelo francês. Leche flan (termo local para o original espanhol flan de leche, literalmente "flan de leite") é uma versão mais pesada do flan espanhol feito com leite condensado e mais gemas de ovos. O leche flan geralmente é cozido no vapor em fogo aberto ou no fogão, embora em raras ocasiões também possa ser visto assado. Ele é um alimento básico em festas comemorativas.
Uma versão mais pesada do leche flan, o tocino del cielo, é semelhante, mas leva mais gemas de ovos e açúcar.

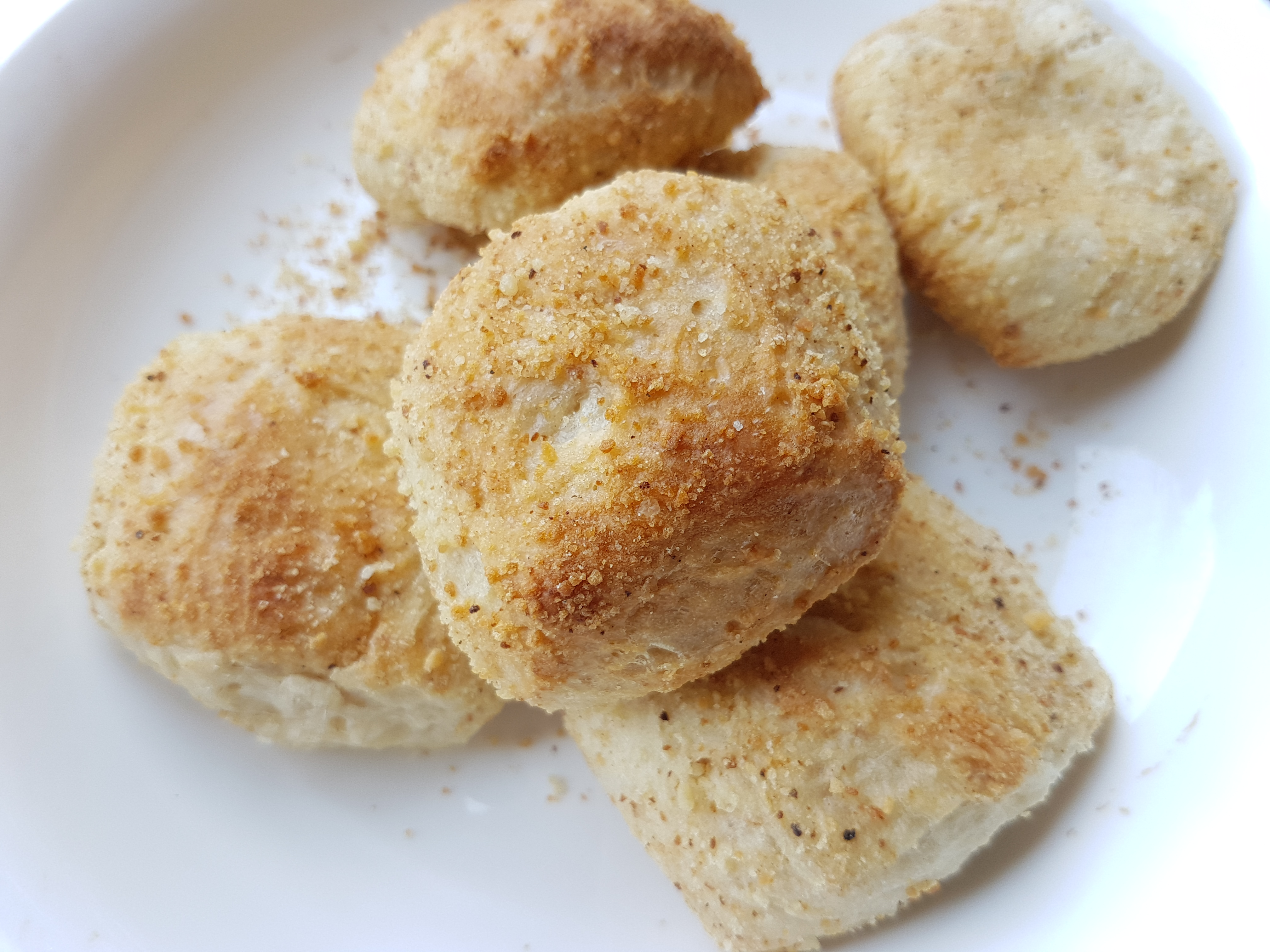
Pandesal

A torta de ovos com recheio rico de creme de ovos é um dos pilares das padarias locais. Normalmente, ela é assada de modo que o creme exposto na parte superior fique dourado. A torta buko é feita com um recheio de poupa de coco jovem e laticínios. Os minipastéis, como os turrones de casuy, são feitos de marzipã de caju envolto em um wafer feito para se assemelhar a uma embalagem de doce, mas assumem a aparência de uma torta em miniatura, com tamanho de cerca de um quarto. Há também os napoleones - uma massa de mil-folhas com um recheio doce à base de leite.
Há confeitos duros como o biskotso, um pão crocante, doce e assado duas vezes. Outra guloseima assada é o sinipit, que é uma massa doce com uma cobertura crocante de açúcar, feita para se assemelhar a um pedaço de corda. Semelhante ao sinipit há um lanche comido na beira da estrada, coloquialmente chamado de shingaling. Ele é oco, mas crocante e tem sabor salgado.

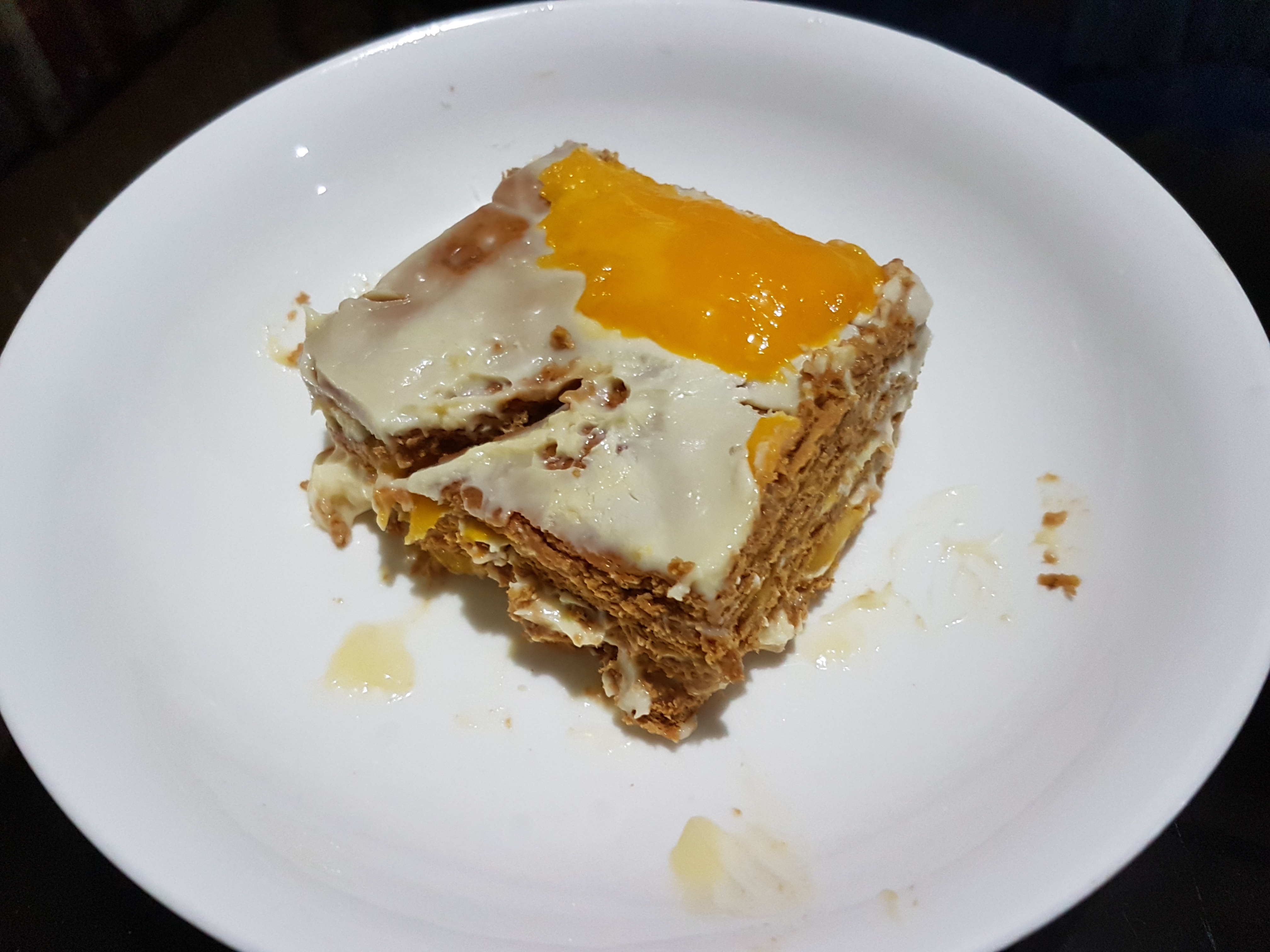
Uma versão de bolo gelado de crema de fruta feita com creme, biscoitos Graham, leite condensado e mangas maduras

Dentre as guloseimas mais suaves, há o mamon, um bolo do tipo chiffon polvilhado com açúcar, cujo nome deriva de uma gíria espanhola para peito. Há também o crema de fruta, que é um elaborado pão de ló coberto com camadas sucessivas de creme, chantilly, frutas cristalizadas e gelatina. Semelhante a um pão de ló é o mamoncillo, que geralmente se refere a fatias retiradas de um grande bolo mamon. Outros bolos são o inipit, feito com duas camadas finas de chiffon que envolvem um recheio de creme, coberto com manteiga e açúcar e a tostada de mamon, um mamoncillo torrado até ficar com uma textura crocante.
São comuns os bolos recheados que refletem a influência ocidental e oriental. É possível encontrar empanadas, um tipo de massa de pastel recheada com um recheio de carne saboroso e doce. Normalmente recheada com carne moída e passas, pode ser frita ou assada. Siopao é a versão local do baozi chinês. O buchi é outro petisco que provavelmente é de origem chinesa. Do tamanho de uma mordida, o buchi é feito de bolinhas de massa fritas (geralmente de farinha de arroz) recheadas com uma pasta doce de feijão-mungo e cobertas por fora com sementes de gergelim. Algumas variantes também têm ube como recheio. Há também muitas variedades de hopia, semelhante a um bolo lunar, que tem diferentes formatos (desde uma forma plana e circular recheada até cubos) e diferentes texturas (predominantemente usando massa folhada, mas às vezes como as dos bolos lunares e recheios.

## Métodos de cozimento

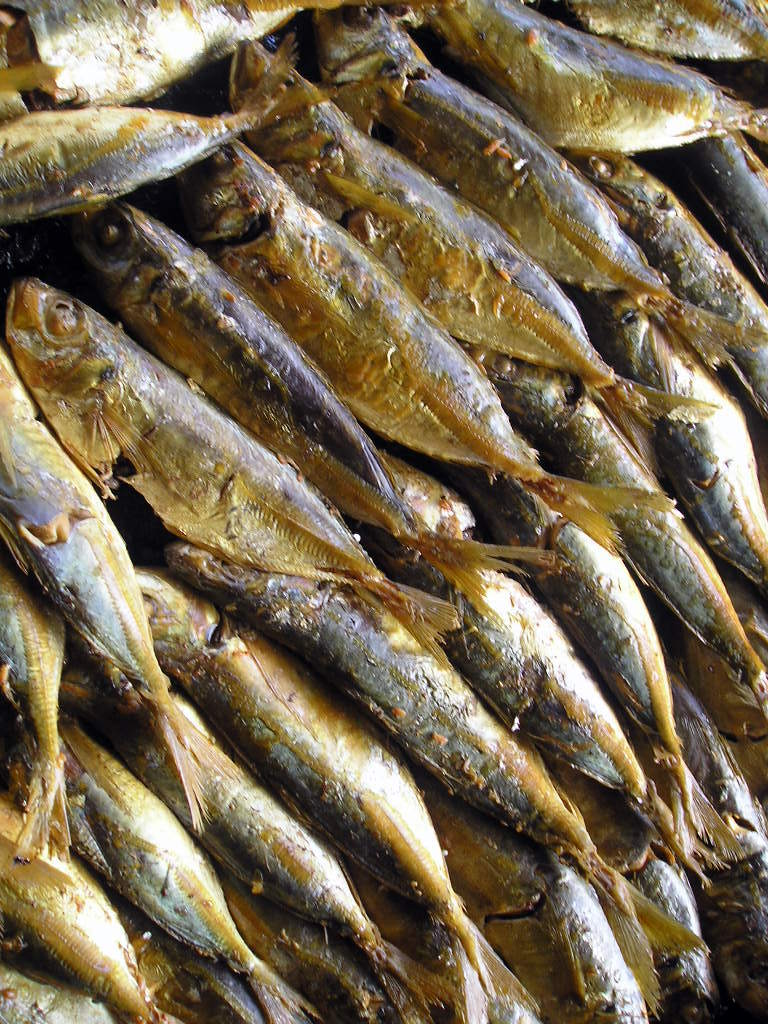
Tinapa, peixe defumado

As palavras filipinas comumente usadas para métodos e termos culinários estão listadas abaixo:
- Adobo (inadobo) - cozido em vinagre, óleo, alho e molho de soja.
- Afritada - refogado em molho de tomate.
- Babad (binabad, ibinabad) - marinar.
- Banli (binanlian, pabanli) - escaldar.
- Bagoong (binagoongan, sa bagoong) - fermentado ou cozido com pasta fermentada de peixe/camarão (bagoong)
- Bibingka - bolos assados, tradicionalmente de arroz glutinoso.
- Binalot - literalmente "embrulhado". Geralmente se refere a pratos embrulhados em folhas de bananeira, folhas de pandan ou até mesmo papel-alumínio. A embalagem geralmente não é comestível (em contraste com o lumpia, veja abaixo).
- Buro (binuro) - fermentado, em conserva ou preservado em sal ou vinagre. Sinônimo de tapay em outros idiomas filipinos quando se refere a arroz fermentado.
- Daing (dinaing, padaing) - salgado e seco, geralmente peixe ou frutos do mar. Sinônimo de tuyô, bulad ou buwad em outros idiomas filipinos
- Giniling - carne moída. Às vezes usado como sinônimo de picadillo, especialmente em arroz a la cubana.
- Guinataan (sa gata) - cozido com leite de coco.
- Guisa (guisado, ginuisa) - refogado com alho e cebola. Também escrito gisa, gisado, ginisa.
- Hamonado (endulsado) - marinado ou cozido em um molho doce de abacaxi. Às vezes, sinônimo de pininyahan ou minatamis
- Halabos (hinalabos) - principalmente para mariscos. Cozidos no vapor em seus próprios sucos e, às vezes, com refrigerante.
- Halo-halo - composto de gelo picado, leite evaporado ou leite condensado e vários ingredientes, incluindo ube, feijão adocicado, tiras de coco, sagu (pérolas), gulaman (gelatina), arroz pinipig, taro cozido ou inhame macio em cubos, fatias de frutas, flan e coberto com uma bola de sorvete de ube.
- Hilaw (sariwa) - não maduro (para frutas e legumes), cru (para carnes). Também usado para alimentos crus em geral (como em lumpiang sariwa).
- Hinurno - cozido em um forno (pugon) ou assado.
- Ihaw (inihaw) - grelhado no carvão. Em Vissaias, também é conhecido como sinugba; inasal refere-se a grelhar carne em palitos.
- Kinilaw ou kilawin - peixe ou frutos do mar marinados em vinagre ou suco de calamansi junto com alho, cebola, gengibre, pepino e pimentão. Também significa comer cru ou fresco, cognato de hilaw.
- Lechon (nilechon) - assado em um espeto. Também escrito litson.
- Lumpia - comida saborosa embrulhada em um invólucro comestível.
- Minatamis (minatamisan) - adoçado. Semelhante ao hamonado.
- Nilaga (laga, palaga) - cozido/triturado.
- Nilasing - cozido com uma bebida alcoólica, como vinho ou cerveja.
- Paksiw (pinaksiw) - cozido em vinagre.
- Pancit (pansit, fideo) - pratos de macarrão, geralmente de origem filipina chinesa.
- Pangat (pinangat) - cozido em água salgada/salmoura com frutas como tomates ou mangas maduras.
- Palaman (pinalaman, pinalamanan) - "recheado" como em siopao, embora "palaman" também se refira ao recheio de um sanduíche.
- Pinakbet (pakbet) - cozinhar com legumes, geralmente com sitaw (feijão-chicote), abóbora, talong (berinjela) e ampalaya (melão-de-são-caetano), entre outros, e bagoong.
- Pinakuluan - cozido.
- Pininyahan - marinado ou cozido com abacaxi. Às vezes, sinônimo de hamonado.
- Prito (pinirito) - frito ou frito em profundidade. Do espanhol frito.
- Puto - bolos cozidos no vapor, tradicionalmente de arroz glutinoso.
- Relleno (relyeno) - recheado.
- Sarza (sarciado) - cozido com um molho espesso.
- Sinangag - arroz frito com alho.
- Sisig - é uma comida tradicional das Filipinas, especialmente acompanhada de cerveja. É feito com diferentes partes de porco.
- Sigang (sinigang) - cozido em um caldo azedo, geralmente à base de tamarindo. Outros agentes azedos comuns incluem goiaba, manga crua e calamansi, também conhecido como calamondin.
- Tapa ou tinapa - seca e defumada. Tapa refere-se à carne tratada dessa maneira, principalmente marinada e depois seca e frita. Tinapa, por sua vez, é quase exclusivamente associada a peixe defumado.
- Tapay - fermentado com levedura, geralmente de arroz, tradicionalmente em potes de tapayan. Sinônimo de buro nas fases iniciais. Também pode se referir a vários produtos de arroz fermentado, inclusive vinhos de arroz. Uma versão de arroz glutinoso fermentado muito brevemente é conhecida como galapong, que é um ingrediente essencial no kakanin ("bolinho de arroz") filipino. Cognato de tinapay ("pão fermentado").
- Tosta (tinosta, tostado) - torrado.
- Torta (tinorta, patorta) - no norte das Filipinas, cozinhar com ovos, como se fosse uma omelete. No sul das Filipinas, um termo geral para um pequeno bolo.

## Bebidas

### Bebidas geladas e batidas

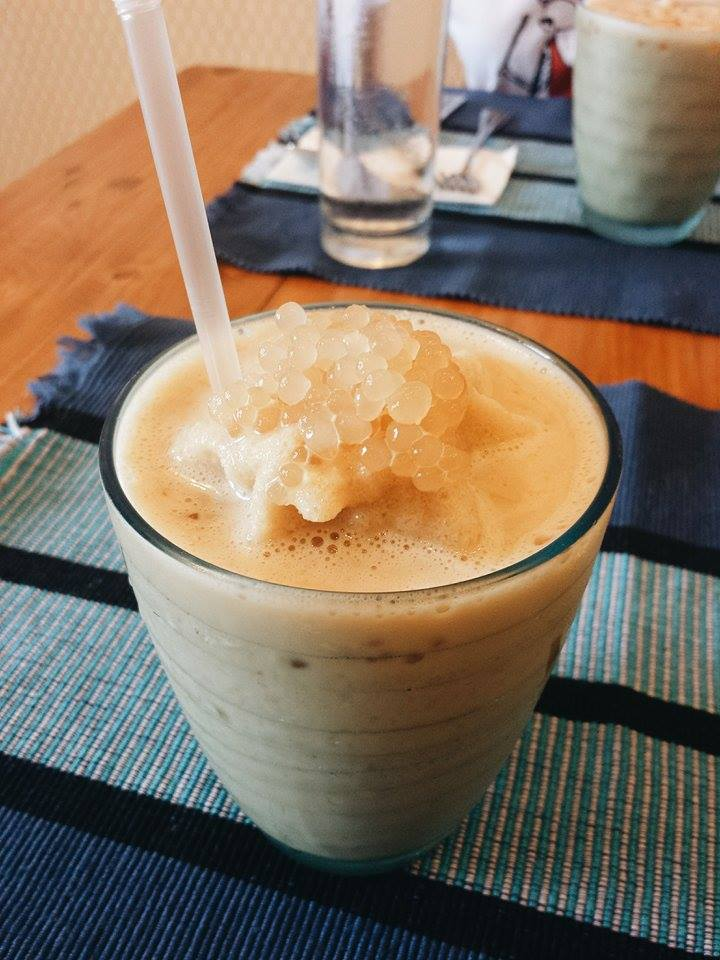
Um shake de taho de Quezon City

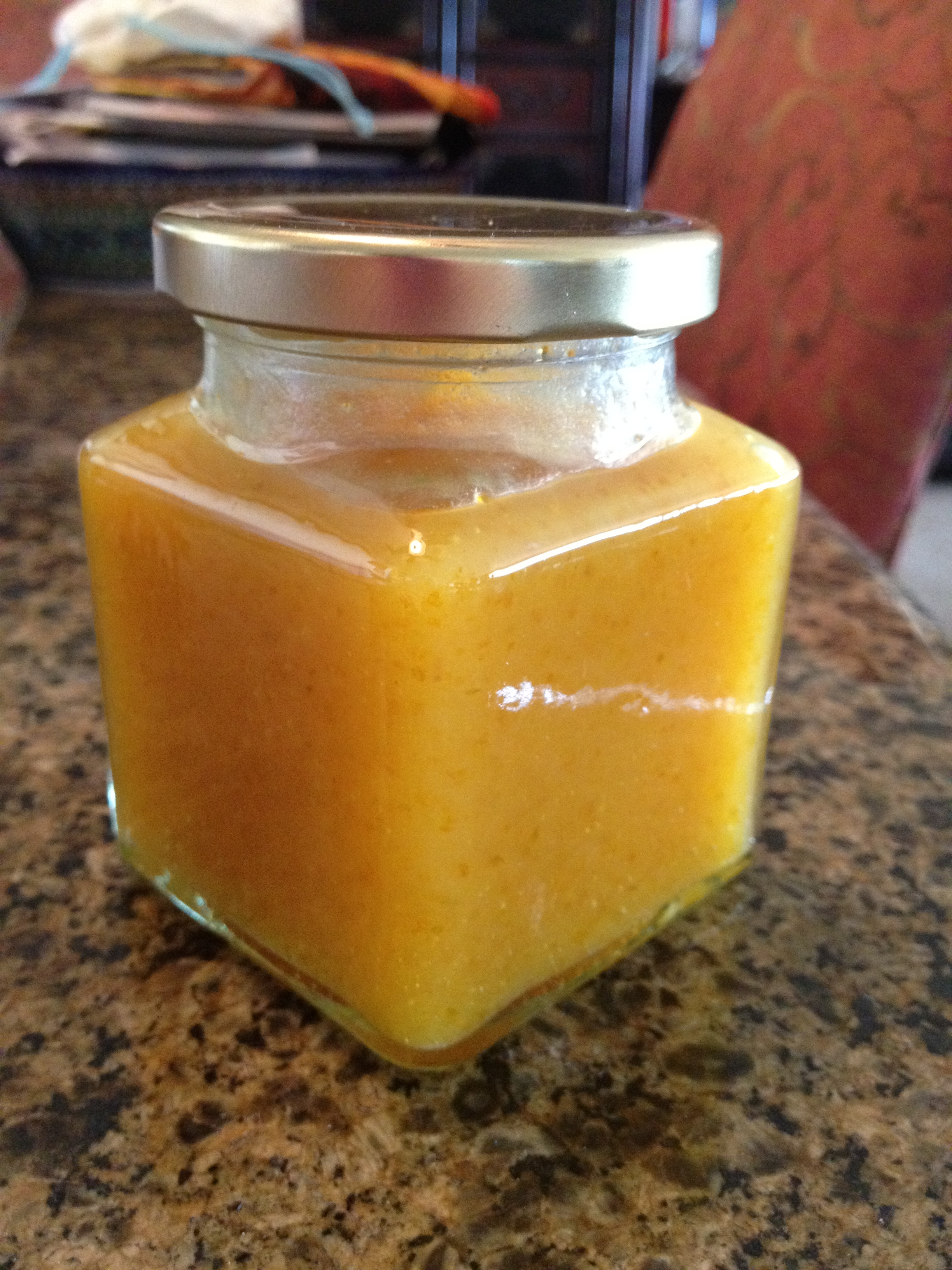
Extrato de calamansi

As bebidas geladas são populares devido ao clima tropical. As barracas que vendem bebidas geladas de frutas e shakes de frutas são comuns em muitas áreas da cidade, onde alguns são à base de tangerina verde (dalandan ou dalanghita), pomelo (suha), abacaxi (pinya), banana (saging) e graviola (guyabano). Os shakes geralmente contêm gelo picado, leite evaporado ou condensado e frutas como manga, abacate, melão, durião, mamão, morango e melancia.

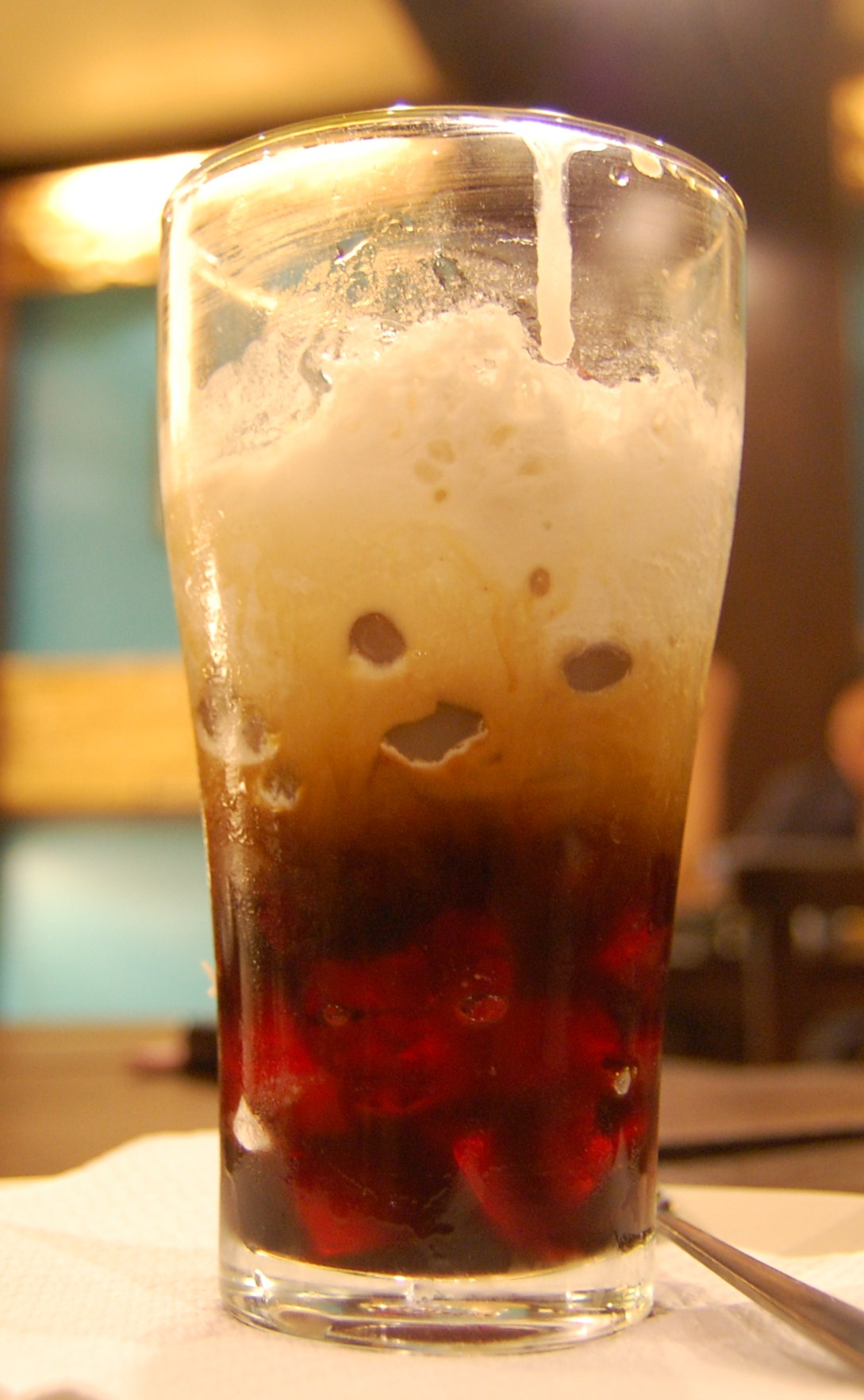
Sago't gulaman no estilo Ilonggo

Outras bebidas geladas incluem sago't gulaman, uma bebida gelada aromatizada de origem malaia pré-hispânica (malaio: gula melaka) com sagu e gelatina de ágar-ágar, com extrato de banana às vezes adicionado ao xarope que o acompanha; buko fresco ou suco de coco, a água ou o suco direto de um coco jovem por meio de um canudo inserido, uma variação menos fresca é o suco de coco engarrafado, polpa de coco raspada, açúcar e água; e suco de calamansi, o suco de calamansi ou limas filipinas geralmente adoçado com mel, xarope ou açúcar.

### Bebidas quentes
As Filipinas são um país predominantemente consumidor de café. Uma das variantes mais populares de café proveniente das montanhas de Batangas é conhecida como kapeng barako. Outra variante bem conhecida do café é o café civeta. Ele é chamado de kape motit nas Cordilleras, kape alamid na região de Tagalog e kape musang em Mindanao. O café kalinga, conhecido por sua produção orgânica, também está ganhando popularidade. O café highlands, ou café benguet, é uma mistura de grãos Robusta e Excelsa.
Mesmo antes do estabelecimento de cafeterias nas Filipinas, o café já fazia parte da refeição filipina. As carinderias geralmente o serviam junto com as refeições. A inauguração da Starbucks no país em 1997 abriu caminho para outras cafeterias. O consumo de chá nas Filipinas é impulsionado principalmente pela crescente conscientização sobre a saúde entre os consumidores de renda média e alta. O chá é comumente preparado com chá selvagem das Filipinas ou árvore do chá. Há diversas variações conhecidas de chá com diferentes aditivos. O chá gelado de pandan é um deles, feito com folhas de pandan e capim-limão (conhecido localmente como tanglad). O salabat, às vezes chamado de chá de gengibre, é preparado com raiz de gengibre e costuma ser servido durante os meses frios e quando ocorrem doenças como gripe ou dor de garganta.
No final da década de 2010, houve a abertura de casas de chá nas principais cidades e, como um copo de chá com leite é mais acessível do que o habitual café frio, isso abriu caminho para tornar o chá uma tendência alimentar bem conhecida. As cadeias de casas de chá notáveis nas Filipinas são Chatime e Serenitea.
Tsokolate é o estilo filipino de chocolate quente. É tradicionalmente feito com tablea, que são grãos de cacau puros secos, torrados, moídos e depois transformados em tabletes. Também é popular durante a época de Natal, principalmente entre as crianças.

### Bebidas alcoólicas
Há uma grande variedade de bebidas alcoólicas nas Filipinas fabricadas por cervejarias e destilarias locais. A Red Horse é uma das cervejas mais populares.

#### Bebidas tradicionais

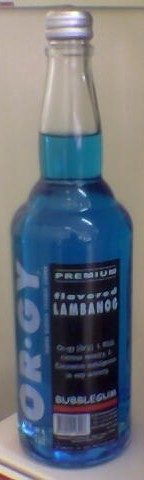
Um lambanog com sabor de chiclete

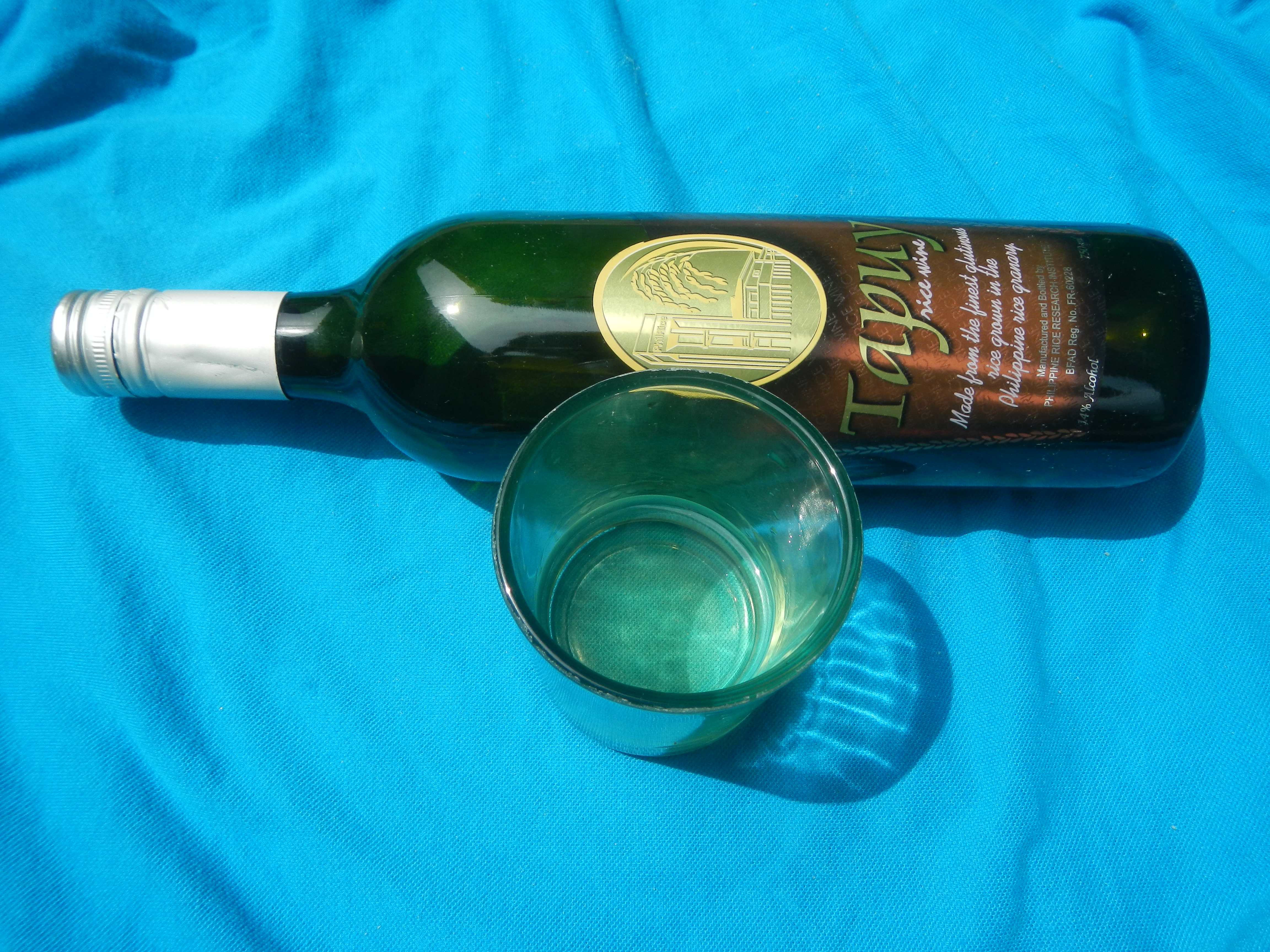
Uma garrafa de vinho de arroz tapuy

Tuba (toddy) é um tipo de licor forte feito de gotas frescas extraídas de um caule jovem de palmeira cortado. O corte do caule da palmeira geralmente é feito no início da manhã por um mananguete, uma pessoa que sobe nas palmeiras e extrai a tuba para fornecer aos clientes no final do dia. O suco de palma acumulado pela manhã ou as gotas são colhidos ao meio-dia e levados aos compradores para serem preparados para consumo. Às vezes, isso é feito duas vezes por dia, de modo que há duas colheitas de tuba, primeiro ao meio-dia e depois no final da tarde. Normalmente, a tuba precisa ser consumida logo depois que o mananguete a traz, ou ela fica muito azeda para ser consumida como bebida. O restante da tuba não consumida é armazenado em potes para fermentar por vários dias e se transformar em vinagre de palma. A tuba pode ser destilada para produzir o lambanog (arak), um licor neutro geralmente conhecido por seu teor alcoólico relativamente alto.
Lambanog é uma bebida alcoólica comumente descrita como vinho de coco ou vodca de coco. A bebida é destilada da seiva da flor de coco não aberta e é conhecida por sua potência e alto teor alcoólico (80 e 90 proof). A maioria das destilarias de lambanog está localizada na província de Quezon, em Luzon, nas Filipinas. Os esforços constantes para padronizar a produção do lambanog resultaram em sua melhor qualidade. Ele é exportado para outros países e continua a conquistar clientes estrangeiros devido aos seus ingredientes naturais e à sua potência.
Tapuy é uma bebida alcoólica tradicional das Filipinas feita de arroz glutinoso fermentado. É um vinho claro de sabor alcoólico luxuoso, doçura moderada e final persistente. Seu teor alcoólico médio é de 14% ou 28 proof, e não contém conservantes ou açúcar. Para aumentar a conscientização sobre o tapuy, o Philippine Rice Research Institute (Instituto de Pesquisa de Arroz das Filipinas) criou um livro de receitas que contém receitas e coquetéis de chefs e bartenders filipinos famosos, com o tapuy como um dos ingredientes.

#### Bebidas modernas
Cerveja ou serbesa (do espanhol "cerveza") é a bebida alcoólica mais amplamente disponível nas Filipinas. A San Miguel Pale Pilsen é a marca mais popular e amplamente vendida. Juntamente com as marcas de cerveja associadas da San Miguel, como a San Miguel Light e a Gold Eagle Beer, a empresa detém uma participação de mercado agregada de 92,7%. A Beer na Beer produzida pelo conglomerado local Asia Brewery é outra cerveja pálida do estilo Pilsner amplamente vendida. A Asia Brewery também produz sob licença e distribui várias outras cervejas para o mercado de massa, como Colt 45, Asahi Super Dry, Heineken e Tiger Beer. Outros rótulos de cerveja incluem Red Horse Beer, Lone Star, Lone Star Light, Lone Star Ultra, Carlsberg, Coors Light, San Miguel Superdry, San Mig Strong Ice e, recentemente, Manila Beer. Seguindo as tendências dos mercados internacionais, os bares das áreas urbanas também começaram a servir cervejas artesanais produzidas localmente e importadas em uma variedade de estilos.
O rum é frequentemente associado ao tanduay.
Vários gins, tanto variedades locais como Ginebra San Miguel (bem como GSM Blue e GSM Premium Gin) quanto marcas importadas como Gilbey's, são comumente encontrados. Algumas pessoas se referem ao gim pelo formato da garrafa: bilog para uma garrafa circular e kwatro kantos (que significa literalmente "quatro cantos") para uma garrafa quadrada ou retangular. Às vezes, o gim é combinado com outros ingredientes para criar variações.

## Sobremesas

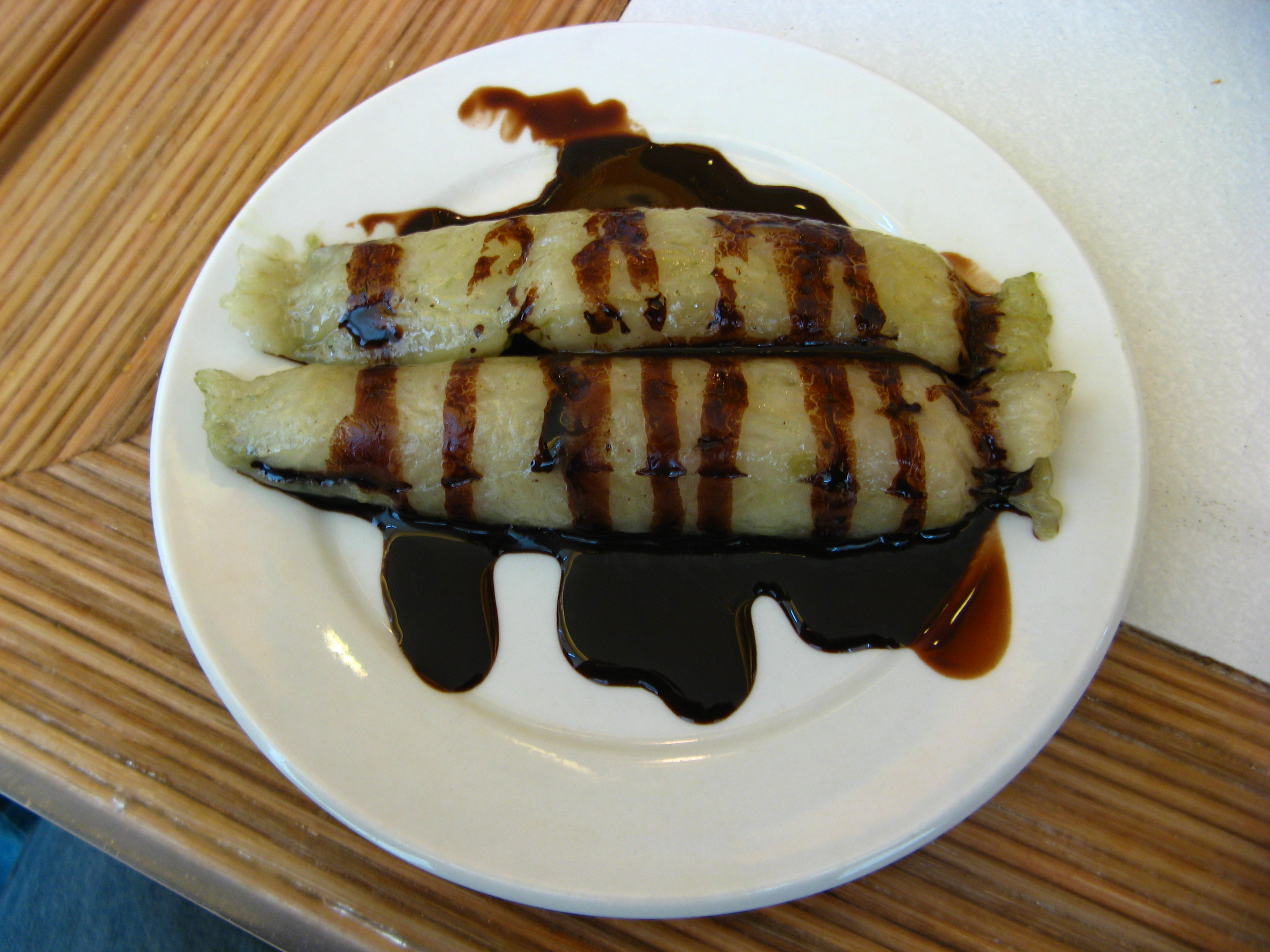
Um suman com xarope de latik (uma mistura de leite de coco e açúcar mascavo, reduzida a uma textura seca e quebradiça).

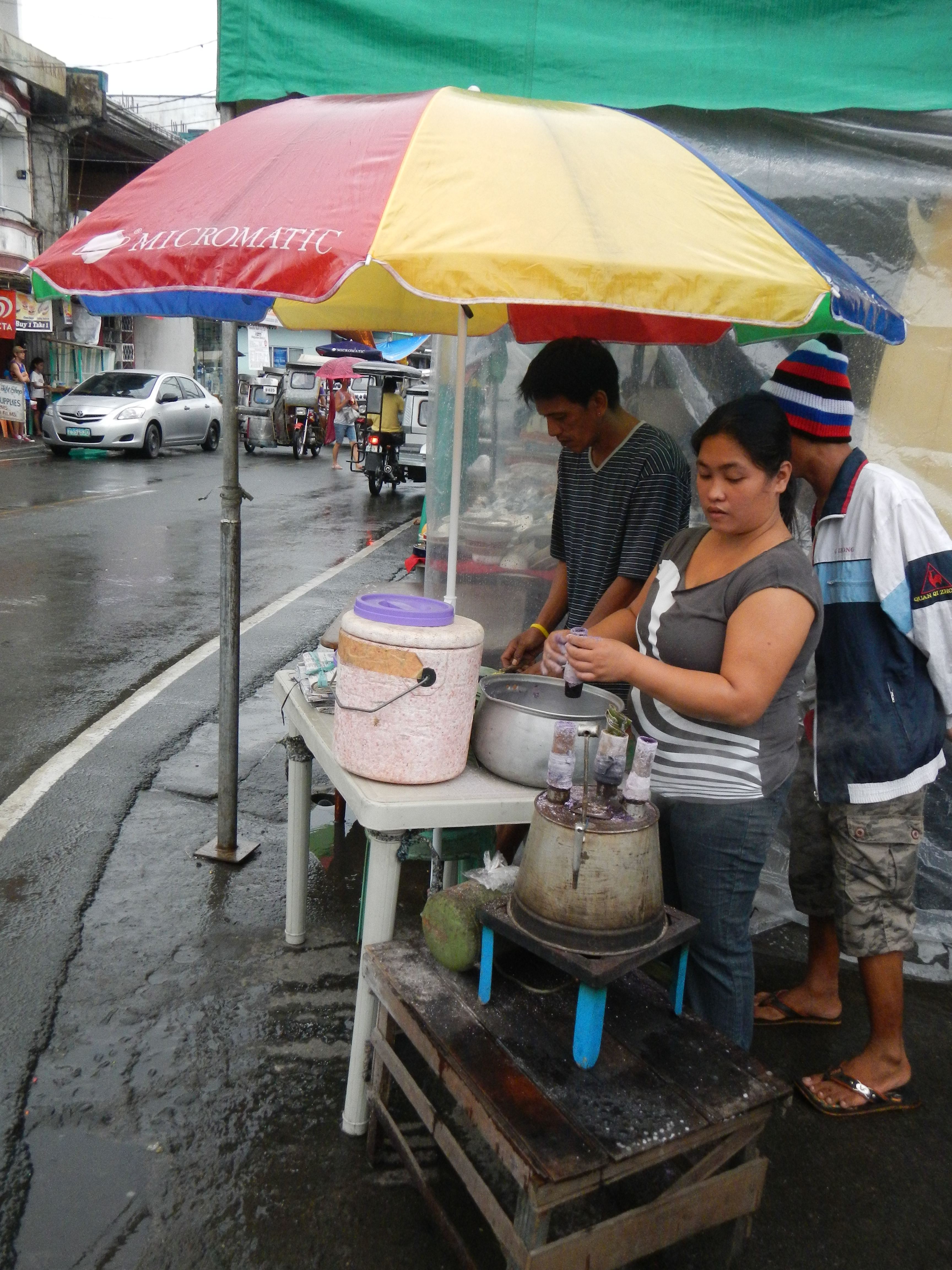
Uma mulher vendendo puto bumbong no Mercado Público de Nagcarlan, na província de Laguna

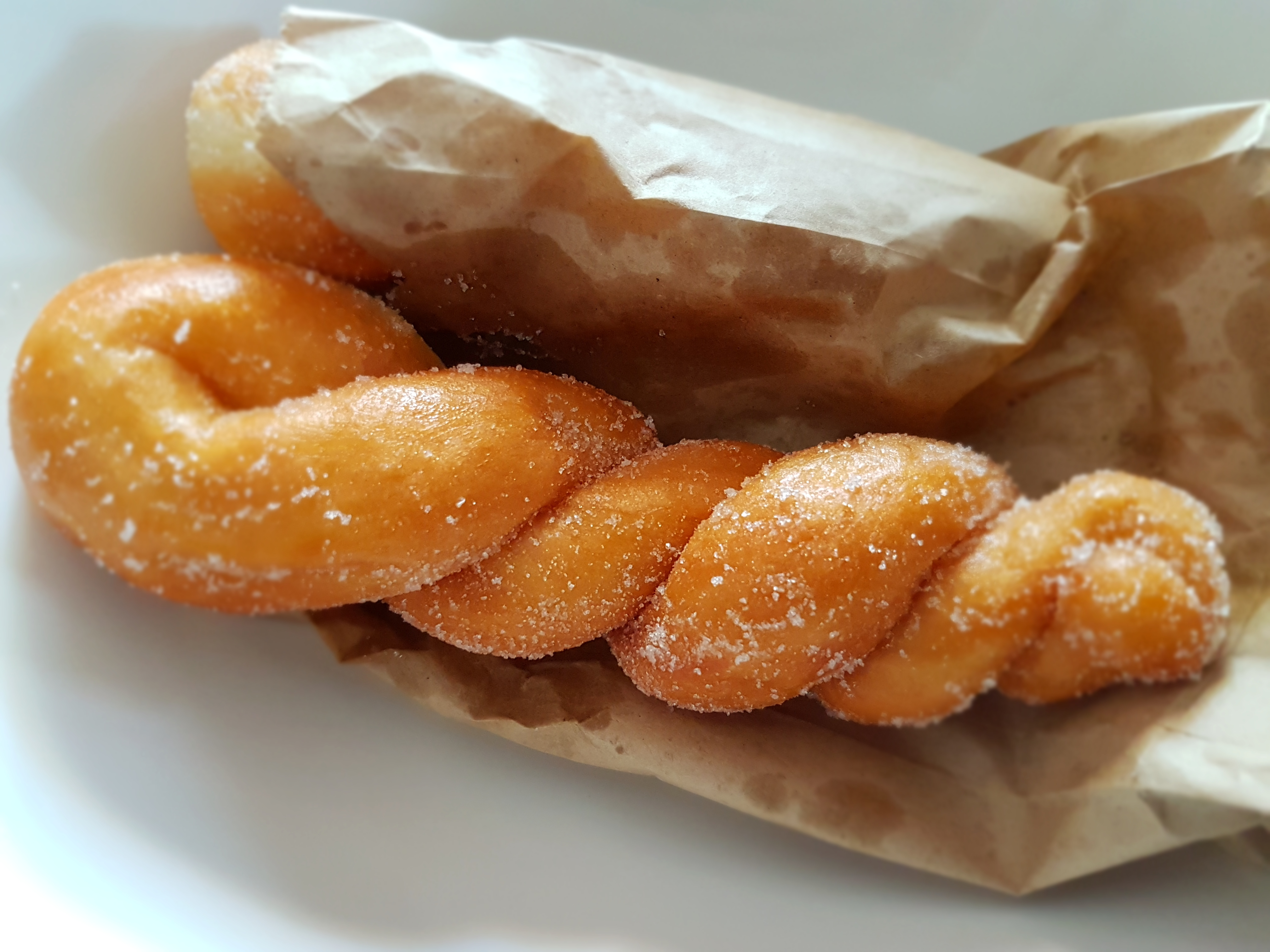
Shakoy (também conhecido como lubid-lubid), uma variante de rosquinha das Vissaias

Como as Filipinas são um país tropical, muitas sobremesas são feitas de arroz e coco. Uma sobremesa frequentemente vista é o bibingka, um bolo de arroz quente coberto opcionalmente com um pouco de manteiga, fatias de kesong puti (queijo branco), itlog na maalat (ovos de pato salgados) e, às vezes, coco ralado. Há também doces de arroz glutinoso chamados biko, feitos com açúcar, manteiga e leite de coco. Além disso, há uma sobremesa conhecida como bitsu-bitsu ou pinoy donut, feita com farinha de arroz frita e depois coberta com xarope de açúcar mascavo. Há o karioka, feito de farinha de arroz glutinoso, coco e leite de coco, frito e espetado e coberto com uma cobertura de açúcar mascavo. Outro bolo de arroz integral é o kutsinta.
O puto é um exemplo bem conhecido de bolinhos doces de arroz cozido no vapor, preparados em vários tamanhos e cores diferentes. Sapin-sapin ("sapin" significa "camada") são doces de três camadas e três cores feitos com farinha de arroz, inhame roxo e leite de coco, caracterizados por sua aparência gelatinosa. Palitaw são bolinhos de arroz cobertos com sementes de gergelim, açúcar e coco; pitsi-pitsi são bolinhos de mandioca cobertos com queijo ou coco; e tibok-tibok é à base de leite de búfalo-asiático (semelhante à maja blanca). Como lanche, o binatog é criado com grãos de milho e coco ralado. Os salgadinhos embalados em folhas de bananeira ou de palmeira e depois cozidos no vapor, os suman, são feitos de arroz glutinoso. Para sobremesas frias, há o halo-halo, que pode ser descrito como uma sobremesa feita com gelo raspado, leite e açúcar, com ingredientes adicionais como coco, ube halaya (purê de inhame roxo) ou sorvete de ube, "leche flan" ou creme de caramelo, banana-da-terra, jaca, feijão vermelho, tapioca e pinipig, que são típicos. Algumas das maiores cadeias de restaurantes das Filipinas, como o Kuya J, têm cardápios dedicados com muitas sobremesas filipinas tradicionais.
Outras guloseimas semelhantes feitas com gelo raspado incluem saba con yelo, que é gelo raspado servido com leite e minatamis na saging (banana-da-terra madura picada e caramelizada com açúcar mascavo); mais con yelo, que é gelo raspado servido com grãos de milho cozidos no vapor, açúcar e leite; e buko pandan, tiras de coco ralado adoçadas com gulaman, leite e suco ou extrato de folhas de pandan. Os sorbetes também são populares, sendo que algumas versões locais utilizam leite de coco em vez de leite de vaca. Os doces de gelo (freezies) são doces congelados populares, geralmente feitos com suco de frutas, chocolate ou ingredientes locais, como feijão-mungo e ube. Pode ter qualquer tipo de sabor, dependendo do fabricante; os doces de gelo com sabor de chocolate e buko (coco) são dois dos mais populares. Outra sobremesa, geralmente servida durante o Natal e o Ano Novo, é o mango float, uma sobremesa composta de biscoito Graham, mangas, creme e leite, criada com camadas de biscoitos em um prato e depois refrigerada.

## Pratos regionais

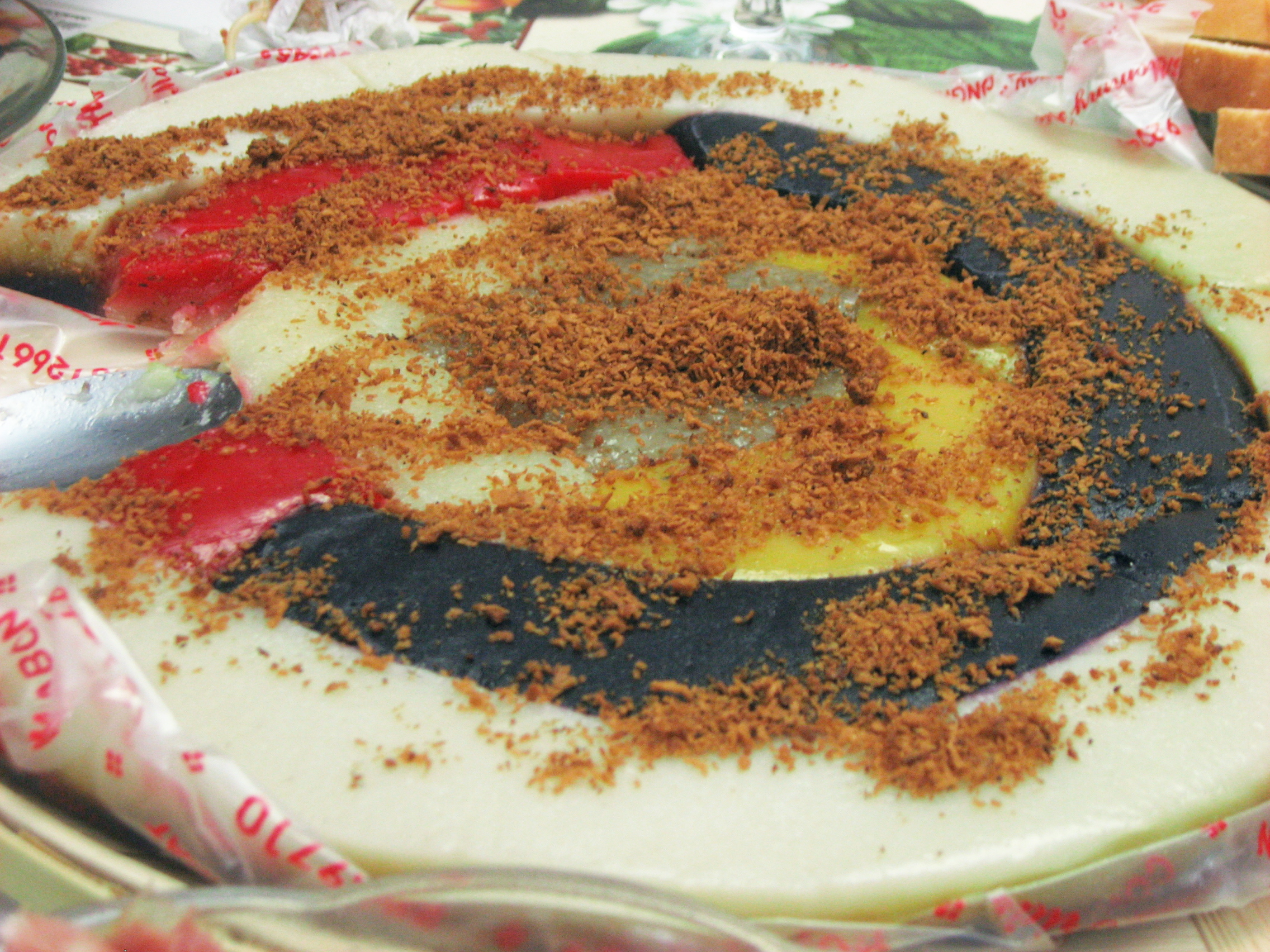
Sapin-sapin, uma iguaria filipina doce à base de arroz semelhante ao mochi

As ilhas filipinas são o lar de vários grupos étnicos, o que resulta em cozinhas regionais variadas.

### Luzon

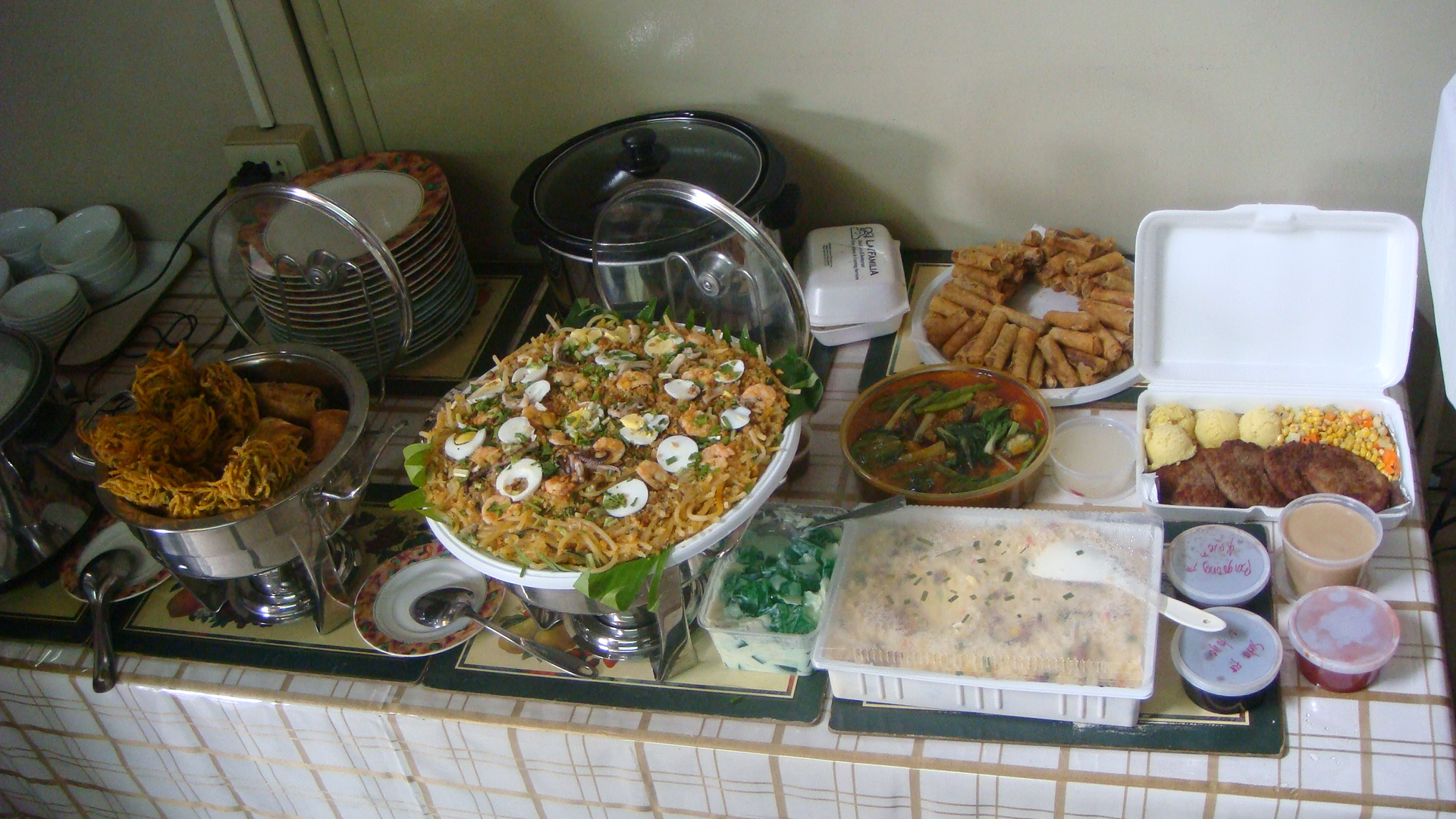
Culinária filipina preparada em Baliwag, Bulacan

Os llocanos da região montanhosa de Ilocos geralmente têm uma dieta rica em vegetais cozidos ou cozidos no vapor e peixes de água doce, e gostam especialmente de pratos amargos e salgados. Muitos pratos são temperados com bagoong monamon, peixe fermentado que é frequentemente usado como substituto do sal. Os llocanos geralmente temperam vegetais cozidos com bugguong, como o pinakbet. As especialidades locais incluem as larvas brancas e macias das formigas e a "salada saltitante" de pequenos camarões vivos.
Os igorot preferem carnes assadas, especialmente a carne de búfalo-asiático, de cabra e de veado.
Devido ao seu clima ameno e subtropical, Baguio, juntamente com as regiões montanhosas periféricas, é famosa por seus produtos. Frutas e vegetais de zonas temperadas (morangos são um exemplo notável) que, de outra forma, murchariam em regiões mais baixas, são cultivados lá. Também é conhecida por um petisco chamado sundot-kulangot, que significa literalmente "cutucar o macaco". É um tipo de doce pegajoso feito de farinha de arroz glutinoso moído misturado com melaço, servido dentro de cascas de pitogo e com um palito para "cutucar" sua substância pegajosa.
Isabela é conhecida pelo pancit cabagan de Cabagan, Inatata e Binallay da cidade de Ilagan, que são bolos de arroz preparados durante todo o ano na cidade e ambas as iguarias são famosas, especialmente durante a época da quaresma. Cagayan por seu famoso doce de leite de búfalo-asiático na cidade de Alcala e a cidade de Tuguegarao por pancit batil patung e buko roll.
A cidade de Calasiao, em Pangasinan, é conhecida por seu puto, um tipo de bolo de arroz cozido no vapor.
A culinária de Kapampangan faz uso de todos os produtos da região disponíveis para o cozinheiro nativo. Entre as iguarias produzidas em Pampanga estão a longganisa (linguiça doce e apimentada original), o calderetang kambing (ensopado de cabra) e o tocino (carne de porco curada adocicada). Combinando bochechas e vísceras de porco, os Kapampangans fazem sisig.
A culinária do povo tagalo varia de acordo com a província. Bulacan é popular pelo chicharrón (torresmo de porco) e arroz cozido no vapor e bolos de tubérculos como o puto. É um centro de panghimagas ou sobremesas, como bolo de arroz integral ou kutsinta, sapin-sapin, suman, bolo de mandioca, ube halaya e em San Miguel, Bulacan, o famoso doce de leite de búfalo asiático pastillas de leche, com sua embalagem de pabalat. Cainta, na província de Rizal, a leste de Manila, é conhecida por seus bolos e pudins de arroz filipinos. Eles geralmente são cobertos com latik. Uma alternativa mais moderna e que economiza tempo em relação ao latik são os flocos de coco torrados em uma frigideira. Antipolo, situada no nível médio das regiões montanhosas da Sierra Madre das Filipinas, é uma cidade conhecida por seus produtos de suman e caju.
Laguna é conhecida pela torta de buko (torta de coco) e pela panutsa (pé de moleque). Batangas abriga o Lago Taal, um corpo de água que circunda o vulcão Taal. O lago é o lar de 75 espécies de peixes de água doce, incluindo espécies de água doce que se adaptaram ao ambiente do lago Taal. Oito dessas espécies são de alto valor comercial. Entre elas, uma população de xaréu gigante, conhecida localmente como maliputo, que se distingue de suas contrapartes marinhas, conhecidas como talakitok. Outra espécie comercialmente importante é a tawilis, a única sardinha de água doce conhecida e endêmica do lago. Batangas ainda é conhecida por seu café especial, o kapeng barako. Quezon, especialmente a cidade de Lucban, também é conhecida por seus pratos culinários, sendo o lucban longganisa, o pancit habhab e o hardinera os mais notáveis. A influência dos pratos à base de leite de coco, como o laing (chamado de tinuto em alguns lugares de Quezon) e o sinantol, também é sentida na província devido à sua proximidade com Bicol. O suman é um alimento notável na província, especialmente na cidade de Infanta e na cidade de Tayabas. Embora tenha os mesmos ingredientes que o suman de Antipolo, o que torna o suman de Infanta e Tayabas único é sua embalagem e tamanho: o suman de Infanta é menor em tamanho e geralmente é agrupado em 20 por pacote, enquanto o suman de Tayabas também é único na embalagem, com uma longa cauda que o faz parecer uma vela acesa, em conexão com sua tradição de jogar suman durante a festa do patrono da cidade, Isidoro, o Lavrador.

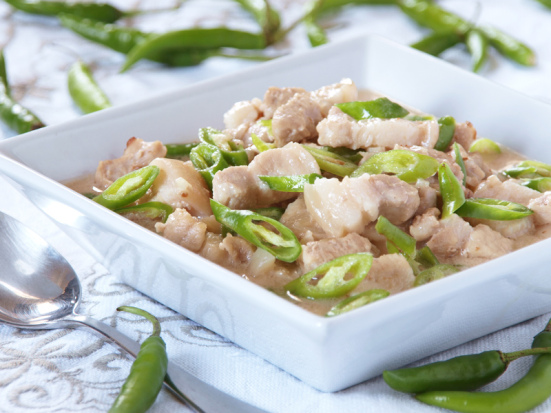
O sinilihan, popularmente conhecido como Bicol express, é um prato popular de Bicol

Bicol é conhecida por seu apetite gastronômico por pratos picantes ou apimentados. Provavelmente o prato bicolano mais conhecido seja o Bicol express, muito apimentado. A região é a casa do natong, também conhecido como laing ou pinangat (ensopado de carne de porco ou peixe em folhas de taro).

### Vissaias

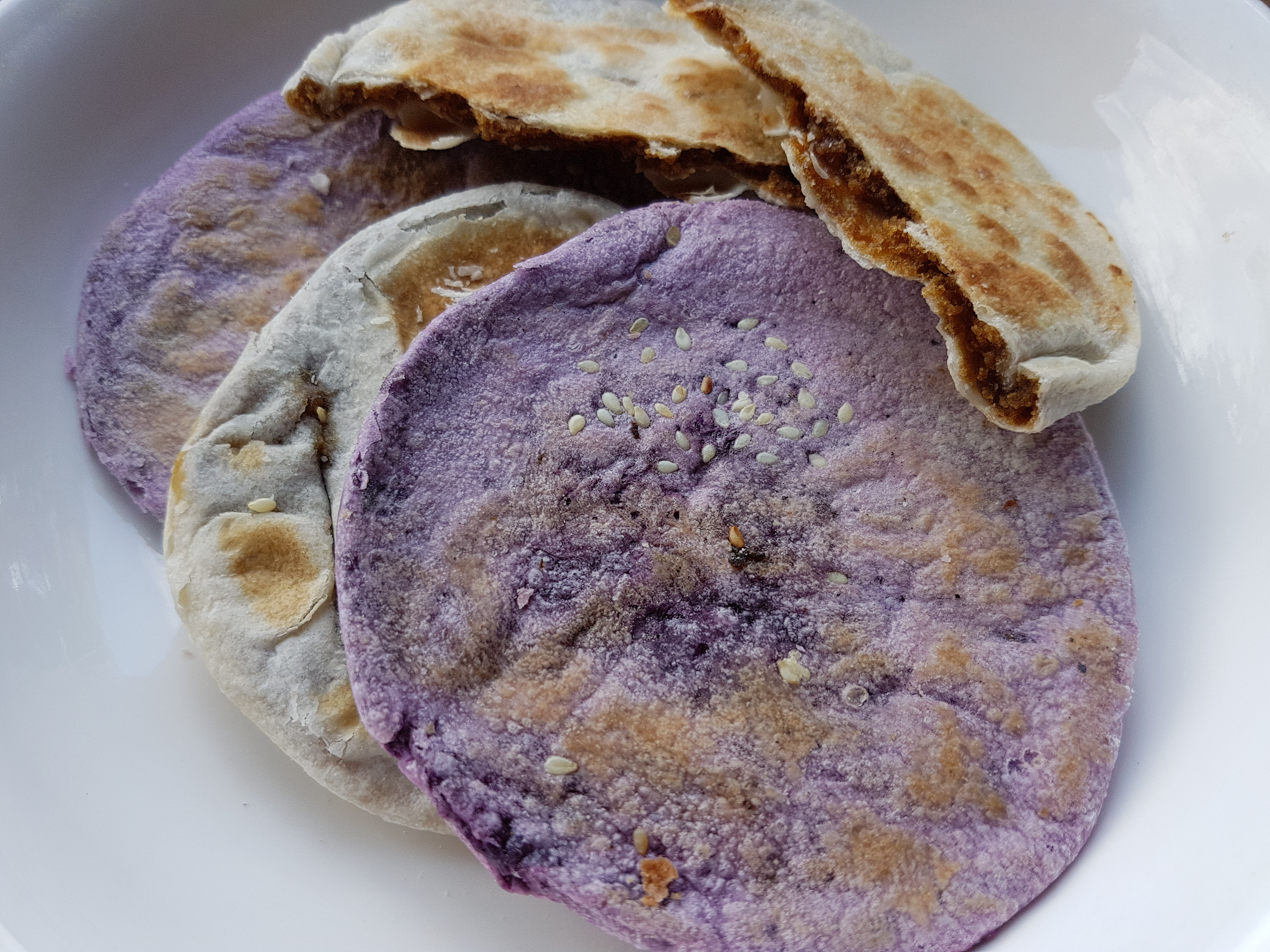
Piaya, uma das iguarias mais populares de Bacolod

Em Vissaias, é usado outro agente azedo em pratos na forma de batuan (Garcinia binucao). É uma fruta esverdeada, amarelada, um pouco arredondada e com quatro centímetros ou mais de diâmetro. Elas têm uma cobertura externa firme e contêm uma polpa muito ácida e várias sementes.
O tultul, um tipo de sal em pedra, é outro ingrediente produzido somente em Guimaras, onde é polvilhado sobre o arroz cozido para servir como acompanhamento. O sal consiste uma variedade de juncos, galhos e pequenos pedaços de bambu levados até a costa pela maré, onde são embebidos em água do mar por algum tempo e, em seguida, queimados em grandes quantidades, enquanto são continuamente regados com água salgada diariamente. As cinzas são então continuamente coadas por kaings e cozidas em panelas.
Bacolod é a capital de Negros Ocidental. Há uma infinidade de restaurantes em Bacolod que servem deliciosos pratos locais que são populares entre os visitantes. É conhecida pelo inasal, que se traduz literalmente como "cozido no fogo". O chicken inasal é uma versão local do churrasco de frango. Ele é cozido com sementes vermelhas de achuete ou urucum, que lhe dão uma cor avermelhada, e pincelado com óleo e cozido no fogo. A cidade também é famosa por várias iguarias, como piaya, napoleones e pinasugbo (banana frita e caramelizada polvilhada com sementes de gergelim).
Leyte é o lar do Binagol, das pastillas de leite de búfalo-asiático, do suman latik e do moron. A culinária de Taclobanon é única devido ao amplo uso de kinagod (coco ralado) e hatok (leite de coco). É comum encontrar pratos hinatokan (pratos integrados no leite de coco) na cidade. Diz-se que a humba é originária da província, pois o sabor da culinária da região tem um sabor ligeiramente mais doce do que no resto do país. Como Leyte faz fronteira com o mar, é comum encontrar vários pratos de frutos do mar na província. Masag (caranguejo), tilang (vieiras) e pasayan (camarão) são frutos do mar comuns na região. O sabor do waray varia, permitindo que cada família/angkan (clã) crie receitas exclusivas. Outras iguarias nativas da província são roskas (biscoitos duros feitos de banha de porco, anis, farinha, açúcar, manteiga e ovos) e bukayo (balas de coco).
Aklan é sinônimo de inubarang manok, frango cozido com ubad (casca de banana), bem como binakol na manok, frango cozido em água de coco com capim-limão. Um destaque é o tamilok (teredo), que é comido cru ou mergulhado em um molho ácido, como vinagre ou calamansi. Há uma prevalência especial de frango e leite de coco (gata) na culinária de Akeanon.

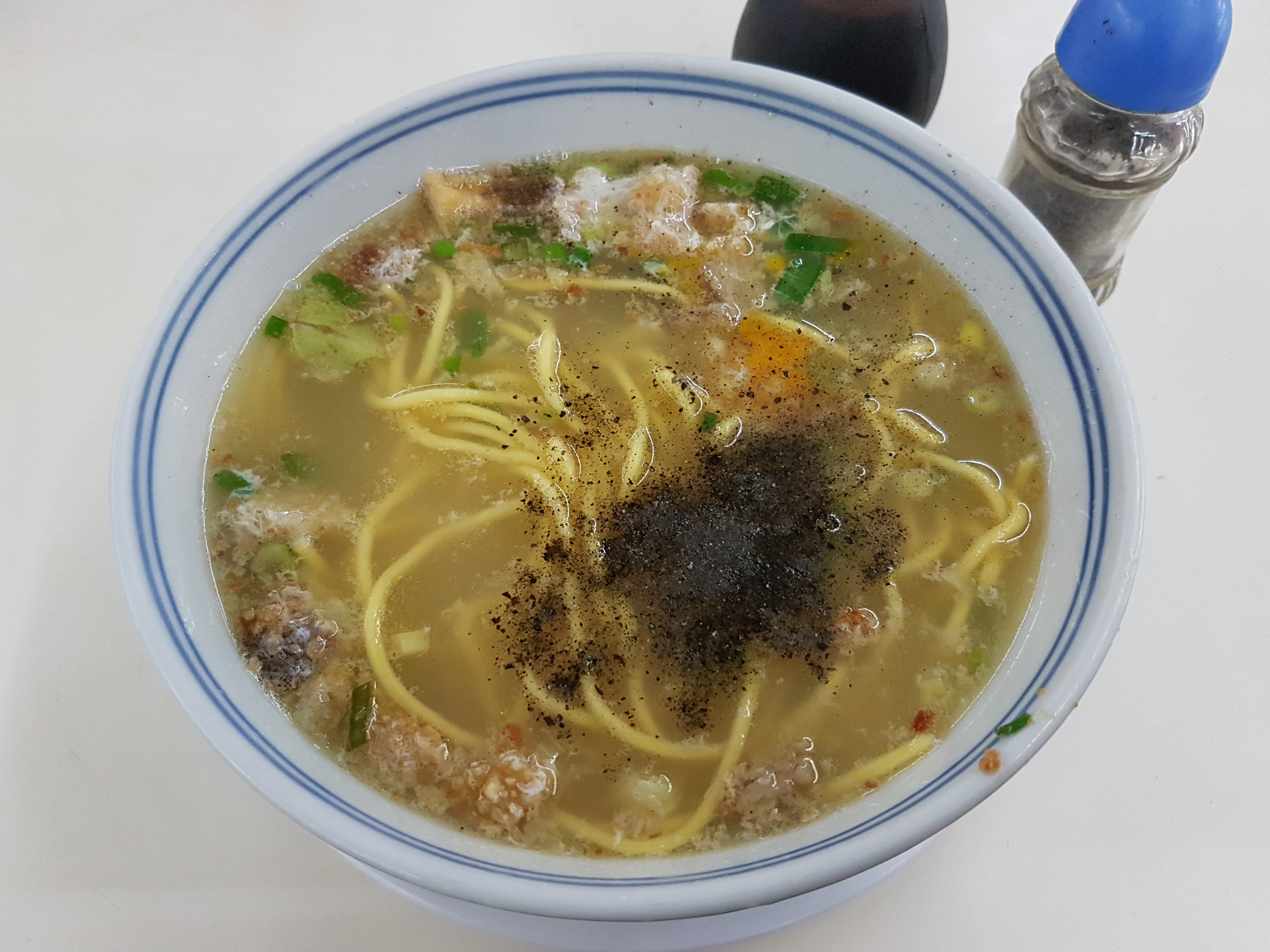
Batchoy, ou "La Paz batchoy", um prato filipino de macarrão nativo do distrito de La Paz, em Iloilo

Iloilo é o lar do batchoy, derivado de "ba-chui", que significa pedaços de carne em chinês hokkien. O batchoy autêntico contém macarrão de ovo fresco chamado miki, caldo de buto-buto cozido lentamente por horas e carne bovina, suína e bulalo misturados com os guinamos locais (pasta de camarão). As coberturas incluem quantidades generosas de alho frito, chicharon esmagado, cebolinha, fatias de intestino de porco e fígado. Outro tipo de pancit encontrado na referida província é o pancit molo, uma adaptação da sopa wonton e uma especialidade da cidade de Molo, um distrito conhecido em Iloilo. Diferentemente de outros pancit, o pancit molo não é seco, mas sim uma sopa, e não usa macarrão longo e fino, mas sim massas de wonton feitas de farinha de arroz. Iloilo também é famosa por seus dois kadios ou sopas à base de guandu. A primeira é a KBL ou kadios baboy langka. Como o nome indica, os três principais ingredientes desse prato são kadios, baboy (carne de porco) e langka (jaca verde). Outro é o KMU ou kadios manok ubad. Esse prato é composto principalmente de kadios, manok (de preferência frango caipira chamado bisaya nga manok em Iloilo) e ubad (núcleo branco cortado finamente do caule/tronco da banana). Esses dois pratos utilizam outro ingrediente Ilonggo como agente azedo. Esse ingrediente é o batwan, ou Garcinia binucao, uma fruta intimamente relacionada ao mangostim, muito popular nas Vissaias Ocidentais e na vizinha Ilha de Negros, mas geralmente desconhecida em outras partes das Filipinas.
Roxas é outro destino gastronômico nas Vissaias Ocidentais, além de Iloilo e Kalibo. Essa cidade litorânea, a cerca de duas a três horas de ônibus da cidade de Iloilo, orgulha-se de ser a "Capital dos Frutos do Mar das Filipinas" devido a seus rios, estuários e mares abundantes. Diversos pratos de frutos do mar são servidos na área de Baybay da cidade, como mexilhões, ostras, vieiras, camarões, algas marinhas, mariscos, peixes e muitos outros.
Cebu é conhecida por sua variante de lechón. O lechón preparado "ao estilo de Cebu" é caracterizado por uma pele externa crocante e uma carne úmida e suculenta com um sabor único proporcionado por uma mistura de especiarias. Cebu também é conhecida por doces como mangas secas e tortas de caramelo.
Em Bojol, o kalamay é popular. Em Palawan, a carne de crocodilo é cozida, curada e transformada em tocinos. Em Romblon, um prato especial é a carne de camarão esmagada e aromatizada e o arroz cozido dentro de folhas de bananeira.

### Mindanao

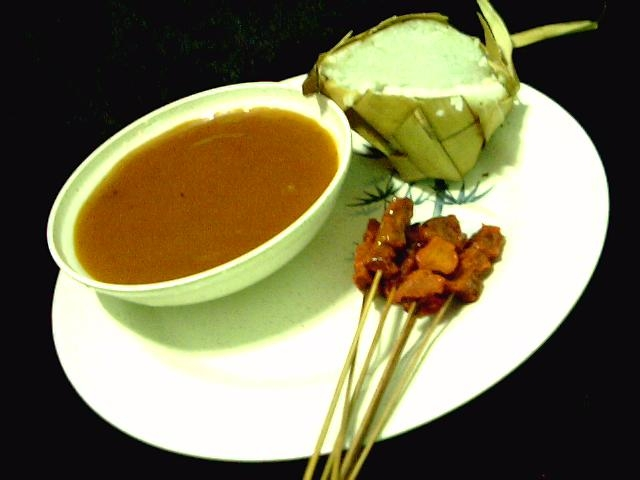
O prato do sul das Filipinas, satti, servido com bolinhos de arroz ta'mu

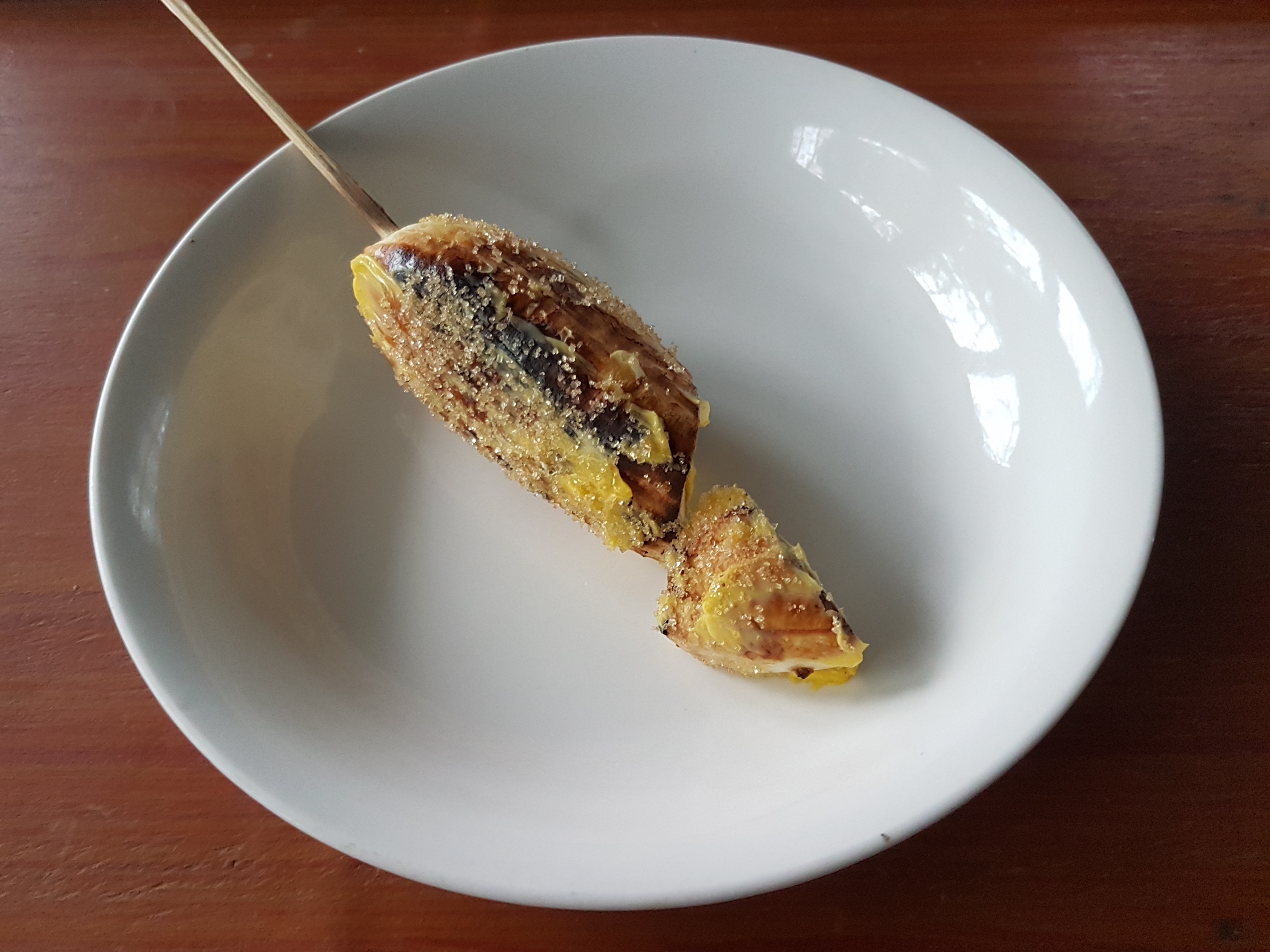
Ginanggang, um lanche feito de banana saba grelhada com margarina e açúcar

Em Mindanao, na parte sul da ilha de Palawan, Sulu e Tawi-Tawi, os pratos são ricamente aromatizados com as especiarias comuns ao Sudeste Asiático: cúrcuma, coentro, capim-limão, galanga, cominho, raspas e/ou folhas de variedades de limas nativas, canela e pimentas - ingredientes que não são comumente usados no restante da culinária filipina. A culinária das nações etnolinguísticas indígenas cristãs, muçulmanas ou lumad de Mindanao e do arquipélago de Sulu tem muito em comum com a culinária malaia, rica e centrada em pasta de especiarias, da Malásia e de Brunei, bem como com a culinária indonésia e tailandesa e outras culinárias do sudeste asiático. A culinária de Mindanao representa as conquistas culturais da culinária filipina pré-hispânica em outras partes do país imediatamente antes da colonização espanhola, entre o final do século XVI e o início do século XVII. Pratos e sabores semelhantes também podem ser encontradas na região de Bicol e nas Cordilleras, que ainda preferem um paladar rico em coco e pasta de especiarias, semelhante ao de Mindanao.
Os pratos conhecidos de Mindanao e Sulu incluem satti (satay) e ginataang manok (frango cozido em leite de coco temperado). Certas partes de Mindanao são predominantemente muçulmanas, onde a carne de porco é raramente consumida, e cordeiro, carneiro, cabra e boi são as carnes vermelhas preferidas.
O rendang é um ensopado de carne bovina, muitas vezes apimentado, cujas origens derivam do povo minangkabau de Sumatra; biryani, korma e kiyoning (pilaf) são pratos originários do subcontinente indiano, que receberam um toque de Mindanao e são servidos em ocasiões especiais.
Piyanggang manok é um prato dos tausug feito de frango grelhado marinado em especiarias e servido com leite de coco infundido com carne de coco torrada.
Chupá culo e curacha con gatâ são exemplos de pratos zamboangueño feitos de conchas cozidas com leite de coco e caranguejo com molho misturado com leite de coco e especiarias, respectivamente. Há outros pratos e iguarias conhecidos de Zamboangueño, como estofado, sicalañg, alfajor, endulzao, tamal, paelha, arroz a la valenciana, rebosao, toron e outros.
São cultivadas culturas populares, como raiz de mandioca, batata-doce e inhame.
Sambal, um molho picante feito com belacan, tamarindo, especiarias aromáticas e pimentas, é uma base popular de muitos pratos na região.
Palapa é um condimento popular exclusivo e amplamente utilizado nas culinárias de maranao e maguindanao, e consiste em uma base de coco velho ralado, sakurab (uma variante da cebolinha verde), gengibre, galanga, pimentas, sal, pimenta e cúrcuma.
Outro prato popular dessa região é o tiyula itum, um caldo escuro de carne bovina ou de frango levemente aromatizado com gengibre, galanga, pimentão, cúrcuma e polpa de coco torrada (que lhe dá a cor escura).
Lamaw (salada buko), é uma mistura de coco novo, seu suco, leite ou suco de laranja, com gelo.

## Comida de rua e lanches

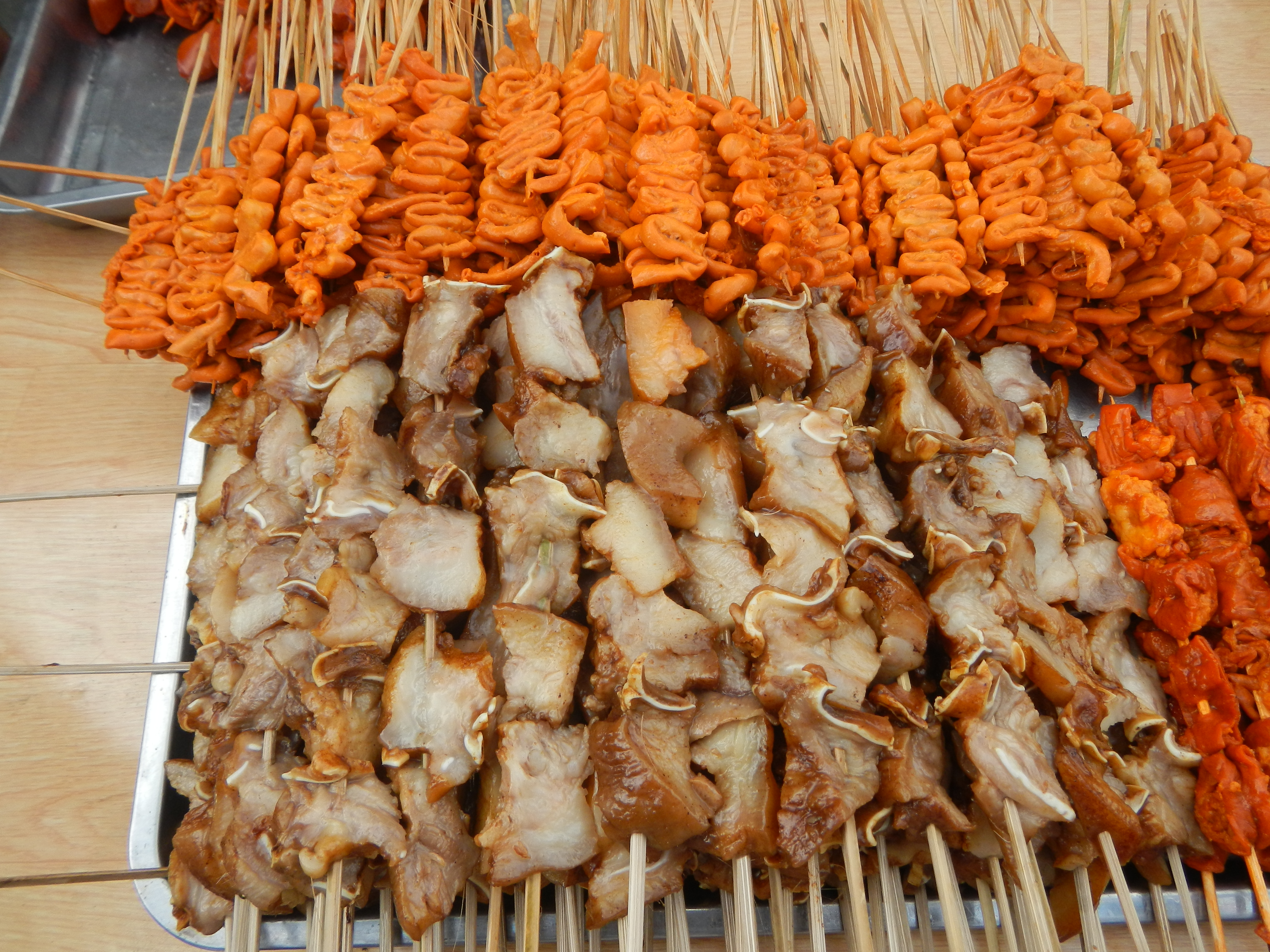
Um exemplo de comida de rua em Manila

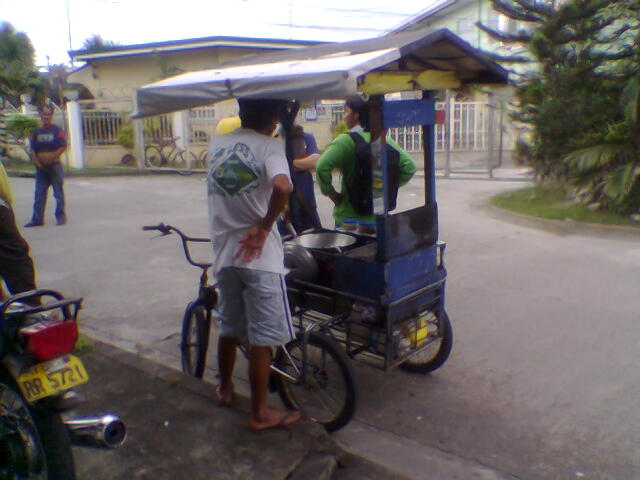
Um vendedor ambulante vendendo bolinhos de peixe em Angeles, Pampanga

Além de bolos e sobremesas, há lanches mais substanciosos para a merienda que também podem servir como aperitivo ou acompanhamento para uma refeição. Siomai é a versão local do shaomai chinês. Lumpia são rolinhos primavera que podem ser frescos ou fritos. O lumpia fresco (lumpiang sariwa) geralmente é feito para festas ou ocasiões especiais, pois seu preparo pode ser trabalhoso, enquanto uma versão do lumpia frito (lumpiang prito), o lumpiang shanghai, geralmente é recheado com carne de porco moída e uma combinação de vegetais e servido com um molho agridoce. Outras variações são recheadas com carne de porco picada e camarão e acompanhadas de um molho à base de vinagre. O lumpia foi comercializado na forma de alimento congelado. Além disso, uma das comidas de rua mais comuns é o beef pares em Manila. Já a comida do Oriente Médio, como o shawarma, tornou-se popular nas Filipinas no final da década de 1980.
Há uma variedade distinta de comidas de rua disponíveis nas Filipinas. Algumas delas são espetadas em palitos, como um kebab. Um exemplo é o banana-cue, que é uma banana inteira ou banana-da-terra espetada em uma vara de bambu fina e curta, enrolada em açúcar mascavo e frita na frigideira. Kamote-cue é uma batata-doce descascada espetada em um palito, coberta com açúcar mascavo e depois frita na frigideira. Bolinhos de peixe ou de lula fritos na frigideira, depois espetados em palitos de bambu são oferecidos ao cliente, que pode escolher entre mergulhá-los em um molho doce ou salgado. Eles são comumente vendidos congelados em mercados e por vendedores ambulantes. Um dos hábitos mais comuns dos vendedores ambulantes na Grande Manila é gritar a frase: "Hopia, mani, popcorn at Vicks...".
Turon, um tipo de lumpia que consiste em um rolo de ovo ou embalagem filo geralmente recheado com banana fatiada e, ocasionalmente, jaca, é frito e polvilhado com açúcar.

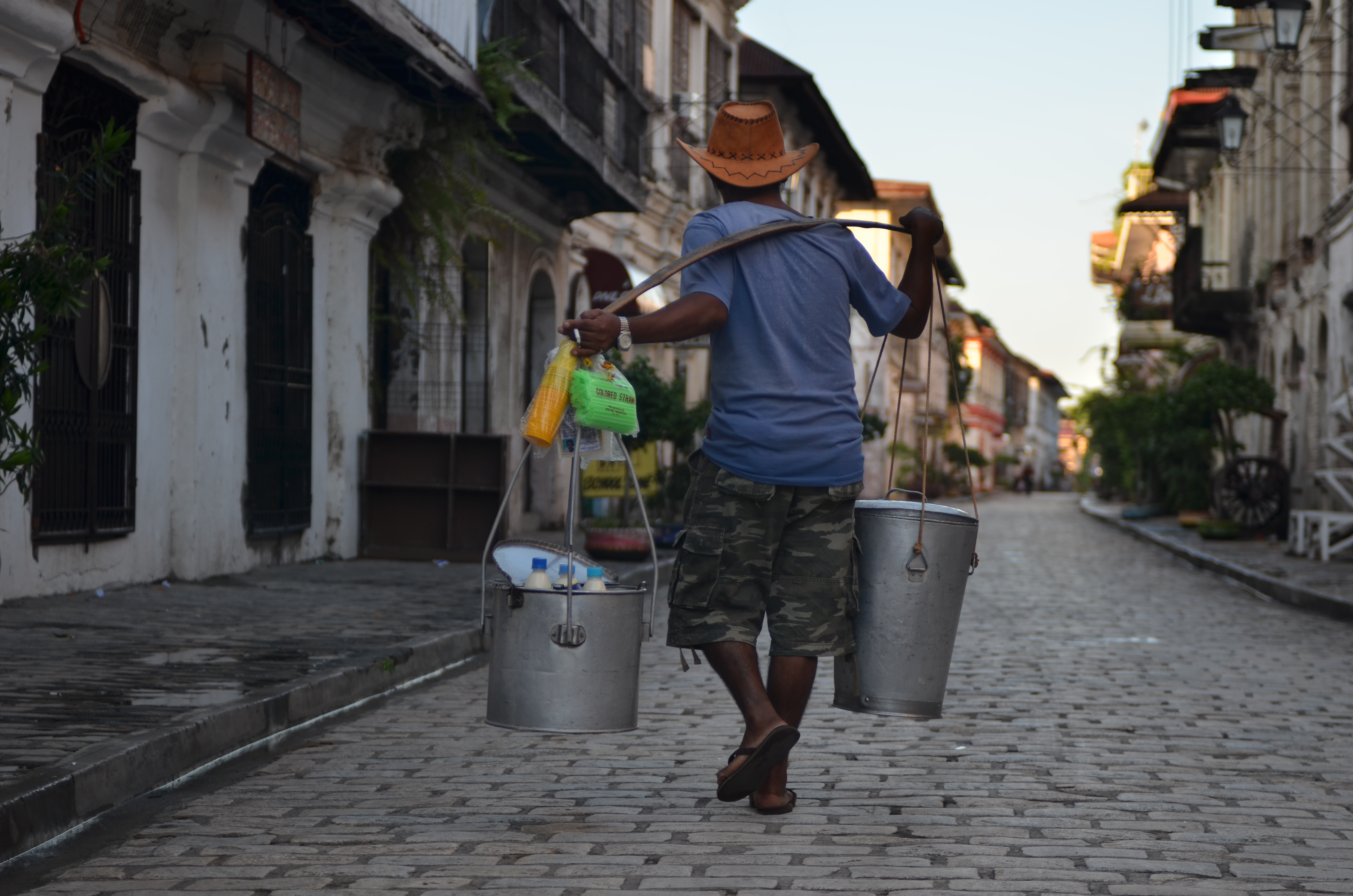
Um magtataho (vendedor de taho) em Vigan

Taho é um doce quente feito de tofu macio, que é o próprio taho, xarope de caramelo escuro chamado arnibal e pérolas de tapioca. Geralmente é vendido em bairros por vendedores ambulantes que gritam "taho!". Às vezes, o taho é servido gelado, e recentemente foram acrescentados sabores, como chocolate ou morango. O taho é derivado do lanche original chinês conhecido como douhua.
Há também o iskrambol (do inglês "to scramble"), um tipo de guloseima à base de gelo semelhante a um sorvete. O gelo raspado é combinado com vários sabores e geralmente coberto com calda de chocolate. Ele é consumido "mexendo" o conteúdo ou misturando-o e depois bebendo com um canudo grande. Posteriormente, foi modificado para "ice scramble" ou simplesmente "scramble", mas com adição de leite desnatado, calda de chocolate ou de morango e uma variedade de coberturas, como marshmallows, chocolate ou granulados de doces, crispies de arroz ou pérolas de tapioca.

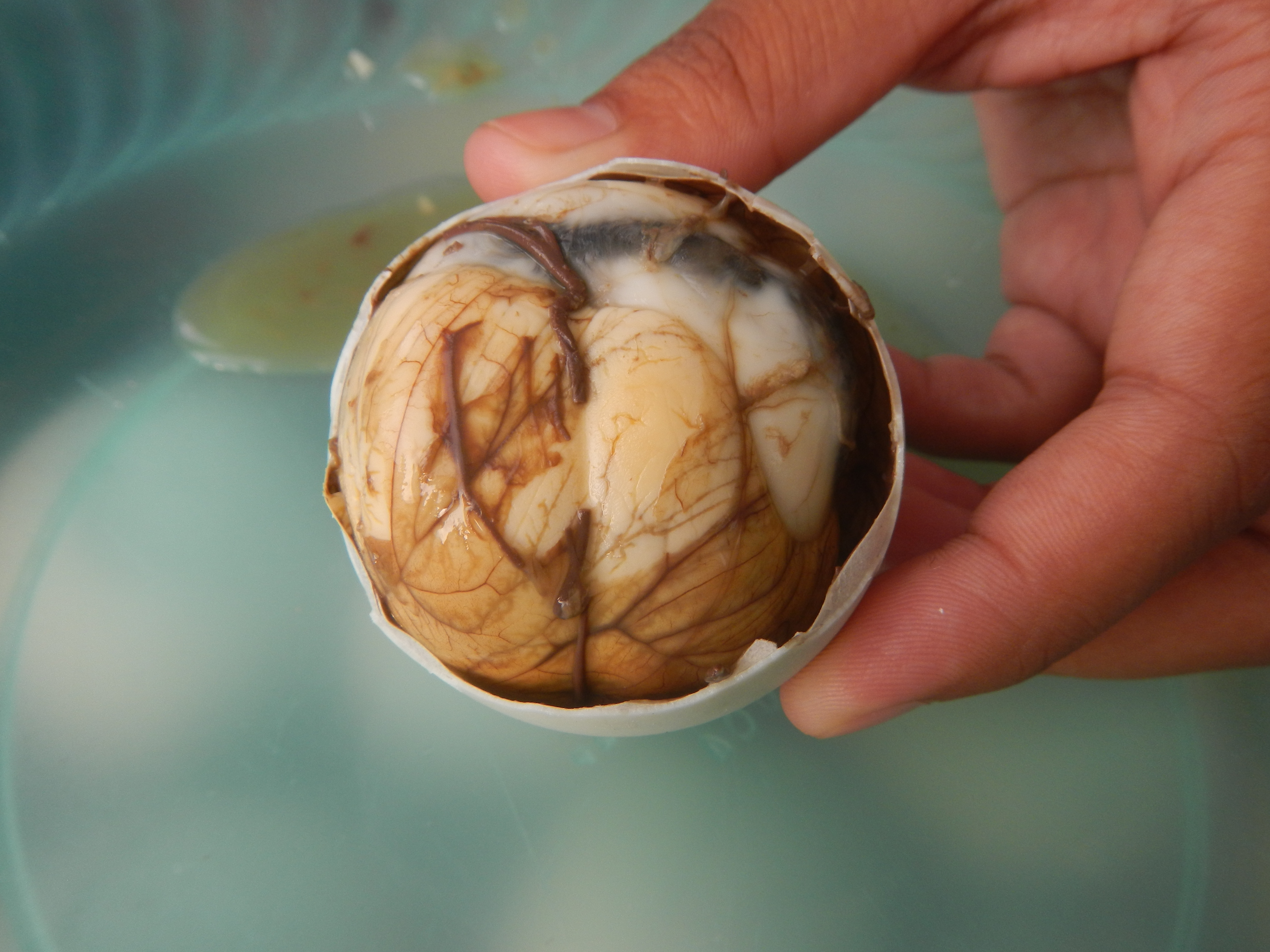
Balut

A comida de rua com ovos inclui o kwek-kwek, que são ovos de codorna cozidos e mergulhados em uma massa tingida de laranja e depois fritos, semelhante ao tempura. Tokneneng é uma versão maior do kwek-kwek usando ovos de galinha ou de pata. Outro petisco filipino à base de ovos é o balut, um ovo de ave pré-eclodido cozido, geralmente de pato ou galinha. Esses ovos fertilizados podem se desenvolver até que o embrião atinja um tamanho predeterminado e, em seguida, são cozidos. Eles são geralmente acompanhados de vinagre e sal. Há também outro item de ovo chamado penoy, que é basicamente um ovo de pato não fertilizado cozido que não contém embrião. Assim como o taho, o balut é vendido por vendedores ambulantes.
Okoy, também conhecido como ukoy, é outra comida de rua frita e coberta com massa nas Filipinas. Junto com a massa, normalmente inclui brotos de feijão, abóbora ralada e camarões pequenos com casca. Geralmente é mergulhado em uma combinação de vinagre e pimenta.
Entre outras comidas de rua já mencionadas estão o pulutan, como o isaw, intestinos de porco ou de frango temperados espetados em um palito e grelhados; o betamax, sangue de frango seco assado cortado e servido em pequenos cubos, que recebeu esse nome devido à sua semelhança grosseira com uma fita Betamax; o adidas, pés de frango grelhados em homenagem à popular marca de calçados; e o proventriculus, o proventrículo de um frango coberto com amido de milho e frito. As batatas fritas feitas de batata doce também foram apelidadas de "pinoy fries". A maioria das comidas de rua costuma ser encontrada perto de certas escolas e universidades, um exemplo seria o University Belt, na região metropolitana de Manila.
Além da disponibilidade de estandes de hambúrgueres 24 horas por dia, 7 dias por semana, como os da Burger Machine (apelidado de "o hambúrguer que nunca dorme"), Angel's Burger, Franks N' Burgers e Minute Burger em todo o país.
Pagpag são restos de comida de restaurantes (geralmente de restaurantes de fast-food) recolhidos em locais de lixo e lixões. A comida pagpag também pode ser carne, peixe ou legumes congelados vencidos, descartados pelos supermercados e recolhidos em caminhões de lixo. São comidos pelas pessoas que sofrem com a extrema pobreza nas Filipinas. A venda de pagpag era um negócio lucrativo em áreas onde viviam pessoas pobres. O prato é, na maioria das vezes, um alimento coletado por pessoas sem-teto no final do dia em vários restaurantes locais de fast-food nas Filipinas.

## Pratos exóticos

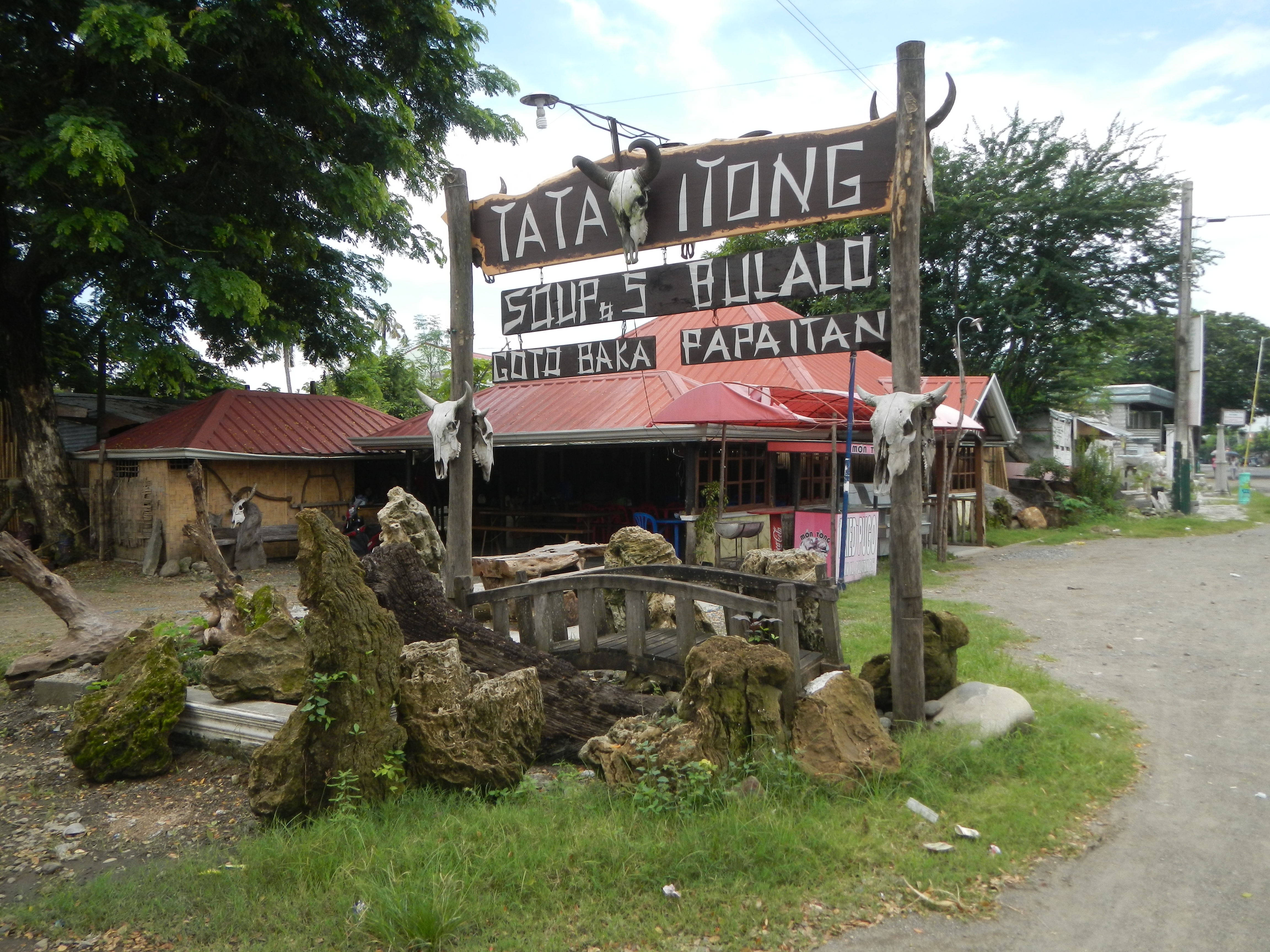
Um restaurante tata itong em San Miguel, Bulacan, conhecido por servir pratos exóticos filipinos, incluindo Soup No. 5 e papaitan

Alguns pratos exóticos da dieta filipina são o camaro, grilos do campo cozidos em molho de soja, sal e vinagre, que são populares em Pampanga; o papaitan, que é um ensopado feito de vísceras de cabra ou de boi, aromatizado com bile, o que lhe confere o sabor amargo característico (pait); a Soup No. 5 (também grafado "Soup #5"), que é uma sopa feita de testículos de touro, e pode ser encontrada em restaurantes na Rua Ongpin, Binondo, Manila; e pinikpikan na manok, que consiste em espancar uma galinha até a morte para amaciar a carne e infundir-lhe sangue. Em seguida, ela é queimada no fogo para remover suas penas e depois cozida com sal e itag (carne de porco curada com sal/fumaça). O ato de espancar a galinha na preparação do prato viola a Lei de Bem-Estar Animal das Filipinas de 1998.

## Influências estrangeiras

### Influências indianas
As influências indianas podem ser notadas em iguarias à base de arroz, como bibingka (análogo ao bingka indonésio), puto e puto bumbong, sendo que os dois últimos são plausivelmente derivados do puttu do sul da Índia, que também tem variantes em todo o Sudeste Asiático Marítimo (por exemplo, kue putu, putu mangkok). O kare-kare, mais popular em Luzon, por outro lado, pode ter suas origens na Guerra dos Sete Anos, quando os britânicos ocuparam Manila de 1762 a 1764 com uma força que incluía sipaios indianos, que tiveram que improvisar pratos indianos devido à falta de especiarias nas Filipinas para fazer curry (ensopados). Diz-se que isso explica o nome e seu suposto molho espesso, amarelo-alaranjado, à base de urucum e amendoim, que faz alusão a um tipo de curry.
O atchara originou-se do achar indiano, que foi transmitido pelo acar da Indonésia, Malásia e Brunei.

### Influências japonesas

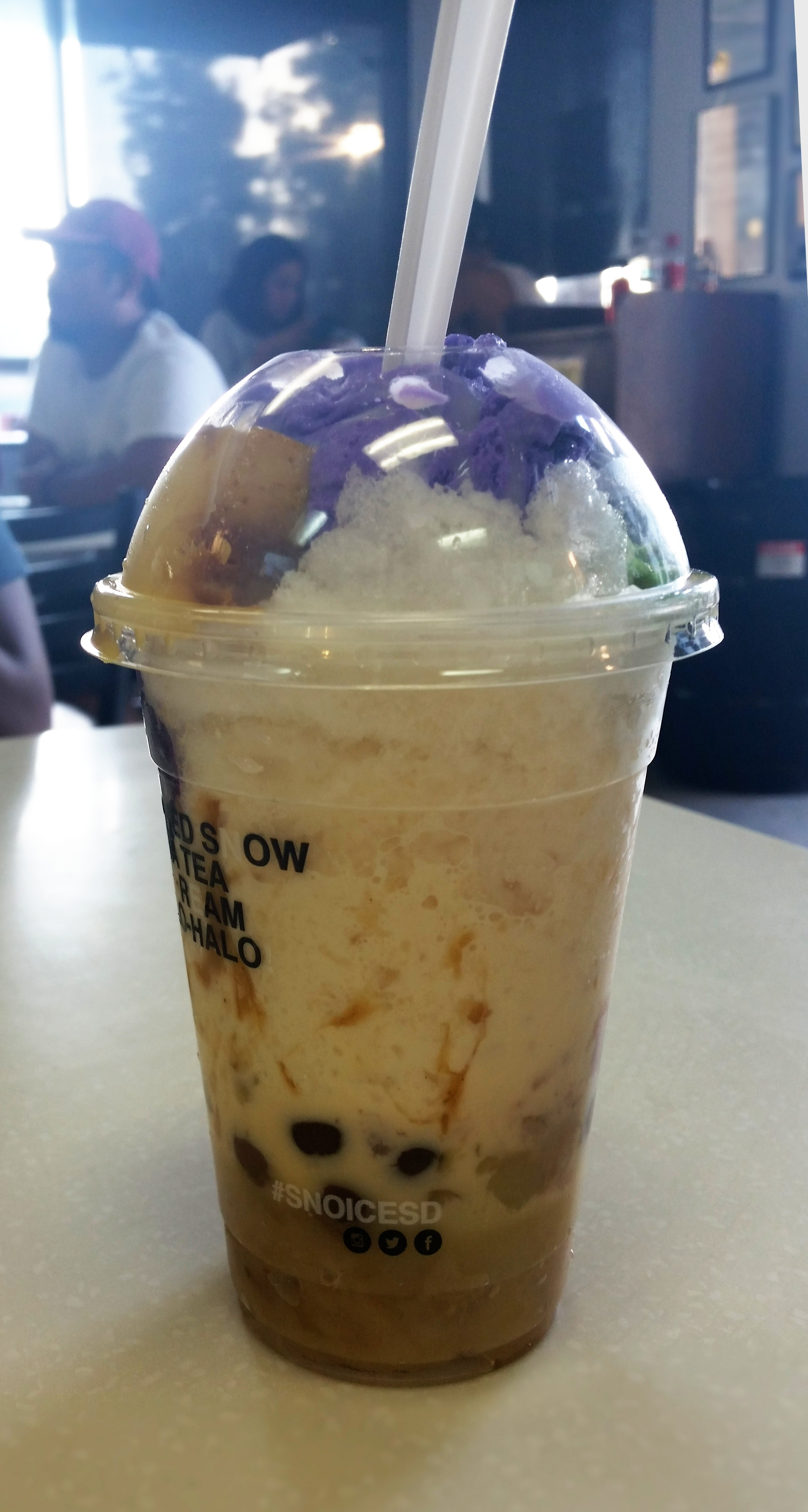
Halo-halo fabricado no condado de San Diego, Califórnia

Alguns autores atribuem o halo-halo especificamente aos migrantes japoneses das décadas de 1920 ou 1930 no mercado Quinta Market de Quiapo, Manila, devido à sua proximidade com a Insular Ice Plant, que era o principal suprimento de gelo de Quiapo.
Uma das primeiras versões do halo-halo era uma sobremesa conhecida localmente como mongo-ya em japonês, que consistia apenas de feijão-mungo (tagalo: monggo ou munggo, usado no lugar do feijão azuki vermelho do Japão), fervido e cozido em calda (minatamis na monggo), servido em cima de gelo picado com leite e açúcar. Com o tempo, mais ingredientes nativos foram adicionados, resultando na criação e no desenvolvimento do halo-halo moderno. Uma diferença entre o halo-halo e seu ancestral japonês é a colocação dos ingredientes principalmente embaixo do gelo em vez de em cima dele. O tipo original monggo con hielo ainda pode ser encontrado hoje em dia, juntamente com variações semelhantes que usam milho doce (maiz con hielo) ou bananas saba (saba con hielo).

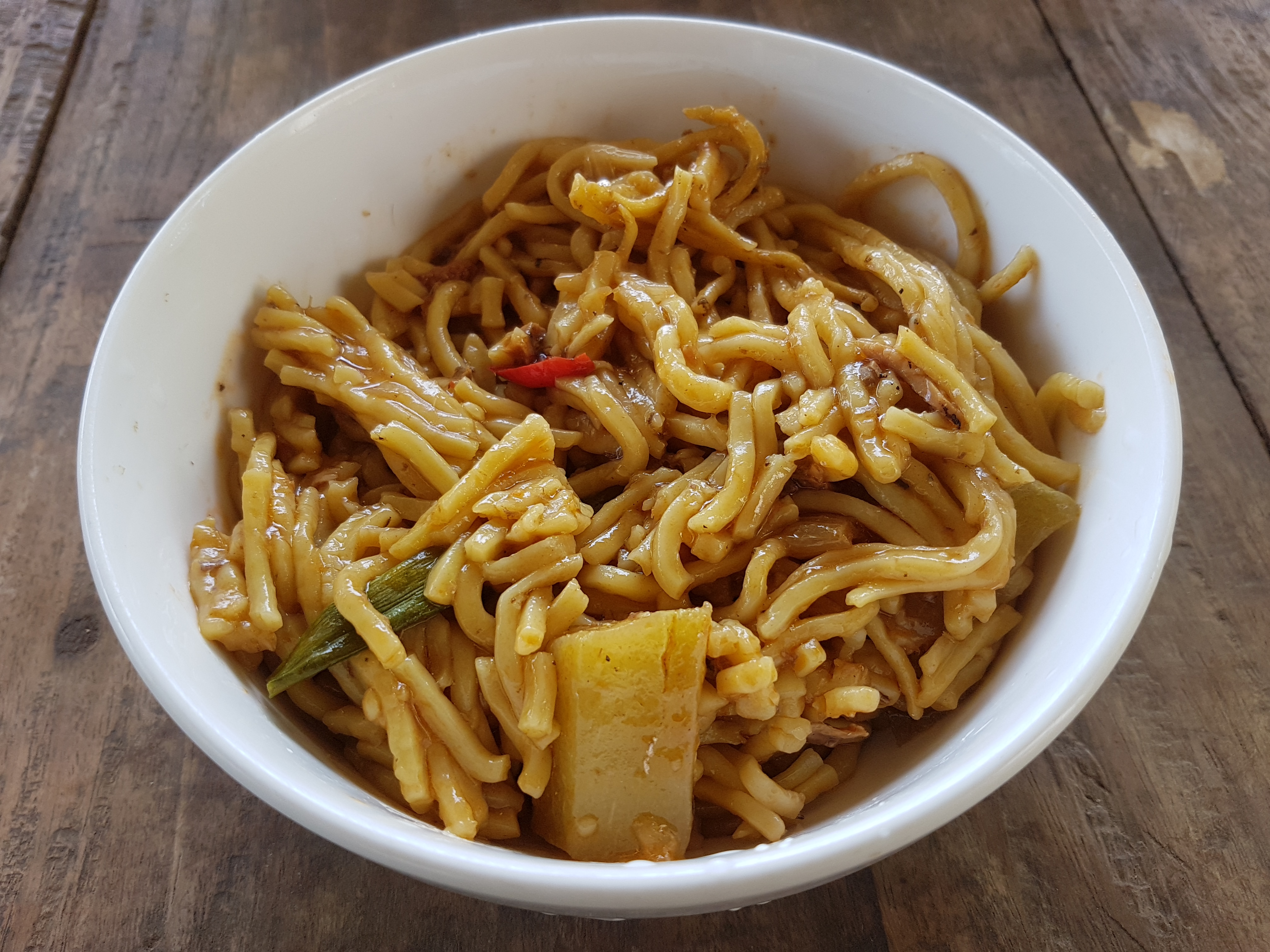
Odong com sardinhas

O nome odong, uma sopa de macarrão vissaiana, é derivado do macarrão udon japonês, embora não use macarrão udon nem tenha qualquer semelhança com os pratos de udon. É originária da região de Davao, em Mindanao, e das ilhas Vissaias, que tinham uma grande comunidade de imigrantes japoneses no início do século XX. O macarrão odong era anteriormente fabricado localmente pelos okinawanos, mas o macarrão odong moderno (que é nitidamente amarelado) é importado da China.

### Influências árabes
A influência árabe na culinária filipina é relativamente pequena. Historicamente, a influência árabe chegou à Indonésia e às Filipinas por meio da Índia. No início, os árabes comercializavam com os indianos, que, por sua vez, comercializavam com o Sudeste Asiático. Na era posterior, com o avanço da navegação marítima, os árabes também começaram a negociar diretamente com as Filipinas.

### Influências da Indonésia

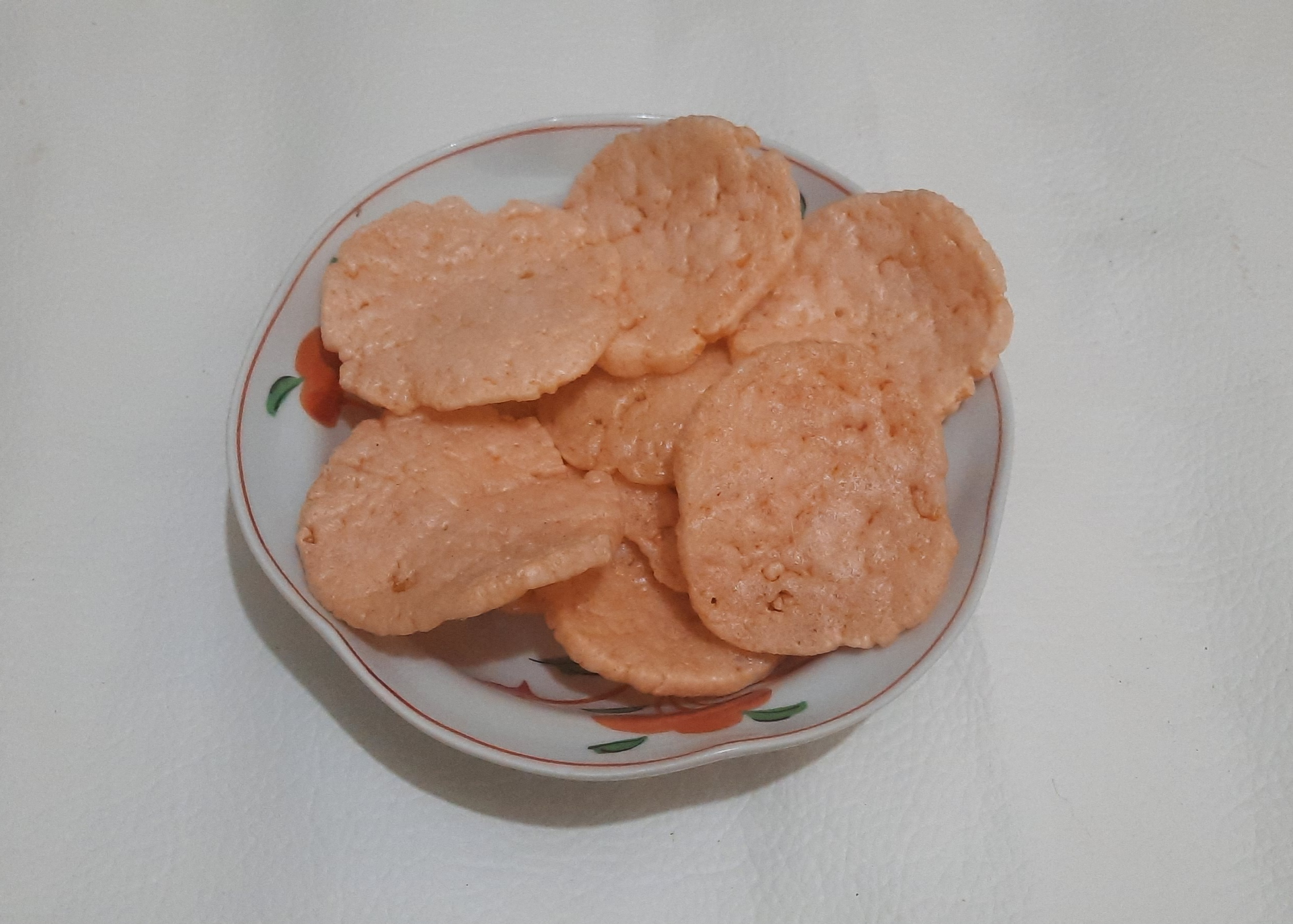
Kropek em Nagcarlan

Vários alimentos nas Filipinas têm uma relação próxima com alimentos originários de algumas regiões da Indonésia, como o kropek, que é derivado do krupuk. Além disso, na parte sul das Filipinas, há o rendang feito pelo povo muçulmano maranao de Mindanao e o satti, uma especialidade gastronômica em Zamboanga que ainda tem laços estreitos com o satay, originário de Java.

## Fora das Filipinas

### Estados Unidos
A culinária filipino-americana foi levada e desenvolvida pela primeira vez nos Estados Unidos por imigrantes filipinos no início do século XX, criando um estilo distinto de tradições culinárias que foram adaptadas tanto à disponibilidade local de ingredientes quanto aos gostos americanos.
Muitos restaurantes e serviços de bufê de propriedade de filipinos podem ser encontrados em várias comunidades filipinas, também conhecidas como "little Manilas", localizadas em todos os Estados Unidos, concentradas principalmente em cidades densamente povoadas, como Los Angeles e Nova York. Muitos restaurantes familiares e de chefs dessas comunidades introduziram nos Estados Unidos muitos pratos básicos encontrados nas Filipinas, como inihaw na liempo, lumpiang shanghai, adobo e kare-kare.
As populares cadeias de restaurantes filipinos, como a Jollibee, também se estabeleceram nos Estados Unidos e, posteriormente, desenvolveram uma base de fãs e uma presença na mídia social em rápido crescimento. A Jollibee é conhecida por seus itens alimentícios de influência americana, como frango frito e hambúrgueres. A rede também serve pratos filipinos como pancit palabok, halo-halo e uma torta de pêssego e manga de inspiração americana. Outras redes de restaurantes, como a Chowking, uma rede de fast-food de inspiração filipino-chinesa, e a Red Ribbon, uma padaria que serve sobremesas e produtos de panificação filipinos, também abriram lojas nos Estados Unidos.
O ube, tradicionalmente usado em muitas comidas e sobremesas filipinas, também teve um aumento de popularidade nos Estados Unidos como ingrediente culinário nos últimos anos. Tradicionalmente servido em sobremesas como ube halaya ou halo-halo, ele pode ser visto em uma variedade de restaurantes e comidas americanas (geralmente sobremesas), incluindo waffles, bolos de café, cupcakes e também em donuts. O ube ainda se tornou popular como sabor de cerveja em cervejarias americanas nos estados da Califórnia e do Havaí. A Trader Joe's, uma cadeia de supermercados americana, também vende sorvete com sabor de ube, mistura para panquecas e biscoitos amanteigados.